# Rafael Casanova i Comes
Rafael Casanova i Comes (Moià, ca. 1660 - Sant Boi de Llobregat, 2 de maig de 1743) fou un advocat i polític català partidari de Carles d'Àustria durant la Guerra de Successió Espanyola i darrer conseller en cap de Barcelona (1713-1714). La seva figura ha esdevingut un exemple del ciutadà compromès en la lluita contra la tirania i un símbol de la defensa de les institucions catalanes d'autogovern. És objecte d'homenatge durant la Diada Nacional de Catalunya.

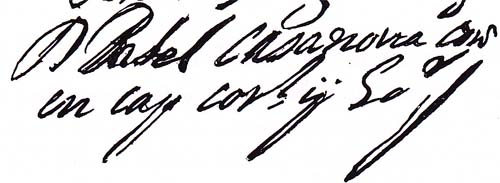
Rafael Casanova, conseller en Cap, coronel i governador. (Signatura del 10 d'agost de 1714).

## Biografia
Fadristern d'una família de pagesos terratinents de Moià, de ben jove emigrà a Barcelona on estudià dret. Es doctorà als 18 anys i exercí d'advocat a Barcelona. El 1696, amb uns 36 anys, va contraure matrimoni amb Maria Bosch i Barba, viuda i filla d'una acabalada família d'adroguers barcelonins que tenia importants propietats a Sant Boi de Llobregat. Rafael Casanova i Maria Bosch passaren a viure al carrer dels Banys Nous, n. 16 de Barcelona. Tingueren quatre fills: el primer fou Francesc —que morí el 1710—; dos bessons, Pau i Teresa —que van morir el 1704 acabats de néixer—, i el fill mitjà, Rafael Casanova i Bosch —nascut el 1701 i que fou l'únic que arribà a l'edat adulta i esdevingué l'hereu del patrimoni Bosch.
El 1704 morí de part la seva muller Maria Bosch i pocs dies després també moriren els dos bessons. L'any següent 1705 esclatà la Guerra de Successió Espanyola a Catalunya i Barcelona es convertí en el principal bastió austriacista. El 1706 Rafael Casanova fou extret conseller terç de Barcelona mentre Felip V es preparava per reconquerir la ciutat. Els ministres de Carles d'Àustria li recomanaren que marxés de Barcelona, però el 30 de març de 1706 Rafael Casanova s'adreçà a Carles d'Àustria i li oferí el sacrifici de les vides dels barcelonins en la seva defensa; finalment el 2 d'abril el rei comunicà que es quedaria dins la ciutat. L'endemà les tropes borbòniques iniciaren el primer setge borbònic contra Barcelona durant el qual morí el conseller en cap de 1705-1706 Francesc de Santjoan. Quedaren al capdavant de la ciutat el conseller segon el jurista Francesc Gallart i el conseller terç l'advocat Rafael Casanova, que governaren la ciutat amb mà dura fins que l'exèrcit borbònic aixecà el setge i fugí derrotat cap a França. L'any següent 1707 Carles d'Àustria recompensà Rafael Casanova amb el títol de «Ciutadà Honrat de Barcelona», honorant així la seva actuació al capdavant de la ciutat. Amb la seva nova posició com a Ciutadà Honrat Rafael Casanova, el fadristern immigrant de Moià, havia assolit l'elit política barcelonina. A partir d'aquell any assistí a totes les assemblees del Consell de Cent i el seu nom passà a formar part de la llista de ciutadans que podien ser sortejats per a esdevenir conseller en cap de Barcelona, eventualitat que finalment tingué lloc el novembre de 1713.
El 1708, en virtut de la seva reputació, Rafael Casanova fou un dels designats —al costat de Manuel de Ferrer i Sitges i de Cristòfor Lledó i Carreras, dos prohoms radicals de l'austriacisme— com a representant de Barcelona per a rebre la reina Elisabet Cristina de Brunsvic-Wolfenbüttel durant la cerimònia de casament amb el rei Carles d'Àustria. Després d'un fallit tractat de pau el 1709, les tropes austriacistes llançaren una nova ofensiva que culminà el 1710 amb la conquesta de Madrid. Forçades a abandonar la ciutat davant l'arribada de reforços francesos, el 1711 la posició militar dels austriacistes era ja molt compromesa. El setembre d'aquell any Carles d'Àustria marxà d'Espanya per fer-se càrrec de l'Imperi Austríac arran de la mort del seu germà, deixant a Barcelona a la seva esposa Elisabet com virreina. L'any següent 1712 Casanova —novament al costat del radical Manuel de Ferrer i Sitges—, assistí a una de les conferències dels Tres Comuns on es debaté la situació política a què es veia abocada Catalunya. L'any següent 1713 culminaren les converses de pau amb la firma del Tractat d'Utrecht entre Espanya i Gran Bretanya, en l'article 13 del qual Felip V es comprometia a amnistiar els catalans i concedir-los —només— els mateixos drets i privilegis que els habitants de la Corona de Castella, un article que suposava de facto la derogació de les Constitucions de Catalunya, tal com anteriorment ja havia fet amb els Furs d'Aragó i els Furs de València, consagrant així l'abolició de les lleis i institucions de tots els estats de la Corona d'Aragó que a partir d'aleshores passaven a estar sota les lleis i govern del Consell de Castella.

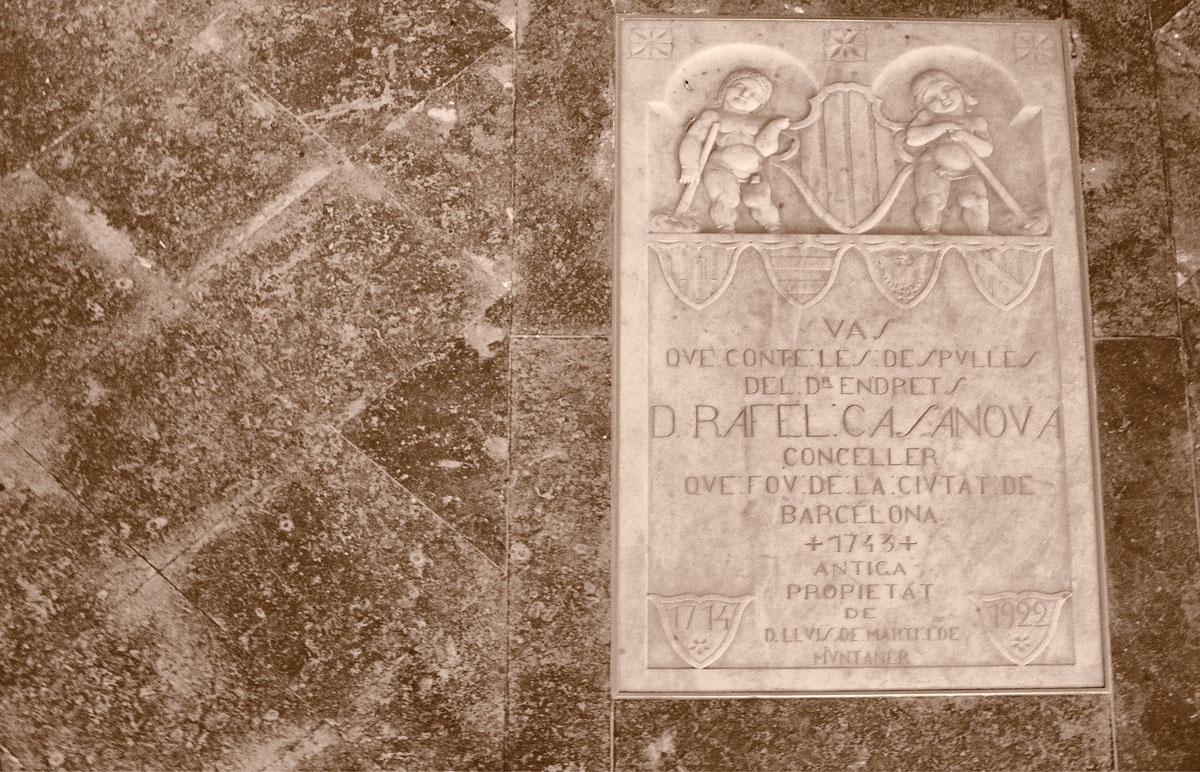
Llosa de marbre d'estil noucentista col·locada la vigília de la Diada —10 de setembre— de 1922 al vas sepulcral on hi ha enterrades les despulles de Rafael Casanova a l'església de Sant Baldiri de Llobregat a Sant Boi de Llobregat. La inscripció resa: «Vas que conté les restes del doctor en dret don Rafel Casanova Conseller que fou de la ciutat de Barcelona + 1743 + ».

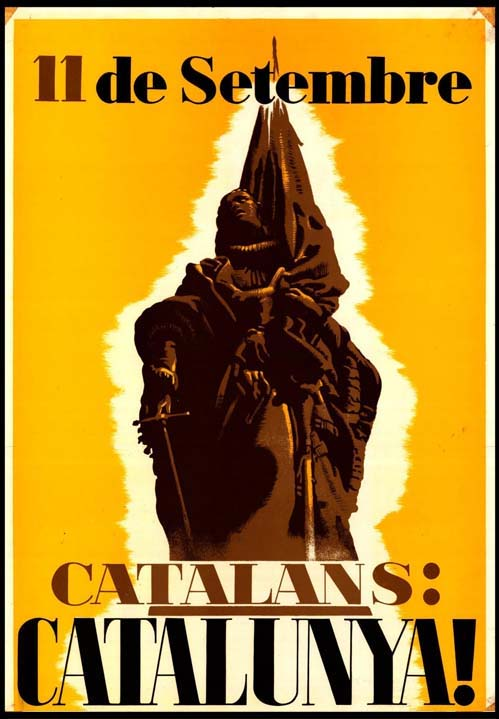
Cartell publicat per la Generalitat republicana durant la Guerra Civil espanyola. La figura de Rafael Casanova com a exemple a seguir del ciutadà compromès en lluita contra la tirania —absolutista el 1714, feixista el 1936— fou àmpliament reivindicada durant el conflicte.

La primavera de 1713 i des d'Àustria estant l'arxiduc Carles envià una carta als catalans recomanant-los acollir-se a l'indult que els oferia Felip V i veient la retirada general de les tropes austriacistes els diputats de la Generalitat de Catalunya de 1710-1713 i el conseller en cap de Barcelona de 1712-1713 Manuel Flix i Ferreró es resignaren a sotmetre's a Felip V.
Però una facció radical de l'aristocràcia catalana encapçalada per Manuel de Ferrer i Sitges va forçar els diputats de la Generalitat a convocar pel 30 de juny de 1713 la Junta General de Braços, assenyalant que només aquesta institució era la competent per dictaminar si Catalunya s'havia de sotmetre a Felip V. Rafael Casanova assistí a les sessions del braç reial, on el 6 de juliol es resolgué que Catalunya havia de continuar la guerra en solitari, mentre que en el braç militar —estament dels aristòcrates— els vots es dividiren entre els partidaris de la submissió i els partidaris de la guerra, tot i que aquests darrers estaven dividits en dues faccions: moderats i radicals. Després d'amenaces i coaccions els partidaris de continuar la guerra triomfaren i els diputats de la Generalitat feren pública la proclamació el 9 de juliol de 1713. La Junta de Braços nomenà una comissió de govern, la «Junta dels 36», formada majoritàriament per radicals i es renovaren els diputats de la Generalitat, també de la facció radical. Després de la proclamació Rafael Casanova continuà dins Barcelona mentre que desenes d'austriacistes en fugien denunciant que l'únic que aconseguirien els radicals seria dur Catalunya a un desastre total. La «Junta dels 36» abanderà una expedició militar que acabà en desastre l'octubre de 1713, mentre a l'interior de la ciutat es desfermaren les tensions entre els radicals i els moderats, encapçalats aquests pel conseller en cap de Barcelona de 1712-1713 Manuel Flix i Ferreró, declarat partidari de la submissió negociada amb Felip V. Flix havia continuat en el càrrec i havia nomenat la «Junta dels 24» —d'àmbit municipal— des de la qual bloquejava els excessos dels radicals de «Junta dels 36» i els nous diputats de la Generalitat, mentre de comú acord amb l'ambaixador català a Londres Pau Ignasi Dalmases es preparava una operació per negociar la submissió de Catalunya a París.
Però l'operació fou avortada el 30 de novembre de 1713 quan es procedí a la tradicional renovació dels consellers de Barcelona sortint escollit per conseller en cap Rafael Casanova. El nou govern municipal suposà un canvi total respecte a l'anterior de Manuel Flix i Ferreró. Casanova retirà tota atribució diplomàtica a l'ambaixador Dalmases per evitar cap altra temptativa diplomàtica de negociar la submissió. Així mateix, pressionà a Antonio de Villarroel, que fins aleshores havia gaudit de plena autonomia militar plantejant una estratègia conservadora que buscava guanyar temps. El nou conseller en cap li exigí que immediatament ordenés llançar atacs continus, cada nit, contra el cordó de bloqueig per desgastar les tropes borbòniques. La guerra havia entrat en una nova fase. El càrrec de conseller en cap duia aparellat el grau de governador militar de Barcelona i el control de la milícia gremial —la Coronela de Barcelona—, el component més nombrós de la guarnició. Amb el control de Barcelona afermat i avortada qualsevol temptativa de negociació diplomàtica, es formà una nova expedició a l'exterior sota les ordres del marquès del Poal perquè aixequés Catalunya en armes. L'aixecament esclatà el gener del 1714, quan els borbònics intentaren cobrar un impost de guerra —les quinzenades. A Catalunya els impostos els fixaven les Corts Catalanes, no el rei, i les recaptava la Generalitat, no l'exèrcit borbònic. L'aixecament fou reprimit per les tropes borbòniques amb una brutalitat extraordinària cremant totes les viles que s'havien negat a pagar l'impost. A finals de febrer de 1714 es produí un intent de cop d'estat a Barcelona que pretenia derrocar el govern municipal. El cop no es produí, però serví d'excusa per destituir tots els moderats de la «Junta dels 24» nomenada anteriorment per Manuel Flix, que foren rellevats pels radicals que abans havien format la «Junta dels 36», alhora que els diputats radicals de la Generalitat els cedien totes les competències militars. A partir d'aleshores el conseller en cap de Barcelona —l'alcalde de Barcelona— Rafael Casanova es convertí en el màxim mandatari polític, i militar, de Catalunya i la «Junta dels 24 de Barcelona» en el màxim òrgan de direcció de la guerra.
L'estratègia dels radicals implicava aguantar fins que Carles d'Àustria firmés la pau amb França, fet que obligaria a la retirada de les tropes franceses que ajudaven Felip V, al qual sense l'ajut francès li seria del tot impossible conquerir Barcelona. Però les pressions diplomàtiques de Felip V aconseguiren que al Tractat de Rastatt del 6 de març de 1714 no es donés cap solució al «Cas dels Catalans». Havent frustrat l'estratègia diplomàtica dels radicals, a la cort de Madrid es preparà un nou intent de sortida negociada al conflicte facultant al primer ministre de Felip V Jean Orry perquè negociés la submissió de Catalunya a canvi de mantenir les lleis municipals. A Barcelona les notícies de la firma del tractat de Rastatt foren inicialment confuses i es feu creure a la població que el tractat havia resultat favorable i que aviat la ciutat seria alliberada. El primer ministre de Felip V esperava trobar una ciutat abatuda i predisposada a negociar la rendició, però quan arribà a Barcelona es trobà una ciutat eufòrica que celebrava el seu imminent alliberament; el conseller en cap Rafael Casanova i la nova «Junta dels 24» rebutjaren les propostes de Jean Orry frustrant per tercera vegada un intent de negociar la submissió de Catalunya a Felip V.
Però ja sense estratègia diplomàtica i sense esperances d'un suport militar exterior, els dirigents radicals —els consellers de Barcelona al capdavant de la «Junta dels 24», els diputats de la Generalitat i els membres del Braç militar— tancaren files i formaren una «Junta de Teòlegs» perquè enardís al poble en la creença que lliuraven una «guerra justa» i que els salvaria un miracle final. El darrer reducte d'oposició interna als radicals el formaven els militars i —més concretament— Villarroel, que quan el 1713 havia acceptat el càrrec de general comandant havia advertit que només dirigiria la defensa mentre tingués tropes suficients. Per aconseguir el control total sobre els militars els consellers de Barcelona convocaren els oficials de l'exèrcit i el 19 de maig els feren jurar «que la defensa ha de ser efectiva i inalterable fins a la darrera gota de sang en tots els habitants d'aquesta plaça». A Madrid, frustrat l'intent de negociació de Jean Orry, Felip V demanà al seu avi Lluís XIV de França que li enviés reforços i finalment el 6 de juliol del 1714 arribà davant Barcelona el mariscal Berwick, portant sota les seves ordres l'exèrcit francès continental dotat d'artilleria pesant capaç d'abatre les muralles de la ciutat i iniciar un veritable setge militar.
Carles d'Àustria, alarmat pel radicalisme dels dirigents de Barcelona, envià a Villarroel comissions per poder negociar una capitulació si ho veia possible, mentre el seu primer ministre Ramon de Vilana Perlas ideà un pla perquè els britànics servissin de força d'interposició entrant a Barcelona per evitar l'assalt borbònic, però els militars britànics rebutjaren el pla fins que no tinguessin ordres del seu govern. El 12, 13 i 14 d'agost les tropes borbòniques llançaren diversos atacs per conquerir la ciutat però fracassaren; Berwick informà Lluís XIV que a Barcelona «els enemics es defensen com desesperats». Entre tant a Londres el miracle diplomàtic que els resistents esperaven ocorregué: la mort de la reina Anna de Gran Bretanya propicià un canvi de govern a Anglaterra. L'ambaixador català a Londres, restituït en la seva comissió, pressionà el consell de regència i aquests ordenaren a l'esquadra britànica salpar cap a Barcelona per salvar la ciutat, però les pressions diplomàtiques franceses provocaren la paralització de les ordres, que quedaren en suspens durant uns dies en espera de l'entronització del nou rei Jordi I de Gran Bretanya.

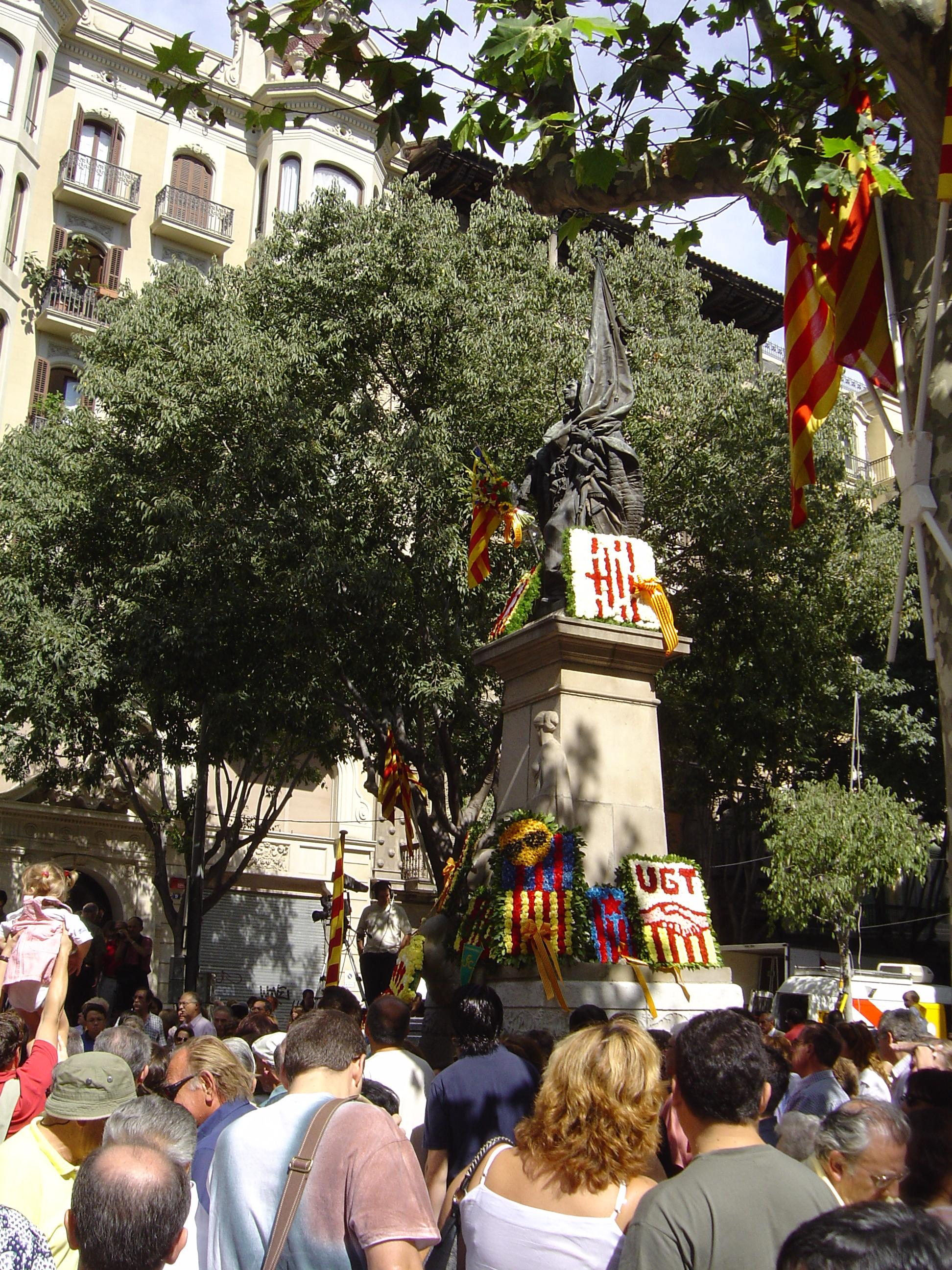
Ofrena floral un onze de setembre

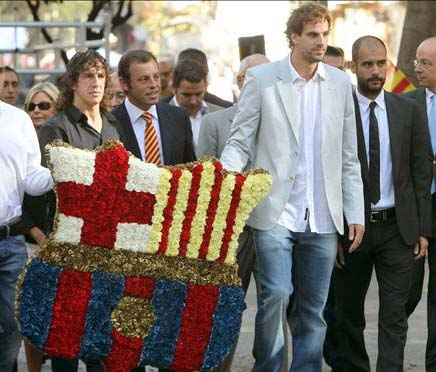
Durant la Diada Nacional de Catalunya les entitats de la societat civil catalana dipositen una emotiva ofrena floral a Rafael Casanova. Carles Puyol, Sandro Rosell, Roger Grimau i Josep Guardiola durant l'ofrena del F.C. Barcelona a Rafael Casanova l'11 de setembre de 2010

A Barcelona la situació s'havia tornat crítica car ja no hi quedaven aliments, augmentant les desercions i esclatant motins entre els barcelonins que demanaven pa. Sense tropes suficients per aturar un altre assalt borbònic i evitar una carnisseria, Villarroel pressionà la «Junta dels 24» perquè capitulés. El 3 de setembre, abans de llançar l'assalt definitiu, Berwick anuncià als defensors de Barcelona que tenia una proposta. Rafael Casanova convocà els Tres Comuns de Catalunya perquè prenguessin una resolució final. Es reuniren els Tres Comuns —consellers de Barcelona, diputats de la Generalitat, i oficials del Braç Militar— per separat. Davant la imminència de l'assalt borbònic Casanova convencé els membres de la «Junta dels 24» perquè intentessin guanyar temps demanant a Berwick un armistici de 12 dies a canvi d'escoltar la proposta borbònica. Quan ja quatre membres havien votat favorablement en aquest sentit, la votació quedà interrompuda perquè se'ls anuncià que els diputats de la Generalitat i els oficials del Braç Militar havien votat no escoltar la proposició borbònica fos quina fos. Per mantenir la unitat institucional Rafael Casanova demanà als que restaven per votar de la «Junta dels 24» que ho fessin en sentit contrari a allò que ell mateix havia proposat moments abans. D'aquesta manera finalment el 6 de setembre anunciaren a Berwick que «Els Tres Comuns s'han ajuntat i, considerada la proposició feta per un oficial dels enemics, responen que no volen sentir, ni admetre, cap proposició de l'enemic».
Villarroel dimití i els consellers li anunciaren que podria abandonar Barcelona quan arribés el proper comboi de Mallorca que esperaven per la matinada del 12 de setembre. Però la matinada de l'11 de setembre les tropes borbòniques llançaren l'assalt final sobre Barcelona. Rafael Casanova caigué ferit quan comandava un contraatac de la Coronela de Barcelona pel sector de Sant Pere, essent rellevat en el càrrec pel conseller segon Feliu de la Penya. Mentrestant Villarroel, reincorporat al servei, caigué ferit comandant una càrrega de cavalleria prop de la plaça del Born. Després d'unes 10 hores de combats Villarroel, atès de les ferides a la seva residència, ordenà suspendre les hostilitats sense autorització dels dirigents polítics catalans. Finalment el 12 de setembre, amb la ciutat en runes i les muralles ocupades pels borbònics, els Tres Comuns es veieren abocats a rendir-se a discreció davant Berwick. Casanova fou informat de la rendició mentre era atès a l'improvisat hospital de sang instal·lat al col·legi de la Mercè. Barcelona fou ocupada el 13 de setembre de 1714. En el pacte de capitulació Berwick va concedir als caps de la rebel·lió la vida i el perdó pels delictes comesos. Quatre dies després, el 16 de setembre de 1714, foren abolits els Tres Comuns de Catalunya —Generalitat de Catalunya, el Consell de Cent de Barcelona, i el Braç militar de Catalunya. El 20 de setembre l'exèrcit francès lliurà Barcelona al govern espanyol moment en el qual, contravenint els pactes de capitulació amb els francesos, Villarroel i altres 24 oficials de l'exèrcit català foren detinguts; entre ells el coronel Sebastià Dalmau, que en el moment de la detenció es trobava jugant a cartes amb el tinent general francès marquès de Guerchy a qui havia convidat a sopar a casa seva.
Havent empresonat als 25 caps militars perquè servissin de boc expiatori davant Felip V, els polítics com Rafael Casanova i els altres 1.100 «jefes y caudillos de la rebelión» foren castigats —no amb la presó—, sinó amb la confiscació perpètua de les seves propietats. Dirigents com Manuel de Ferrer i Sitges o Rafael Casanova continuaren vivint a Barcelona, per bé que aquest no pogué reprendre la seva activitat professional fins que es curà de la seva ferida a principis de 1715. El 1716 el capità general Francisco Pío de Saboya ordenà que fossin entregats tots els documents relacionats amb l'austriacisme per fer-los cremar i Rafael Casanova hagué d'entregar a la Reial Audiència el títol de Ciutadà Honrat de Barcelona que li havia atorgat Carles d'Àustria així com les Constitucions de Catalunya de 1706. La Guerra de Successió Espanyola no finalitzà definitivament —en termes diplomàtics— fins a l'any 1725, quan es firmà el Tractat de Viena pel qual Carles d'Àustria renuncià als seus drets a la corona d'Espanya i Felip V reconegué al primer el domini sobre els antics territoris espanyols a Itàlia i a Flandes. El tractat estipulava l'alliberament dels militars empresonats el 1714 i el retorn dels béns confiscats. Els béns de Rafael Casanova, confiscats des del 3 de desembre de 1713 —4 dies després d'ésser escollit conseller en cap de Barcelona— li foren retornats el 31 d'octubre de 1725. Recuperada la casa pairal de Sant Boi de Llobregat, Casanova es negà que continués servint per a l'allotjament de tropes borbòniques, mantenint conflicte obert amb l'alcalde botifler de la vila. Els problemes continuaren el 1730 quan el fiscal de la Intendència General de Catalunya instà un plet contra Rafael Casanova exigint-li que havia de pagar les rendes endarrerides pels béns que havien estat confiscats per la Hisenda Reial. El 1734, amb uns 74 anys, Rafael Casanova deixà d'exercir com a advocat de la comunitat de preveres de Moià i el 1737 passà a viure a Sant Boi de Llobregat, on morí el 2 de maig de 1743 i fou enterrat en un vas sepulcral anònim de l'església de Sant Baldiri. Anys després el terra de l'església seria completament pavimentat i es perdria tot rastre del fadristern de Moià que, emigrat a Barcelona per ser advocat, havia esdevingut el seu conseller en cap defensant les llibertats constitucionals de Catalunya fins al darrer alè contra l'absolutisme.
El 1812, un segle després de 1714 i davant del fracàs polític, social i econòmic de l'absolutisme borbònic ja en plena descomposició, es convocaren les Corts de Cadis per fundar una monarquia constitucional a Espanya que posés fi a un segle de tirania absolutista. Fou en aquelles sessions constituents quan es produí la primera reivindicació pública de la memòria històrica de Rafael Casanova i de les llibertats constitucionals catalanes pel delegat català Antoni de Capmany. Anys després l'Ajuntament de Barcelona dedicà un carrer a la seva memòria i el 1888 una estàtua en honor seu per ser el «darrer conseller en Cap, ferit en el setge d'aquesta ciutat empunyant la bandera de Santa Eulàlia en defensa de les Institucions Catalanes». El 1889 l'estàtua de Rafael Casanova es convertí en símbol de la defensa de les institucions catalanes quan fou el punt de concentració de la manifestació organitzada en protesta per la promulgació a Madrid de la reforma del codi civil espanyol que arraconava el dret civil català que havia sobreviscut els Decrets de Nova Planta el 1714. El 1925 la dictadura del general Primo de Rivera abolí la Mancomunitat de Catalunya i prohibí l'homenatge a Rafael Casanova i la commemoració de l'11 de Setembre. Restablerta la democràcia es restabliren els homenatges i el 1936, en esclatar la Guerra Civil espanyola es vindicà novament la figura de Rafael Casanova com a exemple del ciutadà compromès en la lluita contra la tirania —absolutista el 1714, feixista el 1936. La dictadura del general Franco tornà a prohibir l'homenatge a Rafael Casanova i la commemoració de l'11 de Setembre. Restablerta la democràcia, el Parlament de Catalunya declarà oficialment la commemoració de l'11 de Setembre com a Diada Nacional, durant la qual les entitats de la societat civil catalana realitzen una emotiva ofrena floral a Rafael Casanova esdevingut un símbol de la defensa de les institucions catalanes d'autogovern i un exemple del ciutadà compromès en la lluita contra la tirania.

## Abans de la guerra

### Un fadristern de Moià a Barcelona

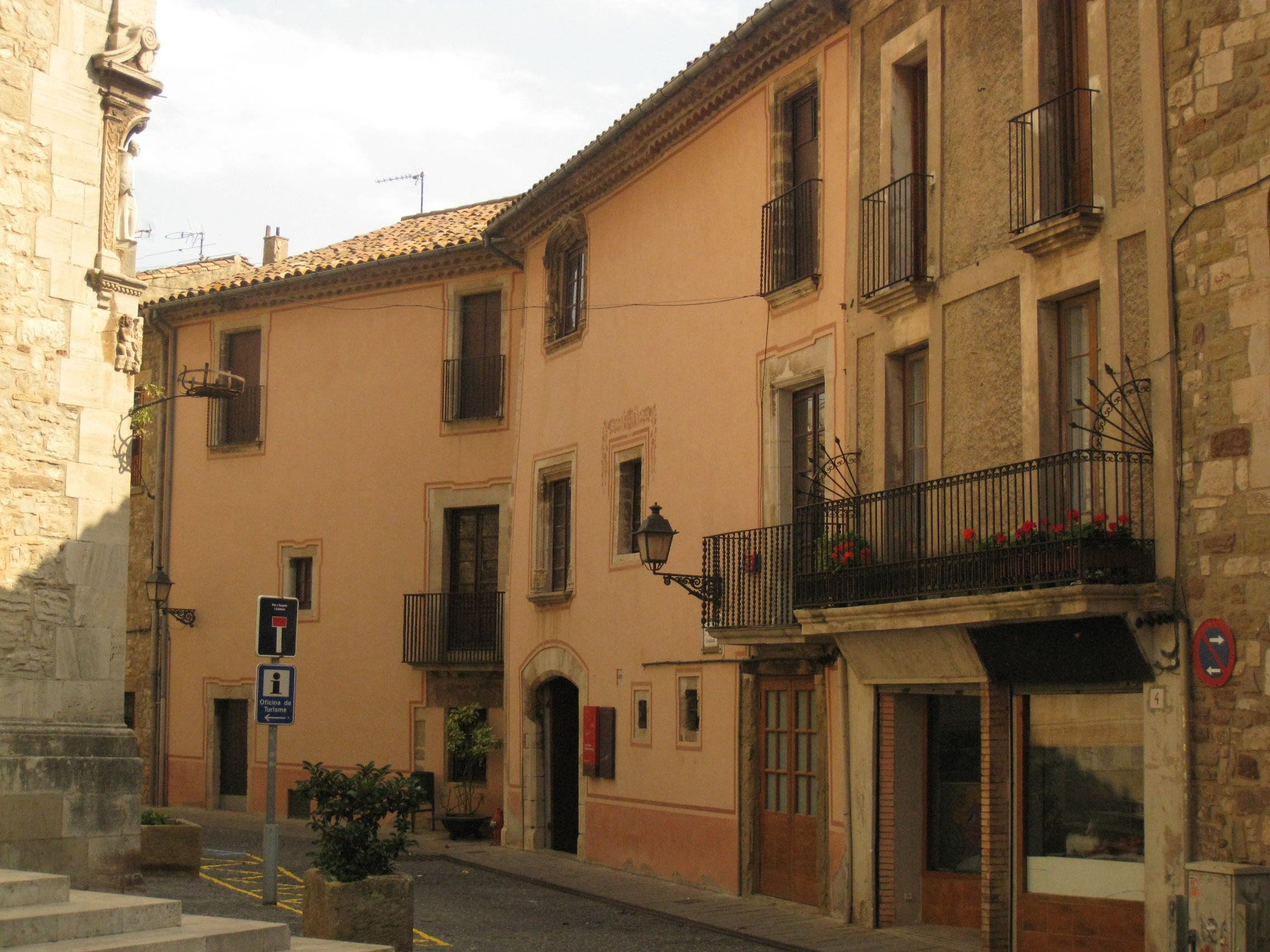
Casa natal a Moià on visqué fins als 14 anys, avui convertida en Casa Museu Rafael Casanova.

Era un dels onze fills de Rafael Casanova i Solà (1625-1682), propietari rural de Moià, i de Maria Comes i Sors (†1684), de Lliçà d'Amunt. En el moment del seu naixement els Casanova gaudien d'una sòlida posició econòmica basada en l'explotació de les seves terres i el comerç del gra i la llana que subministraven a la potent indústria tèxtil de la sotsvegueria del Moianès. La família tenia una llarga tradició de participació en els assumptes públics: son pare va ser cap del sometent del Moianès (1650), conseller de la població (1652), sotsveguer del Moianès (1659) i batlle de la vila.
Reservada l'herència de les terres familiars al seu germà gran —i hereu del llinatge— Francesc Casanova, el fadristern Rafael emigrà de ben jove a Barcelona on estudià dret a l'Estudi General de la capital; el 1678, tenint uns 18 anys, ja havia assolit la dignitat de doctor en dret. El 1682 morí el seu pare i el 1684 la seva mare. Tres anys després, el 1687, el seu germà gran Francesc fou nomenat ciutadà honrat de Barcelona car la vila de Moià tenia la dignitat de «carrer i braç de Barcelona», ço és, els moianesos gaudien de les mateixes franqueses que els barcelonins i estaven sota la jurisdicció dels consellers de Barcelona.
El 1696, cap als 36 anys i amb una carrera consolidada, va contraure matrimoni amb la pubilla barcelonina Maria Bosch i Barba, filla de Pau Bosch i de Maria Barba. Els Bosch eren un llinatge d'adroguers de Barcelona que comptava amb importants propietats a Sant Boi de Llobregat. Maria Bosch havia quedat vídua del doctor en medicina Josep Campllonch i Puig, amb qui havia tingut un fill anomenat també Josep.

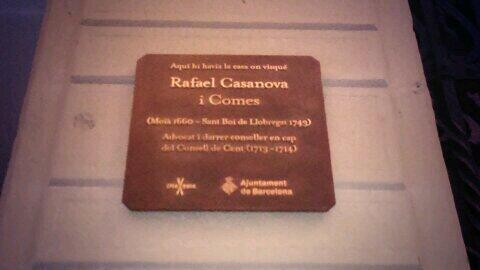
Placa commemorativa a la casa on s'alçà l'habitació, avui desapareguda, on va viure de lloguer la major part de la seva vida Rafael Casanova al carrer dels Banys Nous nº16.

Als capítols matrimonials s'estipulà que Rafael Casanova «entrava de pubill» a la casa dels Bosch en tal manera que no obtindria la possessió del patrimoni dels Bosch sinó que només n'esdevindria administrador temporal durant la minoria d'edat dels fills que nasquessis del matrimoni, que per via femenina n'esdevindrien els hereus. D'aquesta manera Rafael Casanova, el jove fadristern que havia emigrat de Moià, consolidava econòmicament la seva ascendent posició a Barcelona, mentre que els Bosch obtenien un gendre per a gestionar el seu patrimoni.
Pau Bosch determinà en 2.750 lliures el dot de la seva filla afegint-hi 2.500 lliures més pels fills que nasquessin del nou matrimoni, imports que la família Campllonch tenia en possessió i que havia de retornar, per bé que només en retornaren 759 lliures. El matrimoni passà a viure a la casa on residia Rafael Casanova de lloguer, al carrer dels Banys Nous n. 16 tal com descobrí l'historiador Albert Garcia Espuche, en una casa desapareguda on actualment s'alça un edifici de nova construcció i on el 2014 —durant els actes del Tricentenari del 1714— s'hi bastí una placa commemorativa. Rafael Casanova i Maria Bosch tingueren quatre fills: el primer fou Francesc, que morí el 1710, dos bessons Pau i Teresa que van morir el 1704 acabats de néixer, i el fill mitjà Rafael Casanova Bosch, nascut el 1701 i que fou l'únic que arribà a l'edat adulta i que esdevingué l'hereu del patrimoni Bosch.

### El conflicte successori espanyol

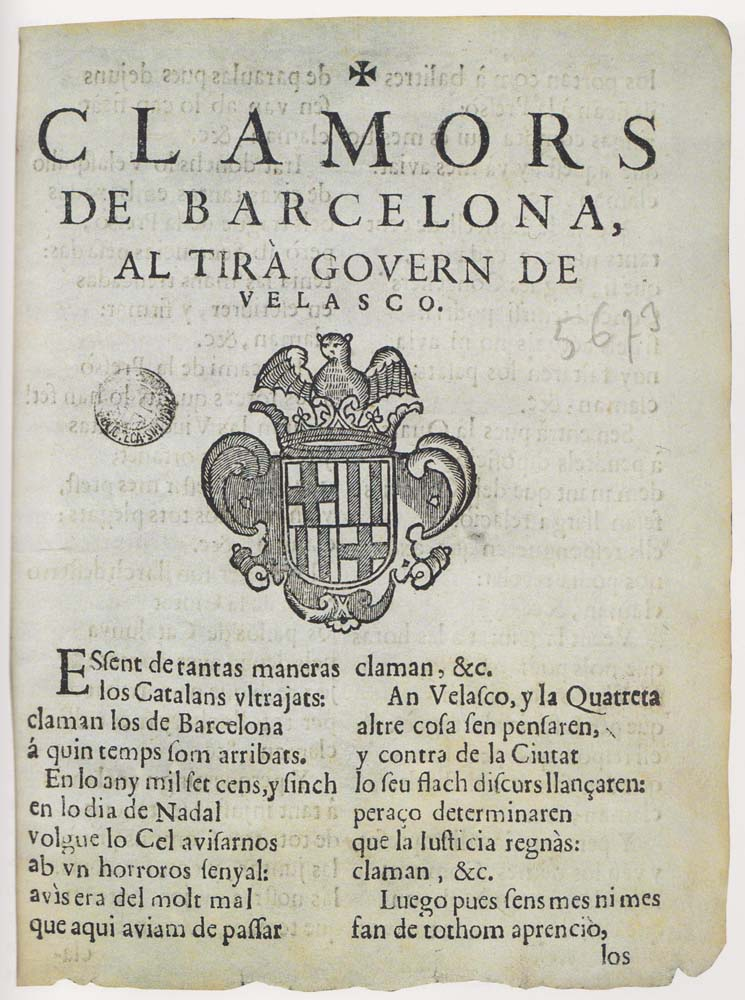
«Clamors de Barcelona al tirànic govern de Velasco» (1705).
La política de detencions indiscriminades llançada pel virrei Velasco a Barcelona provocaren un canvi i radicalització de l'opinió pública catalana en contra de Felip V.

El 1697 Maria Bosch atorgà poders en favor del seu marit Rafael Casanova, que foren augmentats el 1700 per Pau Bosch, el seu sogre, atorgant-li nous poders per a gestionar el patrimoni del llinatge Bosch. Mesos després, el novembre del 1700, morí el darrer monarca espanyol de la dinastia dels Àustries —Carles II l'Embruixat— havent nomenat com a successor al duc d'Anjou, de la dinastia dels Borbons, que fou entronitzat amb el nom de Felip V d'Espanya. El 30 de gener de 1701 la seva muller Maria Bosch, estant encinta, feu testament en el qual deixava 135 dobles d'or al seu «caríssim marit» i li llegava les joies que l'espòs li havia regalat quan es casaren «desitjant corresponde ab igualtat al carinyo y voluntat me ha sempre tingut dit marit»; set dies després naixia el seu segon fill Rafael Casanova i Bosch i la seva muller es recuperà sanament del part. El 1702 esclatà la Guerra de Successió Espanyola quan la Casa d'Àustria, en desacord amb el testament, envaí els territoris espanyols a Itàlia. El 1703 les potències marítimes —Anglaterra i Holanda— s'uniren a la Casa d'Àustria i declararen la guerra contra les Dues Corones Borbòniques —França i Espanya—, mentre que a Viena es nomenava un candidat alternatiu per a regir Espanya, el jove arxiduc Carles d'Àustria. El 1704 aquest es traslladà a Portugal des d'on pretenia recuperar el tron espanyol per a la dinastia dels Àustries, mentre que per l'altra riba de la península els aliats llançaren un intent de desembarcament a Barcelona amb la complicitat d'un reduït nombre d'austriacistes barcelonins. Descobert el complot i fracassat el desembarcament aliat, els cabdills austriacistes s'exiliaren però el virrei de Catalunya Francisco de Velasco, commocionat i volent evitar cap altra conspiració austriacista, inicià una repressió indiscriminada a Barcelona conculcant repetidament les Constitucions de Catalunya, una política que desfermà l'odi contra Felip V.
Barcelona era governada pels seus propis ciutadans d'entre els quals s'escollien sis magistrats, els Consellers de Barcelona. Aquests sis magistrats eren renovats anualment durant la festivitat de Sant Andreu —30 de novembre—, essent escollits per sorteig mitjançant el sistema d'insaculació que consistia a dipositar en un sac els noms dels ciutadans escrits en un paper; d'aquest sac la mà d'un nen extreia en el sorteig anual els ciutadans escollits per a governar la ciutat. Els escollits podien renunciar a la magistratura si no es consideraven aptes, tot i que un cop nomenats eren assessorats i supervisats pel Consell de Cent, l'assemblea general de ciutadans. Les conselleries s'assignaven en funció dels estaments socials; així pel càrrec de Conseller en Cap només figuraven en el sac corresponent els noms d'aquells que tenien el títol de «Ciutadà Honrat», una distinció que tan sols s'atorgava a aquells barcelonins que s'havien distingit notablement en el servei públic a Barcelona; altrament el càrrec de Conseller Quart estava reservat pels mercaders, així com el càrrec de Conseller Sisè ho estava pels menestrals i els llauradors. S'aconseguia així que ciutadans totalment anònims com ara el sastre Bartomeu Oliver, el mariner Macià Ros, o el barber Mateu Hereu, governessin Barcelona al costat de nobles com Ramon de Codina o Antoni de Valencià, o d'acabalats ciutadans com l'advocat Gabriel Bòria, el metge Francesc Orriols o el mercader Jeroni Mascaró.
| Els 6 Consellers de Barcelona (escollits per sorteig) |                           |                             |                           |                         |                            |                           |                           |           |
|                                                       |                           |                             |                           |                         |                            |                           |                           |           |
|                                                       | 1697-1698                 | 1698-1699                   | 1699-1700                 | 1700-1701               | 1701-1702                  | 1702-1703                 | 1703-1704                 | 1704-1705 |
| Conseller en Cap                                      |                           |                             |                           |                         |                            |                           |                           |           |
| Fèlix Boneu (advocat)                                 | Joan Magí                 | Alexandre Boixadors (noble) | Josep Company (metge)     | Fèlix Boneu (advocat)   | Antoni de Valencià (noble) | Francesc Costa (metge)    | Josep Company (metge)     |           |
| Conseller segon                                       |                           |                             |                           |                         |                            |                           |                           |           |
| Francesc de Santjoan (noble)                          | Francesc Orriols (metge)  | Francesc Llauder            | Carles Vila               | Pau Lledó               | Josep Areny                | Gabriel Bòria (advocat)   | Cristòfor Lledó           |           |
| Conseller tercer                                      |                           |                             |                           |                         |                            |                           |                           |           |
| Magí Mercader                                         | Josep de Magarola         | Jeroni Salvador (advocat)   | Jeroni Mascaró (mercader) | Joan Ponsich            | Francesc Fornaguera        | Honorat Pallejà (advocat) | Antoni Sunyer             |           |
| Conseller quart                                       |                           |                             |                           |                         |                            |                           |                           |           |
| Onofre Sidós (mercader)                               | Josep Aparici (mercader)  | Francesc Bassols (mercader) | Miquel Colomer (mercader) | Onofre Sidós (mercader) | Jaume Texidor (mercader)   | Pau Sayol (mercader)      | Francesc Font (mercader)  |           |
| Conseller quint                                       |                           |                             |                           |                         |                            |                           |                           |           |
| Jaume Salvador (apotecari)                            | Bartomeu Roig (notari)    | Pere Torner (barber)        | Sever Marc (adroguer)     | Pere Màrtir (barber)    | Marià Rondó (notari)       | Mateu Hereu (barber)      | Josep Saurina (apotecari) |           |
| Conseller sisè                                        |                           |                             |                           |                         |                            |                           |                           |           |
| Simó Ribot (manyà)                                    | Francesc Ferran (cotoner) | Bernat Miró (cotoner)       | Macià Ros (mariner)       | Joan Nadal (argenter)   | Joan Vieta (barreter)      | Josep Solà (fuster)       | Bartomeu Oliver (sastre)  |           |
|                                                       |                           |                             |                           |                         |                            |                           |                           |           |

Tots ells consideraven un privilegi poder governar la seva pròpia ciutat i un cop finalitzat el seu mandat anual tornaven a l'anonimat reprenent l'exercici de les seves professions. Però la política repressiva del virrei Velasco aixecà les protestes dels consellers de 1703-1704, que estaven en desacord amb els seus mètodes i la vulneració de les lleis tement que el nou rei Borbó pretengués imposar a Espanya la mateixa política absolutista que el seu avi havia aplicat a França. A finals d'aquell mateix any, el 29 de desembre de 1704, morí durant el part Maria Bosch, la muller de l'advocat Rafael Casanova, i pocs dies després també moriren els seus dos fills bessons acabats de néixer Pau i Teresa.

## Guerra de Successió Espanyola (1705-1713)

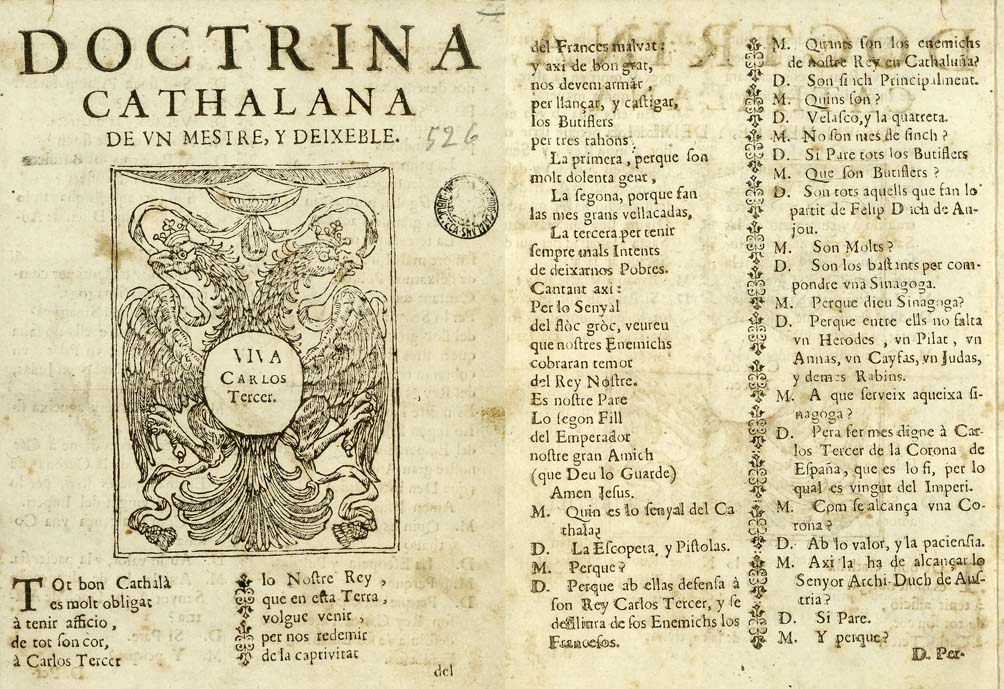
Propaganda austriacista de 1705. L'opuscle «Doctrina catalana d'un mestre i un deixeble» atacava al virrei borbònic Francisco de Velasco i la «quarteta» de jutges botiflers apel·lant que el senyal dels bons catalans eren «l'escopeta i les pistoles» per lluitar per l'arxiduc Carles d'Àustria.

### Àustries contra Borbons
Finalment, els consellers de Barcelona resolgueren enviar a Pau Ignasi de Dalmases a la cort de Madrid per denunciar davant Felip V en persona les vulneracions de les lleis catalanes que estava cometent el seu virrei, però només arribar a la cort l'emissari fou detingut i empresonat, fet que vulnerava novament l'ordenament constitucional català. Tres mesos després, durant la festivitat de la Vera Creu de Crist —3 de maig— de 1705 esclatà a Vic l'aixecament militar austriacista. Paral·lelament, els cabdills austriacistes exiliats firmaren el Pacte de Gènova, un tractat que establia una aliança militar entre Catalunya i Anglaterra en virtut del qual Catalunya es comprometia a lluitar per la causa del pretendent al tron espanyol Carles d'Àustria amb l'ajut militar d'Anglaterra, i aquesta es comprometia a defensar les Constitucions de Catalunya fos quin fos el resultat de la guerra. Les tropes aliades tornaren a desembarcar davant de Barcelona i, després d'assetjar la ciutat, l'octubre de 1705 el virrei Velasco i tota la guarnició borbònica que hi havia a Barcelona acabà rendint-se i capitulà. La Generalitat de Catalunya i els consellers de Barcelona rebien a Carles d'Àustria aclamant-lo com un alliberador. Dies després l'arxiduc Carles jurà obediència a les Constitucions de Catalunya i aquest fou jurat com a nou comte de Barcelona convertint la ciutat en baluard austriacista durant la resta de la guerra.

### Casanova i el setge borbònic de Barcelona de 1706
El novembre de 1705 foren escollits els nous ciutadans per a exercir de consellers, però el 18 de gener de 1706 morí per malaltia el conseller tercer Jacint Lloredà. Per designar el seu substitut el 25 de gener es feu un nou sorteig i la sort dictaminà que fos l'advocat Rafael Casanova, que aleshores era vidu i comptava uns 46 anys; a la tarda dos emissaris de la ciutat li comunicaren el nomenament i aquest l'acceptà. Dos dies després, havent clos els seus assumptes professionals, envià al consistori municipal a Baltasar de Llunés i Antoni de Valencià perquè en nom seu sol·licitessin hora per fer el jurament. El 28 de gener el doctor Rafael Casanova anà a la Casa de la Ciutat on fou rebut per l'escrivà racional i altres oficials del Consell de Cent. D'allí l'acompanyaren a la capella on feu oració; seguidament entrà al consistori on fou rebut pels altres consellers i tots entraren a la capella on oïren la missa. Finalment, retornaren a la sala del consistori on Casanova prestà jurament com a conseller tercer de Barcelona.

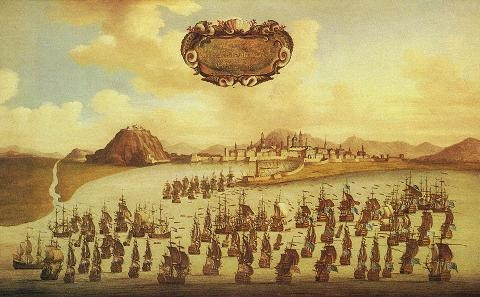
Alliberament de Barcelona el 1706 per l'almirall John Leake.

Entretant Felip V estava preparant l'ofensiva per reconquerir la ciutat. Els ministres de Carles d'Àustria l'instaren que marxés de Barcelona davant el risc de caure presoner si la ciutat es rendia, però els consellers barcelonins el pressionaren perquè es quedés. El 30 de març de 1706 el conseller tercer Rafael Casanova s'adreçà a Carles d'Àustria en nom de la ciutat oferint-li el sacrifici de les vides dels barcelonins en la seva defensa; finalment el 2 d'abril el rei comunicà que es quedaria dins Barcelona per resistir l'atac. L'endemà les tropes borbòniques, amb Felip V al capdavant, rodejaren la ciutat iniciant el setge borbònic de Barcelona de 1706. El 15 d'abril començaren a bombardejar l'interior de la ciutat amb bombes incendiàries i tot seguit endegaren les operacions encaminades a la conquesta de la fortalesa de Montjuïc des de la qual, un cop presa, podrien obligar a la rendició de la capital. El 21 d'abril les tropes de Felip V ja havien pres posicions prop de la fortalesa i començaren a hostilitzar-la. Aleshores s'estengué el rumor entre els barcelonins que les tropes angleses havien pactat amb les borbòniques la rendició de Montjuïc. El rumor provocà l'esclat d'un motí general i un grup d'exaltats començà a fer tocar les campanes a sometent convocant als barcelonins a lluitar per impedir la rendició; el conseller en Cap de 1705-1706 Francesc de Santjoan intentà aturar el toc a sometent però durant els disturbis caigué assassinat.
Amb la ciutat sota les bombes i presa del caos quedaren al capdavant del govern municipal el conseller segon el jurista Francesc Gallart, i el conseller tercer l'advocat Rafael Casanova. Amb directrius expeditives aconseguiren restablir l'ordre i el govern de la ciutat, alhora que es reforçaren les defenses de Montjuïc. Tot i així res no semblava poder aturar l'avenç borbònic fent témer la imminent caiguda de Montjuïc, i de Barcelona. Finalment però, el 8 de maig, s'albirà en l'horitzó la flota anglesa comandada per l'almirall John Leake, fet que provocà la caòtica fugida de les tropes borbòniques que deixaren abandonats al camp davant de Barcelona als seus ferits, els seus subministraments i tota l'artilleria. Barcelona havia estat alliberada i les tropes borbòniques, que en el seu avanç no havien protegit els passos, hagueren de fugir cap a França. Mesos després, fetes les investigacions sobre els fets ocorreguts durant el setge, el conseller segon Francesc Gallart, que ja abans de la guerra havia mostrat simpaties filipistes, fou desinsaculat —eliminat de les llistes de candidats per exercir càrrecs públics—; posteriorment Gallart seria desterrat de la ciutat i es passaria a les tropes borbòniques. Per contra el 6 de febrer de 1707 Carles d'Àustria recompensà al conseller tercer Rafael Casanova amb el títol de «Ciutadà Honrat de Barcelona», honorat així la seva actuació al capdavant del govern de la ciutat durant el setge borbònic.
| Els 6 Consellers de Barcelona (escollits per sorteig) |                              |                              |                          |                              |                           |                                |                             |           |
|                                                       |                              |                              |                          |                              |                           |                                |                             |           |
|                                                       | 1705-1706                    | 1706-1707                    | 1707-1708                | 1708-1709                    | 1709-1710                 | 1710-1711                      | 1711-1712                   | 1712-1713 |
| Conseller en Cap                                      |                              |                              |                          |                              |                           |                                |                             |           |
| Francesc de Santjoan (noble)                          | Francesc Orriols (metge)     | Josep Braçó (ciutadà honrat) | Ramon de Codina (noble)  | Antoni de Valencià (noble)   | Josep Coromines (advocat) | Ramon Sabater (ciutadà honrat) | Manuel Flix (advocat)       |           |
| Conseller segon                                       |                              |                              |                          |                              |                           |                                |                             |           |
| Francesc Gallart (jurista)                            | Francesc Bastero             | Francesc Fontllonga (metge)  | Antoni de Moxiga (noble) | Francesc Monfar              | Diego Casetas (advocat)   | Manuel Mas (jurista)           | Pau Corbera                 |           |
| Conseller tercer                                      |                              |                              |                          |                              |                           |                                |                             |           |
| Rafael Casanova (advocat)                             | Francesc Mas (advocat)       | Antoni Berenguer (advocat)   | Baltasar Barrera         | Oleguer Argemir              | Miquel Fuster             | Salvador Massanés (advocat)    | Rafael Esteve (metge)       |           |
| Conseller quart                                       |                              |                              |                          |                              |                           |                                |                             |           |
| Francesc Vidal (mercader)                             | Francesc Golorons (mercader) | Miquel Colomer (mercader)    | Jeroni Alabau (mercader) | Joan Puigxuriguer (mercader) | Gabriel Font (mercader)   | Joan Colomer (mercader)        | Joan Pau Llorens (mercader) |           |
| Conseller quint                                       |                              |                              |                          |                              |                           |                                |                             |           |
| Isidre Famades (notari)                               | Joan Vilardaga (apotecari)   | Pau Pi (notari)              | Rafael Albià (notari)    | Francesc Rosinés (notari)    | Manuel Rossell (notari)   | Pere Torner (cirurgià)         | Josep Galí (notari)         |           |
| Conseller sisè                                        |                              |                              |                          |                              |                           |                                |                             |           |
| Pau Girau (hortolà)                                   | Jeroni Batlle (paraire)      | Joan Arbó (ferrer)           | Francesc Doset (fuster)  | Llucià Quadradas             | Miquel Rigal (argenter)   | Antoni Mateu (argenter)        | Jacint Clariana (esparter)  |           |
|                                                       |                              |                              |                          |                              |                           |                                |                             |           |

Amb la seva nova posició com a Ciutadà Honrat Rafael Casanova assolí l'elit política barcelonina. A partir d'aquell any assistí a totes les assemblees del Consell de Cent i el seu nom passà a formar part de l'exclusiva llista de ciutadans que podien ser sortejats per a esdevenir conseller en Cap de Barcelona, eventualitat que finalment tingué lloc l'any 1713. Així mateix el 1708, en reconeixement del seu prestigi i reputació, Rafael Casanova fou un dels designats —al costat de Manuel de Ferrer i Sitges i de Cristòfor Lledó i Carreras, dos prohoms radicals de l'austriacisme— com a representant de Barcelona per a rebre la reina Elisabet durant la cerimònia de casament amb el rei Carles d'Àustria. A finals d'aquell any 1708 morí Pau Bosch —el sogre de Rafael Casanova— havent premort tots els seus fills i deixant 3 nets: Francesc Casanova i Bosch, En Rafael Casanova i Bosch, i Josep Campllonch i Bosch, fill del primer matrimoni de la seva difunta filla. Deixava com a hereu universal del patrimoni Bosch a Francesc Casanova, quedant com a segon hereu el seu germà menor Rafael si el primer moria sense fills; finalment determinava que la llegítima pel seu net Josep Campllonch i Bosch era de 3.000 lliures barcelonines, amb la clàusula que en cas de qualsevol discrepància d'interpretació «se dega estar al sentir i disposició de Rafael Casanova». Des del 1701 l'ancià Pau Bosch havia estat cuidat a la casa de lloguer de Rafael Casanova per bé que a la casa de Sant Boi de Llobregat el notari inventarià els béns del difunt entre els quals figurava una «trompa de llauna rompuda i espatllada que servia per parlarse de lluny». L'any següent 1709 Campllonch reclamà el cobrament íntegre de les 3.000 lliures, mentre que Casanova defensà el patrimoni dels seus fills recordant que els Campllonch havien percebut 2.750 lliures de dot i 2.500 lliures més d'increment, de les quals només havien retornat 750 lliures quan es produí el segon matrimoni de la seva mare Maria Bosch, raó per la qual les 3.000 lliures de la llegítima que reclamava Campllonch estaven més que saldades. El desacord pel testament donaria lloc a un llarguíssim plet judicial que perduraria fins al 1744.

### Pau d'Utrecht de 1713

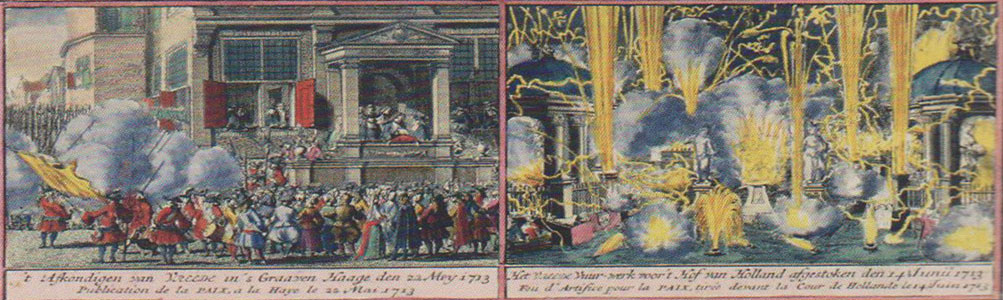
La Pau general d'Utrecht (1713)
Gravat que reprodueix la proclamació de la pau a La Haia el 22 de maig i els focs artificials de celebració el 14 de juny de 1713.

Després del setge borbònic de Barcelona de 1706 i la fugida de Felip V a França, les tropes austriacistes avançaren sense oposició fins a conquerir Madrid, però se'n retiraren poc després quan les tropes de Felip V, reforçades a França, travessaren la frontera; aquestes continuaren avançant fins a derrotar l'exèrcit austriacista a la batalla d'Almansa (1707). Després d'un fallit tractat de pau el 1709 les tropes austriacistes llançaren una nova ofensiva que culminà el 1710 amb la presa novament de Madrid. Forçades a abandonar la ciutat davant l'arribada de reforços francesos, el 1711 la posició militar dels austriacistes era ja molt compromesa. El setembre d'aquell mateix any l'arxiduc Carles deixà la península rumb a Viena per fer-se càrrec del Sacre Imperi. El 1712 Rafael Casanova —novament al costat de Manuel de Ferrer i Sitges—, assistí a una de les conferències dels Tres Comuns on es debaté la situació política a la qual s'estava veient abocada Catalunya.
L'any següent 1713 s'iniciaren formalment a la ciutat holandesa d'Utrecht les converses de pau entre les principals potències contendents. Inicialment els ambaixadors del ja emperador Carles VI insistiren perquè el Principat de Catalunya fos elevat a la categoria de república independent. No obstant això, després que Felip V renunciés al tron de França (article 2), entregués el penyal de Gibraltar (article 10) i l'illa de Menorca (article 11), i concedís avantatges comercials a les Índies (article 12), els anglesos cediren davant Felip V el 14 de maig de 1713 reconeixent-lo com a legítima monarca d'Espanya, per bé que mantingueren en secret l'acord fins al 13 de juliol de 1713. Per la seva part Felip V es comprometé en l'article 13 del Tractat d'Utrecht a amnistiar als catalans i concedir-los, només, els mateixos drets i privilegis que els habitants de la Corona de Castella. L'article suposava de-facto la derogació de les Constitucions de Catalunya, tal com anteriorment ja havia fet amb els Furs d'Aragó i els Furs de València, consagrant així l'abolició de les lleis, drets i govern de tots els estats de la Corona d'Aragó que a partir d'aleshores passaven a estar sota les lleis i govern del Consell de Castella. Poc després les naus angleses començaren l'evacuació de les darreres tropes aliades que restaven a Catalunya, permetent el ràpid avenç de les tropes borbòniques que ocuparen tota Catalunya en direcció cap a Barcelona.

## Guerra dels catalans (1713-1714)

### Catalunya continua la guerra en solitari

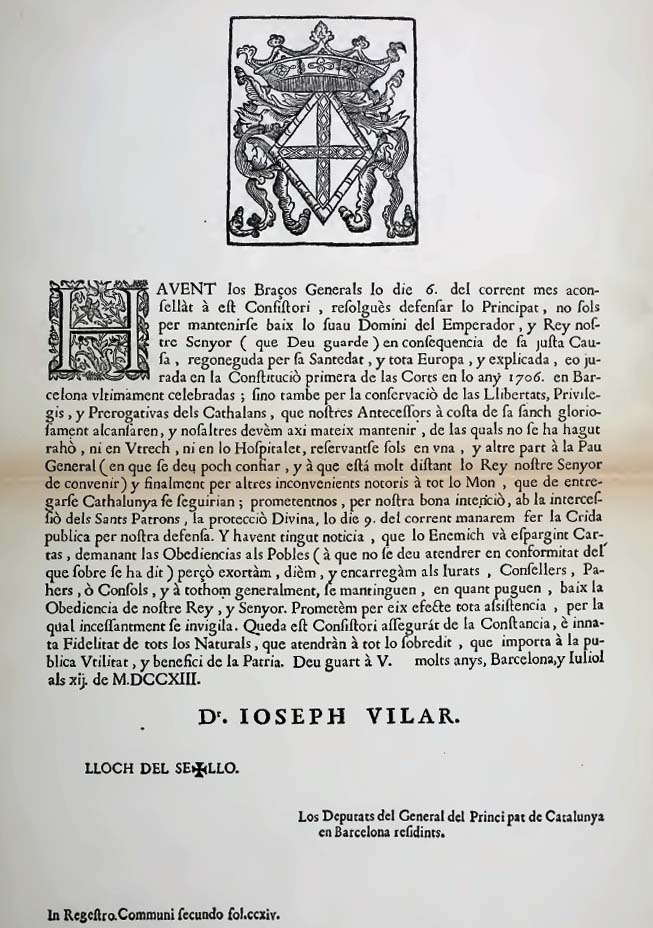
Carta del diputat de la Generalitat de Catalunya Josep Vilar informant les viles i ciutats de Catalunya de la resolució presa el 6 de juliol per la Junta General de Braços de continuar la guerra, i proclamada públicament el 9 de juliol de 1713.

Veient l'evacuació general de les tropes aliades, els diputats de la Generalitat de Catalunya de 1710-1713 i el conseller en Cap de Barcelona de 1712-1713 Manuel Flix i Ferreró es resignaren a acceptar la realitat dels fets preparant les disposicions per rendir la submissió a Felip V. Però després de múltiples pressions una facció radical de l'aristocràcia catalana va forçar els diputats de la Generalitat a convocar pel 30 de juny la Junta General de Braços, assenyalant que només aquesta institució podia dictaminar si Catalunya havia de sotmetre's a Felip V o, en cas contrari, havia d'organitzar-se per continuar la guerra per si sola en defensa de les seves Constitucions. Foren congregats els tres Braços —tres estaments—, que es reuniren per separat. Rafael Casanova, com a ciutadà, formà part de les reunions del braç reial, mentre que en el braç militar —estament dels aristòcrates— els vots es dividiren entre els partidaris de la submissió i els partidaris de la guerra, tot i que aquests darrers estaven dividits en dues faccions: moderats i radicals. Després de diverses discussions finalment el 6 de juliol de 1713 els Braços resolgueren declarar la continuació de la guerra, fent pública la proclamació el 9 de juliol de 1713.
Sense rei, ni virrei, la Junta General de Braços de Catalunya va quedar prorrogada per sis mesos delegant la seva sobirania en una junta deliberativa de govern, la «Junta dels 36», que havia d'aconsellar els diputats de la Generalitat de Catalunya en els qui residia, en darrera instància, el poder executiu. La «Junta dels 36» estava formada per 12 membres escollits per cadascun dels tres braços pel que, conseqüentment, els radicals hi obtingueren la majoria. Havent marxat les tropes aliades, tot seguit es publicà el ban per reclutar efectius pel nou exèrcit, essent nomenat per general comandant Antonio de Villarroel i Peláez que, tot i que no era català, fou triat pel fet d'haver nascut a Barcelona. Després de publicar la «heroica resolució», com l'anomenaven els radicals, diversos ciutadans de Barcelona abandonaren la capital en desacord amb la declaració de guerra; no només es tractava dels pocs partidaris de Felip V que havien resistit fins llavors a Barcelona, sinó també i majoritàriament d'austriacistes que consideraven que declarar la guerra contra Felip V i contra França era «una inhumana i bàrbara resolució» i que l'únic que els radicals aconseguirien seria enfonsar Catalunya en la més absoluta devastació. Entre els que abandonaven Barcelona hi havia Josep Campllonch i Bosch, el fill que la seva difunta muller havia tingut del seu primer matrimoni, qui al·legà que la seva àvia Maria Puig era d'edat avançada i patia moltes xacres, raó per la qual no podria resistir una situació de setge militar, però que aquesta només accedia a fer-ho si el seu net l'acompanyava «per no tenir altra persona de qui se pogués prometrer la assistència». Finalment el 25 de juliol de 1713 les tropes borbòniques sota el comandament del duc de Pópoli arribaren davant les muralles de Barcelona. Pópoli sol·licità que la ciutat prestés obediència a Felip V, però la sol·licitud fou rebutjada el mateix dia. Davant la impossibilitat de prendre Barcelona a l'assalt Pópoli seguí l'estratègia que des de feia segles s'havia seguit en els setges als quals s'havia sotmès a Barcelona, bloquejant-la per terra i centrant el millor de les seves tropes en la conquesta de la fortalesa de Montjuïc des de la qual, una vegada presa, podrien obligar a la rendició de la ciutat.

### Divisió entre moderats i radicals

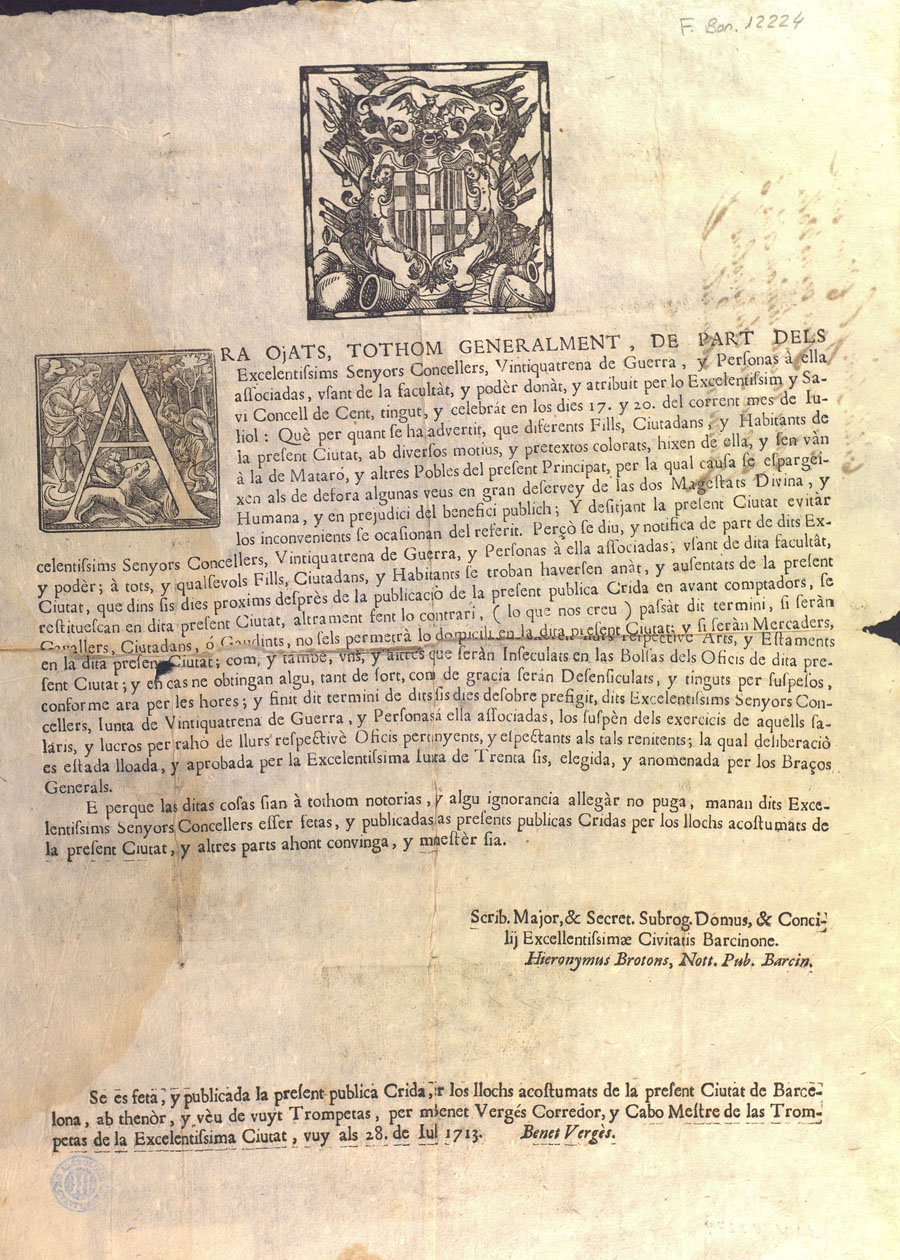
Edicte publicat el 28 de juliol de 1713 mitjançant el qual foren esborrats de les llistes de candidats —desinsaculats—, tots aquells que havien abandonat Barcelona per ser contraris a la guerra, ordenat i aprovat per la «Excelentisima Junta de Trenta sis»

En la festivitat de Santa Maria Magdalena —22 de juliol— de 1713 es procedí a la tradicional renovació dels 6 diputats de la Generalitat pel trienni 1713-1716, del que van resultar sortejats, després de diverses renúncies, denegacions i vots nuls, 6 addictes a la facció radical: els eclesiàstics Josep de Vilamala i Diego d'Olzina, els aristòcrates Antoni de Berenguer i Francesc de Perpinyà, i els ciutadans Antoni Grases, i Tomàs Antich. Paral·lelament diversos dels que havien abandonat Barcelona, tant botiflers com austriacistes, van començar a reunir-se a Mataró des d'on començaren una campanya de propaganda intentant desacreditar la facció radical. Però l'oposició als radicals no s'organitzava només fora de les muralles de Barcelona. A l'interior de la ciutat van començar a desfermar-se les tensions contra el conseller en Cap de Barcelona de 1712-1713, Manuel Flix i Ferreró, declarat partidari de la submissió negociada amb Felip V. Aquest havia continuat en el càrrec i feia tot el possible per evitar que els disbarats dels radicals afectessin els civils; demanà a Villarroel que ordenés als miquelets sortir fora de Barcelona, va aconseguir evitar diverses execucions —entre elles la d'un familiar del noble Francesc de Castellví—, i va restablir l'ordre públic. A més, al·legant que la ciutat estava sotmesa a un bloqueig militar, el conseller en Cap Manuel Flix va formar la «Junta dels 24» —d'àmbit municipal— des de la qual bloquejava els excessos de la «Junta dels 36» i dels nous diputats de la Generalitat, esperant que per fi tot acabés en una negociació amb el menor vessament de sang. Els radicals de la «Junta dels 36», farts de les maniobres i l'obstruccionisme del conseller en Cap de Barcelona Manuel Flix li presentaren una protesta formal (llegiu document íntegre) i les dissensions arribaren a tal extrem que el general comandant Villarroel va denunciar que «l'atac més fort […] no ens pot fer mai tant de mal com la disparitat de consells, desunió de voluntats, malintroducción de discòrdies de les Juntes i mal mètode de governar-se».
Sense poder controlar el poder municipal de Barcelona els radicals de la «Junta dels 36» centraren la seva atenció fora de les muralles. El mes d'agost la «Junta dels 36» va abanderar el llançament d'una expedició que, sota el comandament del general Rafael Nebot i el nou diputat militar de la Generalitat, enllacés amb les fortaleses resistents i reclutés tropes de voluntaris. Però l'expedició del diputat militar va resultar en un complet desastre; el fracàs de la campanya va enfonsar en el descrèdit a la «Junta dels 36» i va deixar en crisi als nous diputats de la Generalitat. En aquest context el conseller en Cap de Barcelona Manuel Flix i Ferreró va intentar una operació per forçar una sortida negociada al conflicte de comú acord amb l'ambaixador català a Londres, el marquès de Vilallonga Pau Ignasi Dalmases. Aquest, totalment desenganyat dels britànics, havia aconsellat als Tres Comuns de Catalunya que negociessin amb Felip V i, fins i tot, el seu propi pare va ser dels que va abandonar Barcelona per refugiar-se en Mataró. Davant el rumb que estaven prenent els esdeveniments l'ambaixador Dalmases, aprofitant els seus bons contactes a les corts de Madrid i de París, comptant amb el suport del conseller en Cap de Barcelona Manuel Flix i Ferreró, i convençut que «quedant esclaus els catalans i arruïnada Catalunya, haurem amb les nostres desgràcies i ruïnes fabricat el benefici dels alemanys, anglesos, holandesos i portuguesos», va abandonar Londres amb la intenció d'arribar a París on pretenia negociar amb Lluís XIV de França la submissió de Catalunya intentant salvar el màxim què es pogués de les Constitucions catalanes i acabar amb aquell inútil vessament de sang.

### Els radicals prenen el poder a Barcelona: Rafael Casanova, conseller en Cap
Les dissensions entre els radicals de la «Junta dels 36» i el conseller en Cap Manuel Flix al capdavant de la «Junta dels 24» van generar una enorme tensió política a l'interior de Barcelona. Desacreditats políticament, sense ser reconeguts oficialment per part de Carles d'Àustria i sense capacitat militar ofensiva, els radicals estaven a un pas del fracàs, mentre que a La Haia l'ambaixador Dalmases esperava l'última autorització per anar a París a negociar la submissió de Catalunya. El moment decisiu s'acostava doncs el desembre de 1713 expirava el mandat de sis mesos que s'havia concedit a la «Junta dels 36», moment en el qual havia de dissoldre's. En canvi una mica abans, a finals de novembre, finalitzava també el mandat anual dels consellers de Barcelona de 1712-1713 encapçalats per Manuel Flix i Ferreró.
Davant la proximitat de la data per renovar el consistori municipal el Consell dels 100 de Barcelona va acabar fallant salomònicament que, malgrat l'estat de guerra, sí que era procedent triar nous consellers de Barcelona però que a canvi es mantindria la composició de la «Junta dels 24» nomenada per Manuel Flix i Ferreró. Seguint el tradicional ritual marcat durant segles el 30 de novembre de 1713 es va realitzar el sorteig dels sis nous magistrats municipals pel període de 1713-1714, resultant Rafael Casanova extret per conseller en Cap de Barcelona, la màxima autoritat política i militar de la ciutat. El càrrec duia afegit el títol de governador militar de la plaça i coronel de la milícia gremial —la Coronela de Barcelona—, que era el component més nombrós de la guarnició i que tributava obediència únicament i personal al conseller a Cap. Escollit Rafel Casanova com a conseller en Cap, només 4 dies després —el 3 de desembre—, les tropes borbòniques requisaren la seva casa pairal de Sant Boi de Llobregat, vila que ocupaven des de l'agost del 1713.
Historiadors com Salvador Sanpere i Miquel (1905) han especulat amb la possibilitat que l'extracció de Rafael Casanova no fos, per a res, aleatòria sentenciant «!Sempre intel·ligents i patriòtiques les bosses insaculatòries!». Alternativament el seu biògraf Carles Serret i Bernús assenyala que no hi ha prova documental que pugui demostrar de manera fefaent si va existir manipulació, o no, en el sorteig; no obstant això, apunta, cal tenir en consideració que Rafael Casanova era aleshores l'únic, d'entre els possibles candidats, amb l'experiència d'haver governat la ciutat durant un setge militar, ja que durant el setge borbònic de Barcelona de 1706 havien governat Barcelona amb mà dura fins que, finalment, l'armada anglesa va aparèixer salvadora a l'horitzó provocant la fugida de Felip V i les seves tropes. Un altre dels avantatges de Rafael Casanova era que gaudia de bona ascendència amb l'emperador Carles d'Àustria, car es coneixien personalment arran del setge de 1706 i a més havia tractat a la seva muller la reina Elisabet durant la celebració del matrimoni reial a Barcelona.
També el seu altre biògraf Ramon Tarter i Fonts coincideix que no hi ha prova documental que demostri si va existir manipulació o no en el sorteig, però que s'ha de tenir present que Manuel Flix i Ferreró, el conseller en Cap que finalitzava el seu mandat, s'havia guanyat l'afecte dels barcelonins en avantposar la protecció dels civils enfront dels deliris dels radicals. Per tant, aquests necessitaven situar al capdavant de Barcelona un Ciutadà Honrat que gaudís de prestigi i de reputació entre la població, i que alhora fos un pròcer capaç de governar-la fins, si era necessari, l'última extremitat. De tot això Rafael Casanova n'havia donat mostres més que suficients durant el setge de 1706 amb la qual cosa, conclou el seu biògraf, els radicals haurien acordat el seu nomenament sol·licitant-li que acceptés la responsabilitat de posar-se al capdavant del principal bastió de la guerra contra Felip V. Un altre indici de manipulació del sorteig seria, segons el biògraf, que pel càrrec de conseller segon —el que tenia per responsabilitat proveir dels vitals subministraments a la ciutat— en va sortir escollit, precisament, el mercader Salvador Feliu de la Penya, el que més capitals ja tenia compromesos amb la guerra i que al seu torn era també membre de la «Junta dels 36» que estava a punt de dissoldre's; mentre que el nou conseller quart Francesc Anton Vidal era parent del conseller en Cap sortint Manuel Flix i Ferreró i que el nou conseller quint Josep Llaurador i Satorre era precisament el cunyat de Ramon Frederic de Vilana-Perles, el primer ministre de Carles d'Àustria a Viena.

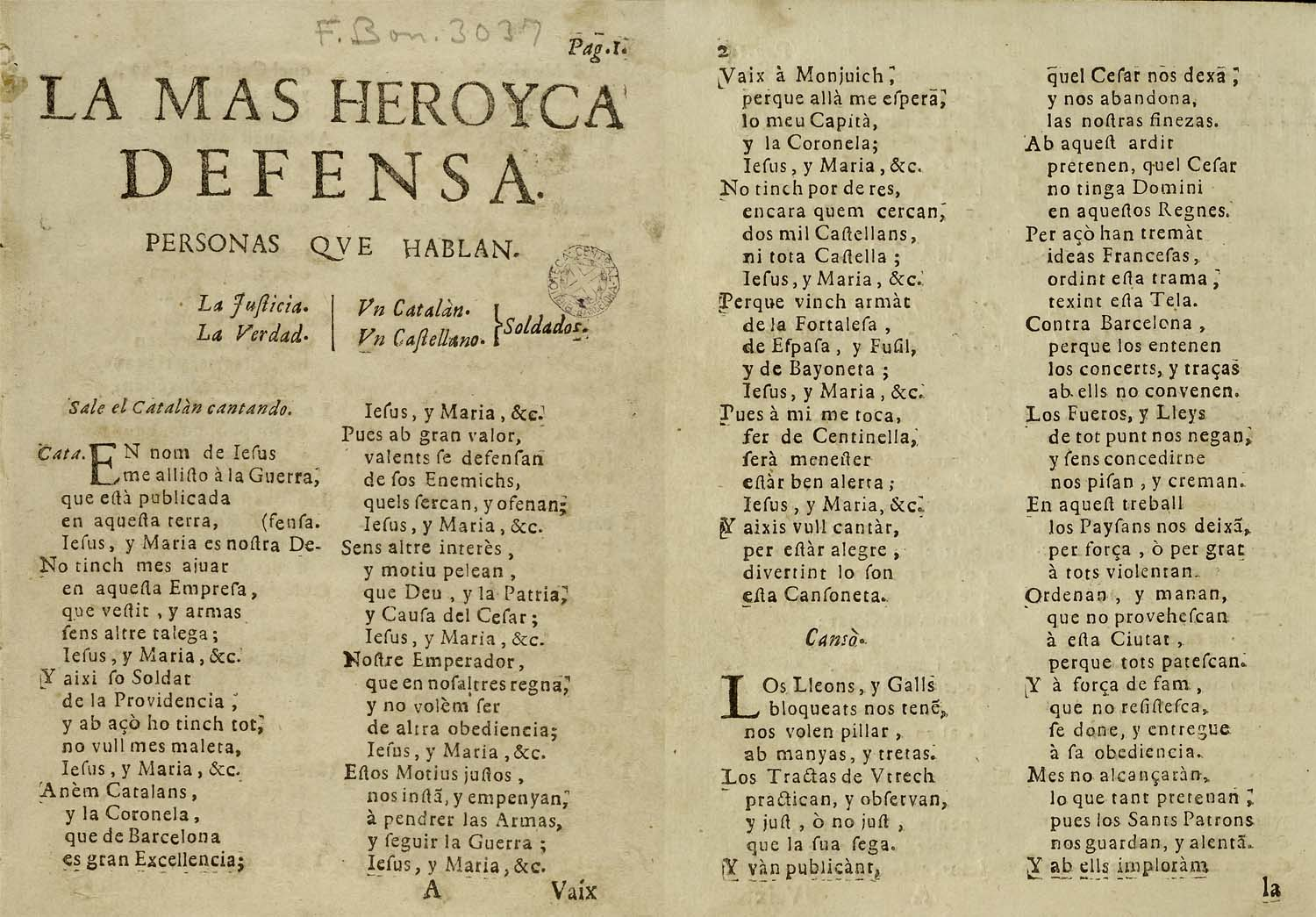
Ègloga propagandística destinada al poble que en forma de peça teatral dialogada argumentava la justícia de la guerra.

El nou govern de Rafael Casanova va suposar un canvi total respecte a l'anterior de Manuel Flix i Ferreró. Si fins llavors Antonio de Villarroel havia gaudit de plena autonomia militar com general comandant de l'exèrcit, i havia plantejat una estratègia defensiva que buscava guanyar temps a l'espera d'una negociació amb el menor vessament de sang, el nou conseller en Cap Rafael Casanova li exigí que immediatament ordenés llançar atacs continus, cada nit, contra el cordó de bloqueig per desgastar les tropes borbòniques, accedint-hi el general comandant.
Al cap de pocs dies es va desfermar un nou conflicte per la supremacia militar; davant la negativa del governador de Montjuïc a obeir les ordres del conseller en Cap de Barcelona al·legant que ell, com a militar, només havia d'obeir al general comandant de l'exèrcit Villarroel, Rafael Casanova va ordenar que el coronel Pau Tohar, governador de la fortalesa, fos arrestat i empresonat, ordenant així mateix a tots els portals de la ciutat que no havien d'executar cap ordre militar que no hagués expedit ell en persona. L'enfrontament entre el govern de Rafael Casanova i el general comandant militar Villarroel era ja total; finalment el Consell dels 100 reunit en plenari va fallar salomònicament resolent que, efectivament, Rafael Casanova era el governador de la plaça i armes de Barcelona, i també de la fortalesa de Montjuïc, mes s'acceptava que les atribucions de governador de Montjuïc havien estat delegades en el general comandant, el qual havia de retre comptes davant el conseller en Cap Rafael Casanova.

### Gener de 1714: Catalunya desperta

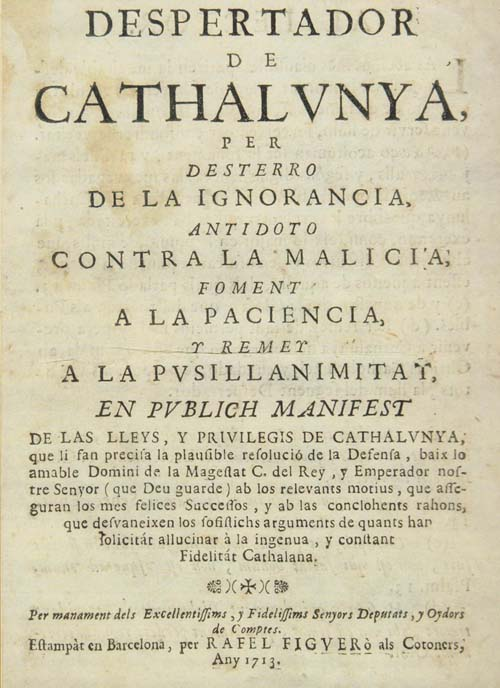
Despertador de Cathalunya
Opuscle propagandístic publicat el desembre de 1713 pels nous diputats radicals de la Generalitat de Catalunya que legitimava la continuació de la guerra i exhortava a sumar-se a la lluita.

El següent pas de Casanova fou posar en ordre al servei diplomàtic i acabar amb l'operació de l'ambaixador Dalmases. El consistori municipal va informar els ambaixadors del canvi de govern, mentre que el mateix Rafael Casanova va escriure una duríssima carta a l'ambaixador Dalmases retirant-li tota atribució diplomàtica i advertint-lo que en quinze dies es presentés a Barcelona per retre comptes del que havia obrat. L'ambaixador Dalmases, angoixat, no respondria fins al 2 de febrer demanant disculpes i rendint obediència al nou conseller en Cap Rafael Casanova (llegiu la carta íntegra), però no sense abans haver aconseguit que intercedís per ell Ramon de Vilana Perlas, el primer ministre de Carles d'Àustria, qui li havia concedit nous poders en nom de Carles d'Àustria.
Havent consolidat la seva supremacia política a Barcelona, avortat qualsevol temptativa diplomàtica de negociar la submissió, i havent posat en ferm l'estat major de l'exèrcit, el govern de Casanova se centrà a passar a l'ofensiva. Per mar va organitzar l'esquadra marítima decretant les ordenances militars que havien de regir-la i nomenant per comandant suprem a Miquel Vaquer qui estava a les ordres, no de Villarroel, sinó dels consellers de Barcelona, i per terra va organitzar una altra expedició al front exterior. Després del desastre de l'expedició del diputat militar comandada pel general Nebot, Casanova va ordenar al marquès del Poal que organitzés una nova expedició amb l'objectiu de propagar la guerra per l'interior del país — «Despertar a Catalunya» —, establís zones de resistència prenent com a quarter general la Fortalesa de Cardona, i hostilitzés les rutes que subministraven queviures a les tropes que bloquejaven Barcelona provocant així que aquestes haguessin de desviar efectius del cordó de bloqueig que asfixiava la ciutat. L'operació estava seriosament compromesa per la manca de cavalls però resultà un èxit quan esclatà un aixecament general a principis de gener de 1714. El motiu de l'aixecament general va ser el cobrament de la quinzenada —un impost de guerra— que havia ordenat l'intendent de l'exèrcit borbònic José Patiño en rebre aquestes ordres del ministre Jean Orry de recaptar impostos a Catalunya fos com fos per tal d'evitar la imminent bancarrota que amenaçava les arques de Felip V.
Que el rei decretés impostos a Catalunya suposava una gravíssima vulneració de les Constitucions catalanes, ja que aquestes consagraven que aquesta potestat només la podien exercir les Corts de Catalunya, no el rei. Davant l'evidència ser falsa la promesa que Felip V respectaria les seves constitucions la pagesia catalana va esclatar a Sant Martí Sarroca i l'aixecament es propagà per tota la ruralia de l'interior: la crida al sometent al crit de «Via fora, lladres!» fou seguida per multitud de viles generalitzant-se els assassinats a les petites guarnicions allí destacades i les emboscades contra els destacaments borbònics que protegien als recaptadors de l'impost. Pópoli va haver de retirar prop de 10.000 homes del bloqueig de Barcelona per sufocar l'aixecament i recuperar el control de Catalunya. Les notícies de l'aixecament arribaren a l'interior de la ciutat el 14 de gener i els consellers de Barcelona plantejaren el fer un atac contra el cordó borbònic. El 19 de gener Rafael Casanova es reuní amb el gremi de botiguers de tela i els exposà que moltes viles i llocs del Principat s'havien aixecat en armes contra els enemics per «sacudirse dels yugo en que estan y estam» i que calia que «per nostra part els ajudem en quant se puga», per la qual cosa els demanava quants milicians podrien estar «equipatjats en armas» per prestar ajuda; les reunions es feren amb tots els gremis que aportaven companyies a la Coronela de Barcelona. Finalment però s'acordà de comú acord amb Villarroel que sortiria de la ciutat un destacament comandat per coronel de fusellers Ermengol Amill i que els milicians de la Coronela conservessin tots els seus efectius en la custòdia i defensa de Barcelona. Malgrat tot però els destacaments borbònics —després de deixar rere seu una corrua de viles en flames, masies saquejades i civils penjats—, van aconseguir esclafar l'aixecament a l'interior del país. Això no obstant, la inseguretat a la rereguarda borbònica va continuar drenant efectius per assegurar el control de la Catalunya interior, fet que reduí críticament els efectius destinats al bloqueig de la capital aconseguint guanyar uns mesos més de temps.

### La nova «Junta dels 24» de Barcelona
| Consellers de Barcelona (1713-1714)            |                                      |                                 |                              |
|                                                |                                      |                                 |                              |
|                                                | Conseller en Cap Rafael Casanova     | Conseller segon Salvador Feliu  | Conseller tercer Ramon Sans  |
|                                                | Conseller quart Francesc Anton Vidal | Conseller quint Josep Llaurador | Conseller sisè Jeroni Ferrer |
| «Junta dels 24» (Junta de govern de Barcelona) |                                      |                                 |                              |
|                                                |                                      |                                 |                              |
|                                                | Junta 9ª (Junta de Guerra)           | Junta 8ª (Junta de Provisions)  | Junta 7ª (Junta de Medis)    |
| Presideix                                      | Conseller en Cap Rafael Casanova     | Conseller segon Salvador Feliu  | Conseller tercer Ramon Sans  |
| 2º                                             | Manuel Ferrer i Sitges               | Joan Pau Llorens                | Fèlix Teixidor               |
| 3º                                             | Cristòfor Lledó                      | Francesc Mascaró                | Francesc d'Argemir           |
| 4º                                             | Baró d'Almenara                      | Joan Francesc Comelles          | Francesc Monnar              |
| 5º                                             | Comte de Rodonyà                     | Marià Duran i Mora              | Comte de Sant Martí          |
| 6º                                             | Comte de Claramunt                   | Josep Antoni Roig               | Josep Duran i Mora           |
| 7º                                             | Baró de la Manresana                 | Josep Besora                    | Joan Albareda                |
| 8º                                             | Marquès de Sant Martí                | Joan Llinàs                     |                              |
| 9º                                             | Manuel Flix i Ferreró                |                                 |                              |
|                                                |                                      |                                 |                              |

Havent finalitzat el mandat de sis mesos de la radical «Junta dels 36» nomenada per la Junta General de Braços, tot el poder executiu recaigué novament en els diputats de la Generalitat; aquests, també de la facció radical, nomenaren una nova junta assessora, la «Junta del 18» formada pels que abans havien format part de la «Junta dels 36». Però l'únic bastió de poder real que tenien els resistents era la ciutat Barcelona. Allí i després de dos mesos en el càrrec el nou govern de Rafael Casanova havia aconseguit subvertir totalment la situació respecte de l'anterior conseller en Cap el moderat Manuel Flix, però la seva acció es trobava limitada per la «Junta dels 24», formada majoritàriament per moderats afins a Manuel Flix.
Aleshores a finals febrer de 1714 es va produir un intent de cop d'estat perpetrat per un membre radical de l'anterior «Junta dels 36» i inspector general de l'exèrcit Ramon de Rodolat auxiliat per Ambrosi de Torrell i Freixa. Aquests pretenien enderrocar el govern municipal amb la col·laboració d'oficials de la Coronela de Barcelona, però els oficials alertaren del complot i aquells foren detinguts abans que poguessin dur-lo a terme. Rodolat fou destituït i nomenat nou inspector general de l'exèrcit el vescomte d'Oliver. La resposta no es feu esperar i el 26 de febrer la Generalitat de Catalunya cedia totes les seves competències militars als Consellers de Barcelona.
Aquest procés és el que l'historiador Salvador Sanpere i Miquel (1905) va anomenar «cop d'estat municipal», interpretant que els consellers havien realitzat un cop d'estat contra la Generalitat de Catalunya. L'historiador Martí i Fraga (2010) ha refutat aquesta interpretació, asseverant que la interpretació de Sanpere es basa en la impressió que d'aquests successos va tenir el coetani Francesc de Castellví, qui no va tenir accés als dietaris ni de la Generalitat, ni del Consell dels 100 de Barcelona, de l'estudi dels quals es desprèn que aquest cop d'estat no va tenir lloc, sinó que van ser els mateixos diputats de la Generalitat de Catalunya, els radicals Francesc de Perpinyà i Antoni Grases i Des, els que valent-se de l'intent de cop d'estat de Rodolat com a excusa, resolgueren concentrar tot el poder i autoritat en els consellers de Barcelona. Així el 27 de febrer de 1714 es va trencar el pacte amb els moderats i la «Junta dels 24» de Barcelona va ser renovada completament sent purgats d'ella la majoria de moderats a canvi d'incorporar-hi a l'anterior conseller en Cap Manuel Flix i Ferreró; altrament les vacants deixades pels moderats foren cobertes per radicals que formaven la «Junta dels 18» i que anteriorment havien format part de la «Junta dels 36».

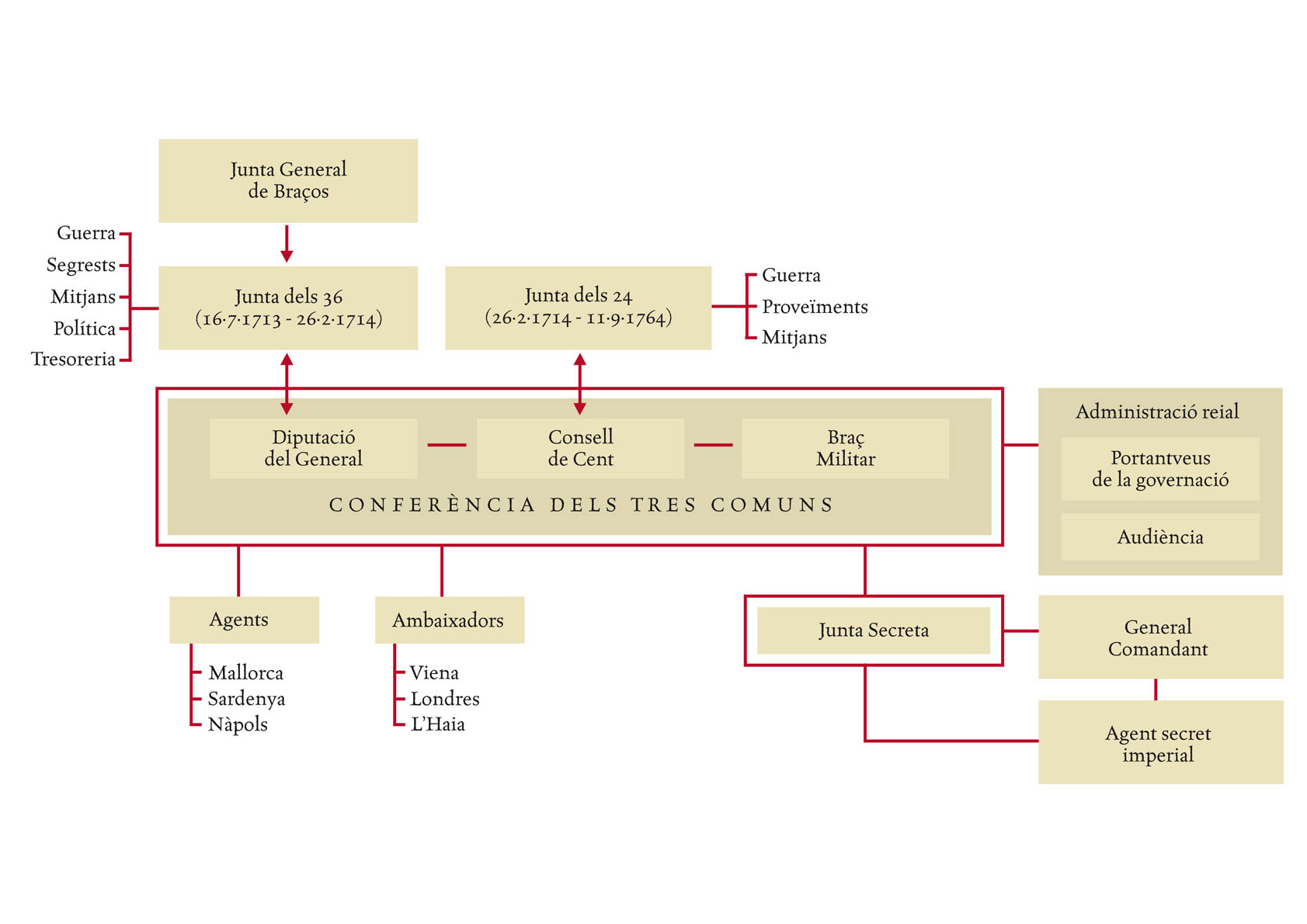
Estructuració política dels Tres Comuns de Catalunya i de les juntes de govern entre juliol de 1713 i setembre de 1714.

La nova «Junta dels 24» es va dividir en tres subjuntes: la Junta de Mitjans, presidida pel conseller tercer Ramon Sans i encarregada d'aconseguir recursos econòmics mitjançant el segrest de botiflers i confiscació dels seus béns; la Junta de Provisions, presidida pel conseller segon Feliu de la Penya, amb la comesa de proveir la ciutat i de la qual formaven part els poderosos mercaders Josep Antoni Roig, Francesc Mascaró i Joan Francesc Comellas, i finalment la Junta de Guerra, constituïda per 9 membres entre els quals el comte de Claramunt, el comte de Rodoñá, el marquès de Sant Martí, o l'inefable Manuel de Ferrer i Sitges. Aquesta Junta de Guerra —«Junta 9a—» estava presidida pel conseller en Cap de Barcelona Rafael Casanova i va passar a dirigir totes les operacions militars al Principat després de rebre les competències transferides pels diputats de la Generalitat de Catalunya.
Per contra la «Junta Superior i Secreta», on es resolien les decisions estratègiques principals i es rebien les notícies secretes enviades per les corts europees, es va mantenir tal com estava donat que en ella ja hi concorrien el conseller en Cap Rafael Casanova, el baró d'Almenara, Félix Teixidor —membres també de la «Junta dels 24»—, l'arxidiaca d'Andorra, el marquès de Barberà del Braç militar de Catalunya i el comissionat secret austríac Francesc Verneda.
Així es va culminar el procés mitjançant el qual els radicals van assumir tot el poder polític desbancant als moderats i el conseller en Cap de Barcelona —l'alcalde de Barcelona— es va convertir en el màxim mandatari polític, i militar, de Catalunya. A partir d'aquest moment tots els comandants militars que lluitaven fora de Barcelona, el marquès del Poal, el general Josep Moragues, el sanguinari coronel de miquelets Ermengol Amill, el coronel Busquets, el coronel Vilar i Ferrer, el coronel Pere Brichfeus, el coronel Antoni Vidal, etc. van passar a obeir, no al general comandant Villarroel, sinó directament als consellers de Barcelona amb Rafael Casanova al capdavant de la «Junta 9a de Guerra». A diferència de l'ocorregut el gener, quan durant el gran aixecament a l'interior del país els consellers de Barcelona s'havien vist limitats per la Junta 24a anterior a l'hora de mobilitzar per a una acció fora de la ciutat, la nova Junta 24a ordenà el mateix 28 de febrer formar el Batalló Nou, un cos de 1.000 homes extrets d'entre els milicians de la Coronela de Barcelona. Fou Rafael Casanova qui convocà els capitans de la milícia i els notificà la decisió, així com que s'havia estipulat el nombre d'homes que per justa proporció havia d'aportar cada col·legi i confraria, tot i que es deixava a cada gremi decidir els noms dels homes triats.

### Febrer del 1714: Confiança en la victòria i enfrontament amb els mercaders

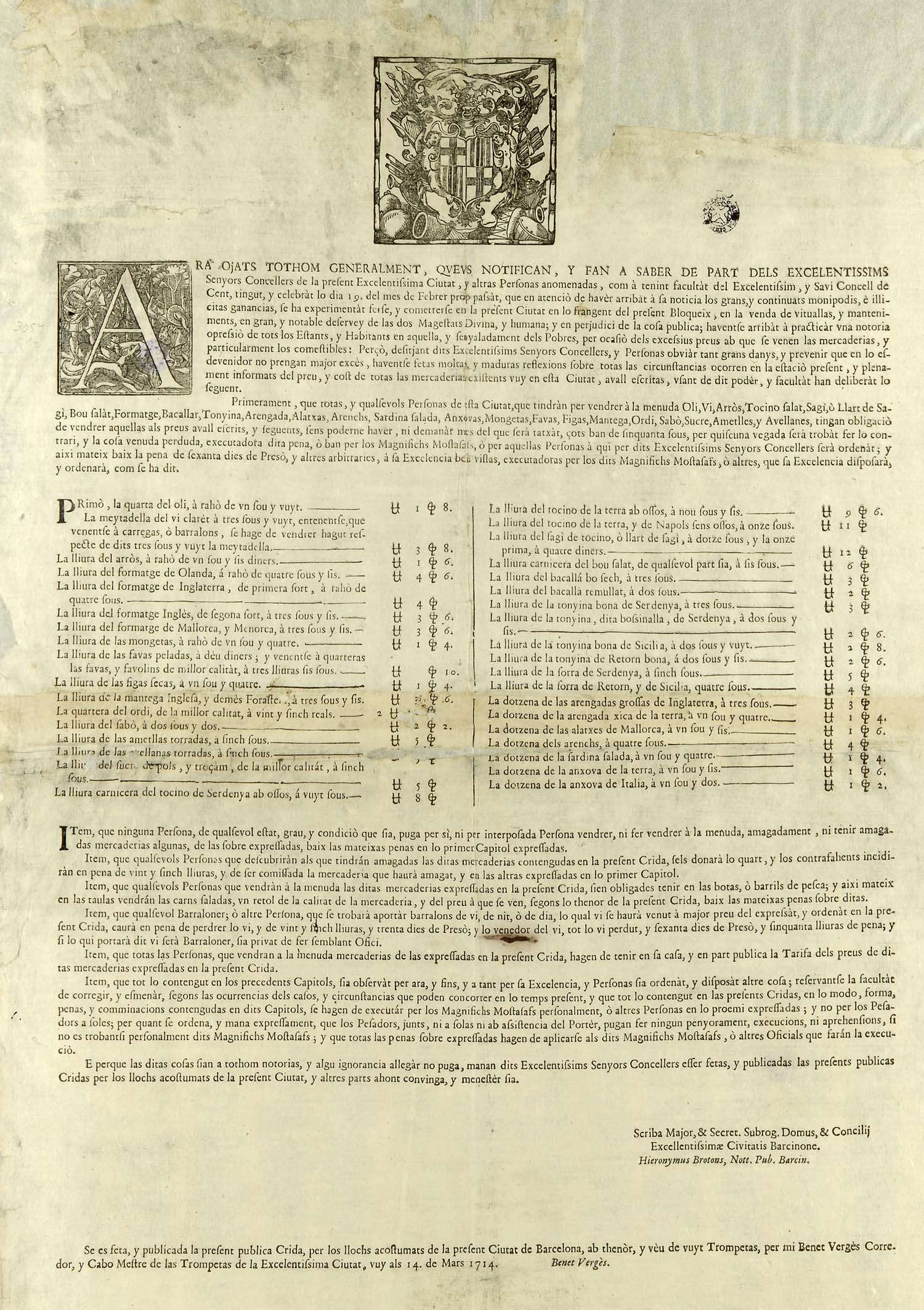
Decret del 14 de març de 1714 en què es denunciava l'existència d'un monipodi per obtenir il·lícites guanys i s'establia un control de preus.

El febrer del 1714 la situació al front militar s'havia tornat crítica per Felip V. El seu exèrcit s'havia vist obligat a passar el dur hivern de 1713-1714 en improvisades barraques suportant fred i pluja davant de les muralles de Barcelona. El nerviosisme es va apoderar de la cort de Madrid on no s'entenia com transcorreguts set mesos el duc de Pópoli no havia aconseguit cap avenç. El duc va respondre amb ràbia als cortesans de Madrid recordant-los que durant tot l'hivern les seves tropes només havien menjat pa i ordi, que no havien cobrat des del mes de juny i que després de l'hivern presentaven un estat deplorable, molts vestits només amb parracs i sense sabates essent «universal la nuesa, en què es troba així la infanteria, com la cavalleria». Davant tal panorama les desercions borbòniques estaven augmentant sent cada vegada més els que intentaven escapar cap a l'interior de Barcelona amb el greu risc que el seu exèrcit acabés desintegrant en un «desbandada general».
Paral·lelament els dirigents de la resistència estaven eufòrics sentint que tenien la victòria a les seves mans. La Pau d'Utrecht havia postergat la solució del «Cas dels catalans» per a un tractat posterior, una «Pau Universal» en la que es fonamentava l'estratègia dels dirigents radicals. El desembre de 1713 Àustria i França ja havien iniciat les negociacions de pau a la ciutat de Rastatt, i un cop es firmés la pau les tropes franceses que ajudaven Felip V s'haurien de retirar del setge de Barcelona. Altrament però entre els barcelonins el descontentament havia augmentat en haver-se deteriorat la qualitat del pa, haver-se multiplicat els preus i estendre's la carestia de pertrets, una situació que colpejava més cruament els pobres, vídues i orfes dels morts en combat. Finalment el conseller en Cap de Barcelona Rafael Casanova va acabar esclatant i va acusar al conseller segon Salvador Feliu de la Penya d'incompetent i a la resta de mercaders de la seva confiança d'haver format un monipodi per lucrar-se amb il·lícits guanys a costa de la ciutat. Rafael Casanova va ordenar fixar per decret els preus de tots els subministraments bàsics i va destituir diversos dels homes de confiança de Feliu de la Penya. El seu coetani Francesc de Castellví va descriure a Rafael Casanova de la següent manera: «Era el conseller diligent en el servei, però ardent en l'explicació».
Els mercaders van protestar recordant que en cada comboi de subministraments posaven en joc tota la seva fortuna personal, que ells estaven alimentant tota una ciutat envoltada per terra i bloquejada per mar, i que tan arriscada empresa política es mantenia només gràcies als seus capitals. Això no va servir per aturar el decret i després de l'acusació de pretendre enriquir-se a costes de la ciutat els mercaders es van convertir en acèrrims detractors de Casanova. Aquests van contraatacar llançant una campanya de difamació en contra seva fent córrer la veu que havia posat a la seva dona fora de perill fora de Barcelona, i que els seus dos fills servien en l'exèrcit borbònic. Francesc de Castellví va constatar que la mentida va ser repetida tantes vegades que ho haurien jurat com a cert fins a «deu mil testimonis». Però la veritat certa era que Casanova era vidu, que la seva dona havia mort nou anys enrere, i que el seu únic fill de 13 anys servia de cadet voluntari amb les tropes del marquès del Poal. L'enfrontament amb els mercaders va dividir la «Junta dels 24». Encara que Casanova comptava amb el suport de Manuel de Ferrer i Sitges i la resta de l'aristocràcia, la seva autoritat es fonamentava en la reputació aconseguida després del setge borbònic de 1706, però difamat pels mercaders i davant el creixent descontentament social va haver de recolzar-se cada vegada més en beats religiosos per reforçar la seva autoritat.

### Març de 1714: Tractat de Rastatt i fracàs de l'estratègia dels radicals
Entre tant les negociacions de pau a Rastatt havien quedat bloquejades perquè el representant francès va advertir als austríacs de «la necessitat de desistir de les seves pretensions pel que mira a Catalunya». Acorralat davant el bloqueig de les negociacions si no deixava de banda el «Cas dels catalans», finalment Carles d'Àustria va cedir i el 6 de març de 1714 es firmà el tractat de Rastatt. França reconeixia a Àustria el domini sobre el Flandes espanyol i els regnes espanyols d'Itàlia, mentre que França conservava Landau, Estrasburg i Alsàcia, però lliurava a Àustria les ciutats de Brisach, Kehl i Friburg, i a Carles d'Àustria se li reconeixien els títols de monarca d'Espanya —una mera concessió formal—, que no resolia en cap manera el «Cas dels catalans». El 19 de març Lluís XIV va anunciar al seu net Felip V que estaven a punt d'arribar a Barcelona 4 brigades d'enginyers francesos sota comandament de Dupuy-Vauban, i també que havia ordenat la mobilització de 15 batallons d'infanteria més per, si calia, iniciar un veritable setge militar contra Barcelona, encara que li confiava que «no crec que esperin a tal extrem, ni difereixin sotmetre's per més temps, tan aviat s'assabentin de la conclusió de l'últim tractat».

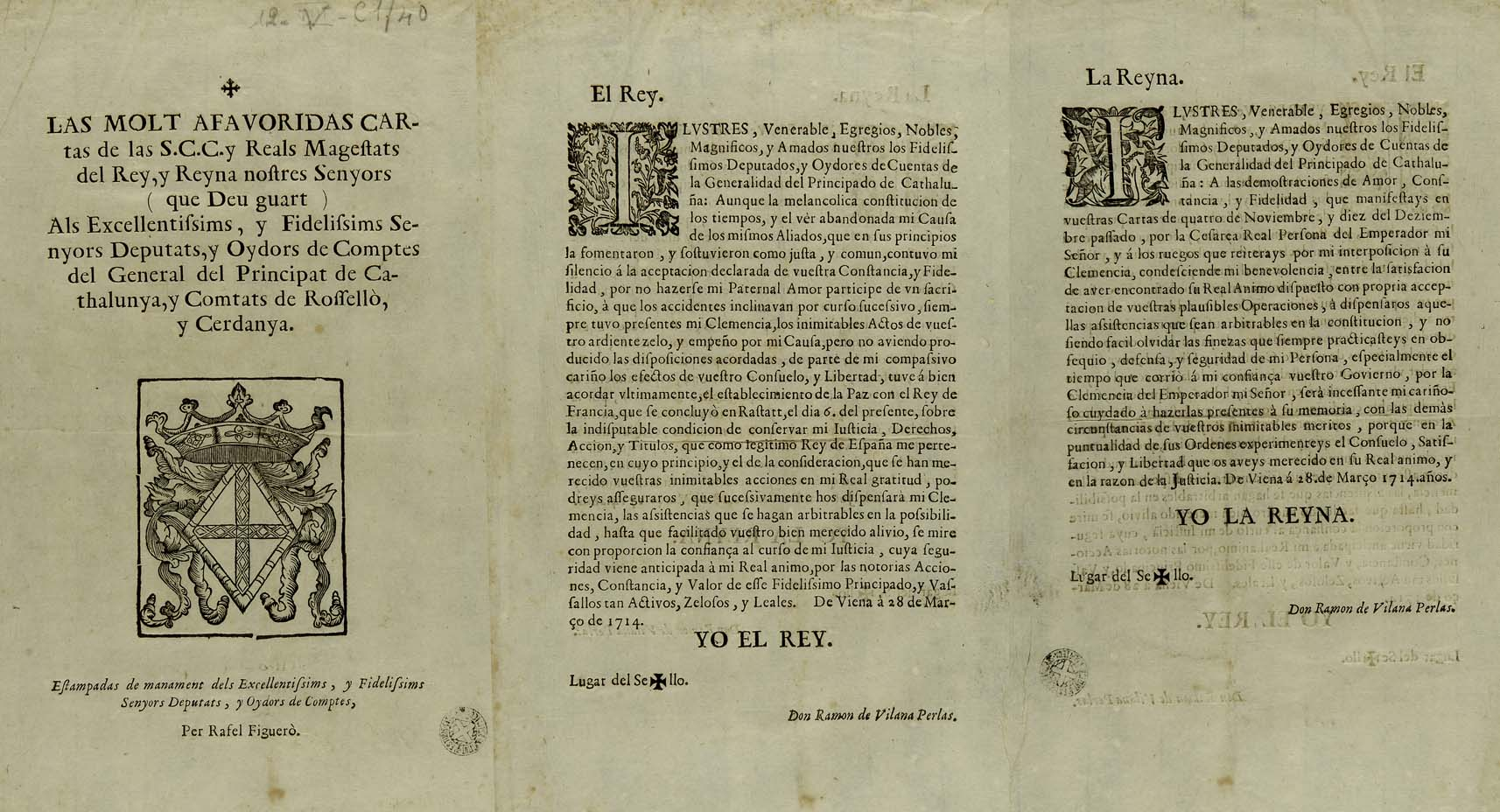
Cartes als diputats de la Generalitat de Catalunya.

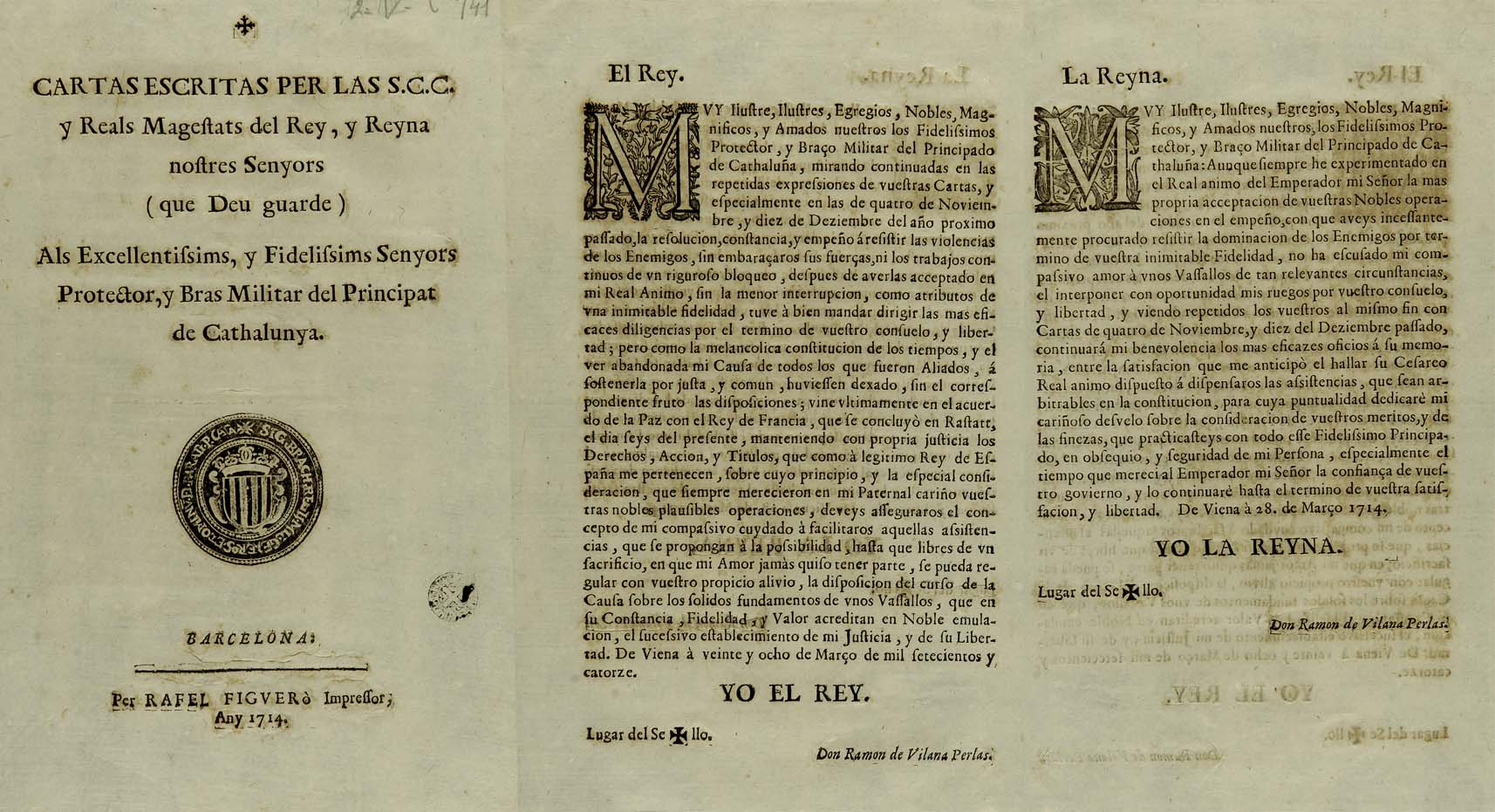
Cartes al Braç Militar de Catalunya.

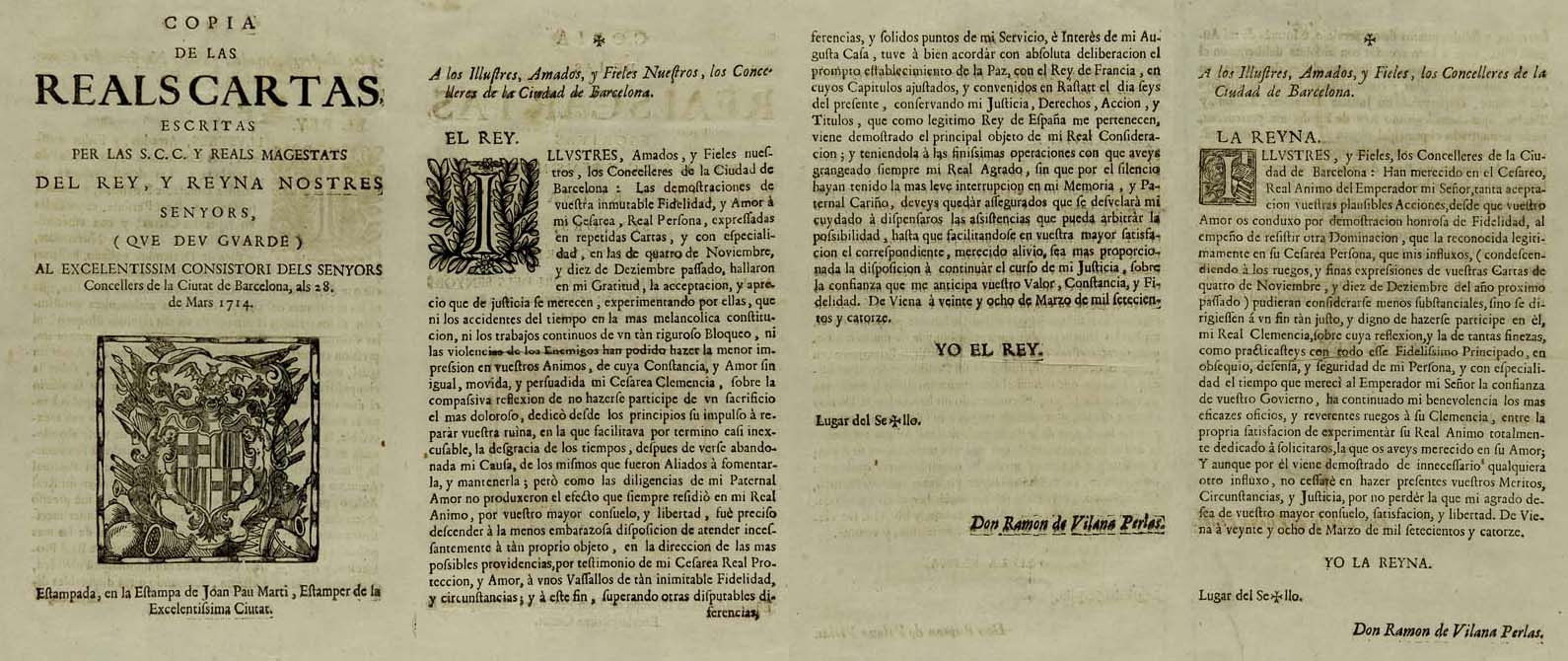
Cartes al Consistori de consellers de Barcelona.

Signat el tractat, l'emperador es va veure en la tessitura d'haver d'informar els catalans. Ja el juny de 1713 l'emperador els havia dissuadit d'obstinar-se a prosseguir la guerra, però les pressions del seu primer ministre Ramon de Vilana Perlas l'havien arrossegat a intentar ajudar-los. Ara, amb un tractat que no resolia en cap manera la seva situació, els ho havia de notificar de manera prou ambigua per no desacreditar-los ni menyscabar la seva autoritat si, pel seu compte, decidien continuar lluitant per si sols. Així, el 28 de març de 1714 i amb triplicades cartes, l'emperador i l'emperadriu informaren els Tres Comuns de Catalunya amb un profús llenguatge, el convenientment ambigu, que havien signat la pau amb França.
Per la seva banda Lluís XIV aconsellà al seu net Felip V que procurés acabar amb la rebel·lió dels catalans per la via diplomàtica oferint-los el manteniment, almenys, dels seus privilegis municipals. En canvi, si s'entestava en la seva derrota militar, li indicava que donada la incapacitat de l'exèrcit espanyol per rendir Barcelona, accediria a enviar-li l'exèrcit francès que li demanava, però que aquest estaria sota el comandament d'un general francès, el duc de Berwick, de manera que la submissió de Catalunya no esdevindria una obra d'Espanya sinó una glòria per a França. Donades les imposicions de Lluís XIV el ministre Jean Orry i el duc d'Osuna aconsellaren a Felip V oferir una negociació als catalans, i aquest informà el duc de Pópoli que s'anava cap a una sortida negociada. Per preparar el terreny el duc de Populi va ordenar un furiós bombardeig sobre Barcelona per afeblir la moral dels defensors, mentre que a la cort de Madrid Felip V va donar plens poders al ministre Jean Orry per negociar amb els catalans.

### Ocultació del Tractat de Rastatt a Barcelona
Les cartes de Carles d'Àustria arribaren a Barcelona el 22 d'abril. Va ser llavors quan es va produir el que historiador Sanpere i Miquel va batejar com «L'Equívoc». Per a l'historiador els Tres Comuns de Catalunya no van saber —o no van voler— entendre el que les cartes els deien. Els radicals, no disposant encara del text complet del tractat, van veure-hi la miraculosa culminació de la seva estratègia: França havia fet la pau amb l'emperador, a qui reconeixien amb els seus títols de monarca espanyol, i aquest no només aprovava tot el que ells havien obrat fins aleshores, sinó que a més els reconeixia públicament com als seus «fidelíssims vassalls». Les paraules de Manuel de Ferrer i Sitges havien resultat profètiques i en estar signada la pau amb França, aquesta quedava obligada a retirar les tropes d'un territori de l'emperador, del seu «fidelíssim Principat de Catalunya». I ja sense les tropes franceses, al duc de Pópoli li resultaria del tot impossible mantenir un mínim bloqueig contra Barcelona, de manera que des d'aquell precís instant es consideraren alliberats.
El conseller en Cap Rafael Casanova va ordenar que l'endemà, festivitat de Sant Jordi —23 d'abril de 1714— se celebressin grans oficis religiosos per tota la ciutat, els quals comptaren amb la concurrència massiva i joiosa del poble, mentre se celebrà un fastuós Tedeum a la catedral de Barcelona en llaor del Santíssim Sagrament de l'Eucaristia i 1.000 misses per les ànimes del purgatori com a acció de gràcies per l'alliberament de la ciutat. Ara bé, tot i haver-se lliurat als més delirants mostres d'entusiasme l'historiador Sanpere i Miquel apunta, també, a una altra possible interpretació dels fets ocorreguts assenyalant que, ja des del 3 d'abril, el conseller en Cap Rafael Casanova, informat per l'espia que havia infiltrat al camp borbònic, sabia que l'exèrcit francès continental s'estava mobilitzant per anar contra Barcelona, i que a més, en carta enviada el 27 de març des de Frankfurt per l'ambaixador Dalmases, ja restituït en la seva comissió, certificava que al Tractat de Rastatt «no s'ha parlat ni convingut cap cosa ni de Barcelona ni de Catalunya». Per tant, es pregunta l'historiador, si la «Junta Superior Secreta» i la «Junta dels 24» es creien allò que públicament afirmaven creure's.
En qualsevol cas el 24 d'abril es va comissionar al coronel Sebastià Dalmau, coneixedor de la llengua francesa, perquè amb el pretext de donar l'enhorabona per la firma del tractat de pau entrés a parlamentar en el campament francès. Durant la trobada fou informat que les tropes franceses, lluny de retirar-se, estaven esperant l'arribada de nous contingents «per fer la guerra contra una ciutat rebel al seu legítim rei». Per tant, conclou l'historiador, a partir del 25 d'abril tots els dirigents radicals —el conseller en Cap Rafael Casanova, el governador de Catalunya marquès de Torrellas i el seu lloctinent Francesc de Sayol, el conseller segon Feliu de la Penya amb tots els mercaders de la Llotja de Barcelona, els aristòcrates comte de Claramunt, comte de Rodonyà, marquès de Sant Martí i Manuel de Ferrer i Sitges, els diputats de la Generalitat Francesc de Perpinyà, Josep de Vilamala i Tomàs Antic, l'obstinat protector del Braç Militar de Catalunya el comte Joan de Lanuza i el marquès de Barberà—, tots, van tenir en aquell moment la certesa que havien estat abandonats a la seva sort. I entre tant el poble barceloní continuava celebrant eufòric el seu alliberament. I perquè a ningú li quedés el menor dubte l'endemà, 26 d'abril, la «Junta Superior Secreta» va ordenar a l'impressor Rafael Figueró que publiqués un número especial de la Gazeta de Barcelona anunciant la bona nova que havien portat les cartes imperials i que, a més, imprimís còpies d'aquestes perquè fossin repartides i convenientment interpretades des dels púlpits de les esglésies i les tavernes de tota la ciutat. No obstant això, ocult en el seu domicili a l'interior de Barcelona, un partidari de Felip V no va dubtar a anotar en el seu diari personal l'engany i la manipulació: «Arribaren d'Itàlia cartes que, a la veritat, servien del major desengany però es va publicar molt al contrari, i els que es preaven de majors estadistes no deien altra cosa sinó que tot anava bé i que convenia el secret».

### Abril de 1714: rebuig a l'oferta de negociació borbònica

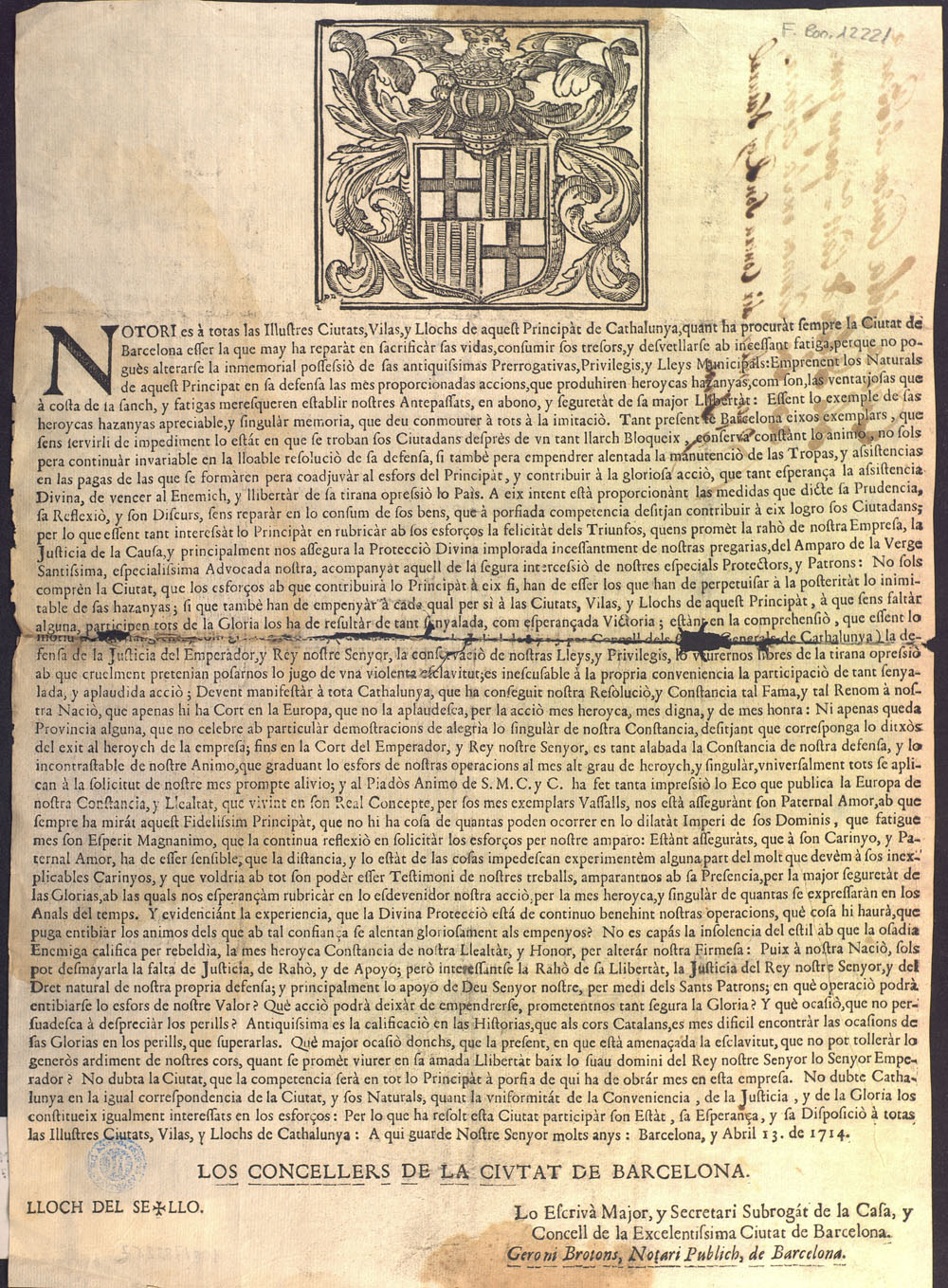
«Heroycas hazanyas», «heroica empresa», «nostres Antepassats», «sacrificar les vides», «resolució de la defensa», «Glòria», «Protecció Divina», «llibertar de la tirana opressió lo País», «Justícia de la Causa», «Lleys y Privilegis”, «Renom de nostra Nació», «Llealtat i honor», «Rahó de la Llibertat», «Principat de Cathalunya».
Propaganda dels consellers de Barcelona.

El ministre Jean Orry va arribar a Barcelona el 28 d'abril. Només arribar va ser informat de la trobada esdevinguda tres dies abans amb el coronel Dalmau i va sol·licitar una nova trobada. El coronel Dalmau va accedir-hi i el 29 d'abril va ser convidat a dinar al costat del tinent general marquès de Guerchy i 20 oficials francesos. Després de dinar va aparèixer com d'improvís el ministre Jean Orry qui va portar al coronel Dalmau a una reunió en privat. Allà li va exposar quina era la seva missió i els seus poders per entrar en tractat, prometent-li que si negociaven podien esperar avantatges, però que si persistien en la seva obstinació, va advertir, disposaven de 50.000 bombes que arrasarien la ciutat. El coronel Dalmau li va respondre que llançant bombes contra el poble no debilitarien al govern sinó que tot el contrari enaltiria més els ànims a favor seu i després informar-lo que no disposava de cap poder per negociar es comprometé a comunicar-ho a la «Junta dels 24». Orry va donar de termini fins al dia 7 de maig, període durant el qual hi hauria una treva tàcita, però que si no hi havia cap resposta s'entendria per rebutjada.
El coronel Dalmau tonrà a la ciutat i va informar la «Junta dels 24» que van aprovar la seva conducta però, tot i les instàncies del mateix coronel per a fer-ho, van rebutjar donar cap resposta a la proposició borbònica. Transcorreguts tres dies sense resposta Jean Orry començà a impacientar-se. El 2 de maig va instar el marquès de Guerchy que sol·licités la presència del coronel Dalmau; aquest es presentà i Orry li va oferir la concessió d'alguns privilegis si accedien a la submissió. Dalmau va respondre que mai no renunciarien voluntàriament a les constitucions. Les converses es reprengueren el 4 de maig amb el mateix infructuós resultat; ja sense esperances, el ministre Orry li va recordar que el termini per sotmetre's expirava en tres dies, però aquell mateix 4 de maig va escriure a Felip V informant del fracàs de les negociacions i de la necessitat que vingués l'exèrcit francès per sotmetre a Barcelona mitjançant un setge militar.
El cert és que ja des del 29 d'abril la «Junta Superior Secreta» havia descartat completament la negociació. Les cartes imperials havien augmentat la moral del poble creient que la guerra estava guanyada; amb aquesta propaganda els radicals van aconseguir, per segona vegada, fer fracassar una operació per trobar una sortida negociada al conflicte. Tot el contrari, s'ordenà al Vicari General Josep Rifòs que formés una «Junta de Teòlegs» perquè ratifiqués moralment la seva determinació de portar a Barcelona fins a l'últim sacrifici si era necessari. Els prelats van inquirir als capellans de les parròquies perquè, mitjançant els confessionaris, escatissin quin era l'estat d'ànim del poble i la seva fe en la causa. El 9 de maig la «Junta de Teòlegs» va convocar els presidents dels Tres Comuns de Catalunya i els exposaren que, atenent al dret natural, la seva era una «Guerra justa» i que segons es desprenia de les investigacions dels confessionaris el poble estava disposat a lluitar fins a l'últim extrem en defensa d'una causa que creien emparada per Déu.

### Maig de 1714: «Lluitar fins a la darrera gota de sang»

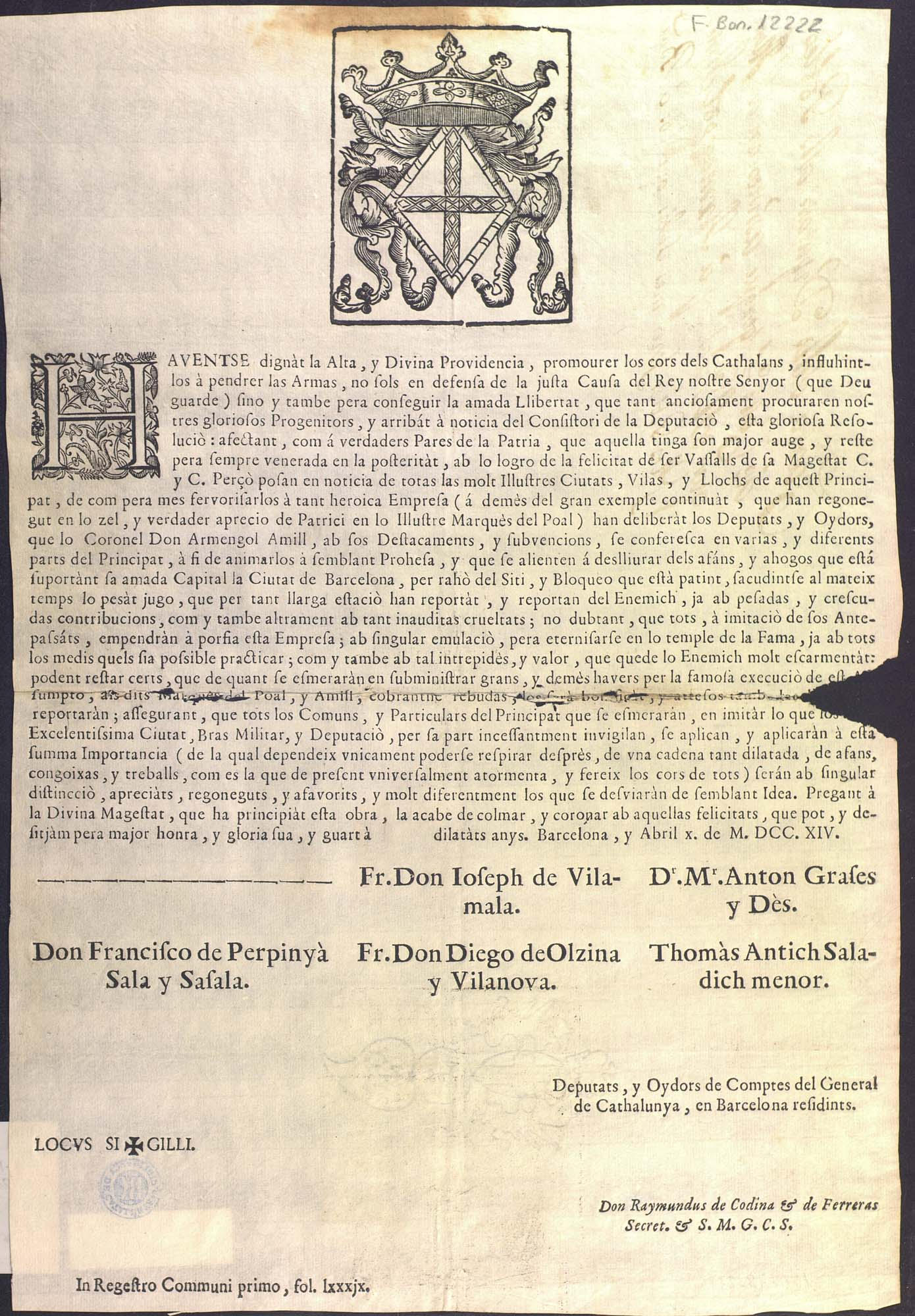
«Pares de la Pàtria».
En aquesta carta els diputats de la Generalitat de Catalunya s'atribuien el títol de «Pares de la Pàtria» i instaven a continuar la guerra «no només en defensa de la justa causa del rei nostre senyor (que Déu guardi) sinó i també, per aconseguir l'estimada Llibertat».

Després que el Tractat de Rastatt no hagués resolt el Cas dels catalans l'estratègia preconitzada per Manuel de Ferrer i Sitges havia quedat frustrada. Llançant-se al buit, els dirigents polítics radicals —el consistori de consellers al capdavant de la «Junta dels 24» de Barcelona, els diputats de la Generalitat i els membres del Braç militar— tancaren files aconseguint el suport dels eclesiàstics en la determinació de lluitar «fins a l'última gota de sang en defensa de la C. i C. Magestat de l'Emperador i Rei nostre Senyor (que Déu guardi) i del fidelíssim Principat de Catalunya». Però els calia assegurar-se també el darrer bastió de poder —i el més difícil d'aconseguir—, el dels militars. I més concretament el del general comandant Villarroel, qui ja havia advertit quan assumí el comandament que només dirigiria la defensa com a militar professional i mentre tingués tropes suficients per a mantenir-la. Per aconseguir l'adhesió dels militar el 16 de maig de 1714 la «Junta dels 24» va convocar a consell de guerra a tots oficials majors de l'exèrcit perquè votessin la resolució de lluitar «fins a la darrera gota de sang en defensa de la C. i C. Magestat de l'Emperador i Rei nostre Senyor (que Déu guardi) i del fidelíssim Principat de Catalunya». Aquesta votació va exhaurir la paciència d'Antonio de Villarroel.
En el seu sentir militar i jeràrquic va exposar als consellers el seu cansament per tantes reunions, tantes juntes, tantes votacions, dictàmens, resolucions, i tantes conferències, ja que al «Reial servei no convenia tan gran pluralitat de dictàmens». Els exposà que deplorava haguessin rebutjat la negociació que els havien ofert els borbònics i que haguessin consultat, abans, a una «Junta de Teòlegs» que al general comandant de l'exèrcit —a ell. I per si no n'hi havia prou el fet de convocar a consell de guerra als seus oficials inferiors era una potestat que només corresponia al general comandant de l'exèrcit —a ell—, car encara que no hagués rebut la patent oficial de Carles d'Àustria, el seu primer ministre Ramon de Vilana Perlas el reconeixia com a tal en les seves cartes, de manera que els seus oficials inferiors res no votarien, havent-se de limitar a obeir allò que ell ordenés com a comandant militar suprem.
Davant l'oposició de Villarroel la «Junta dels 24» va sol·licitar la mediació de Joan Francesc de Verneda perquè fes valer el seu paper com a comissionat de Carles d'Àustria a Barcelona; aquest aconseguí de convèncer Villarroel perquè accedís al consell de guerra i aquest tingué lloc a les 7 del matí del 19 de maig al saló del Consell dels 100 Un cop congregats els oficials militars el consistori de consellers els demanaren votar la proposició «que la defensa ha de ser efectiva i inalterable fins a la darrera gota de sang en tots els habitants d'aquesta plaça» a la que tots els oficials militars votaren favorablement. Finalment, per encoratjar tots els austriacistes castellans, aragonesos i valencians que es trobaven refugiats a Barcelona, la «Junta dels 24» va publicar el 20 de maig una resolució en què s'apel·lava a «naturals i estrangers» a lluitar contra el «domini despòtic» fins a aconseguir «alliberar tota la Monarquia d'Espanya». Però malgrat la propaganda no van poder evitar que a partir d'aquell dia comencés un reguitzell de desercions cada vegada més significatives entre els militars professionals com la del cap dels enginyers Francesc de Santa Cruz, la del coronel González de las Heras, o la del general d'infanteria Bartolomé de Ortega. Tres dies després, el 23 de maig, el duc de Pòpuli va ordenar que s'iniciés el gran bombardeig que durant tot el mes de juny, dia i nit, va matxucar Barcelona fins a deixar un terç de la ciutat en runes.

### Arribada de l'exèrcit francès: principi de la fi

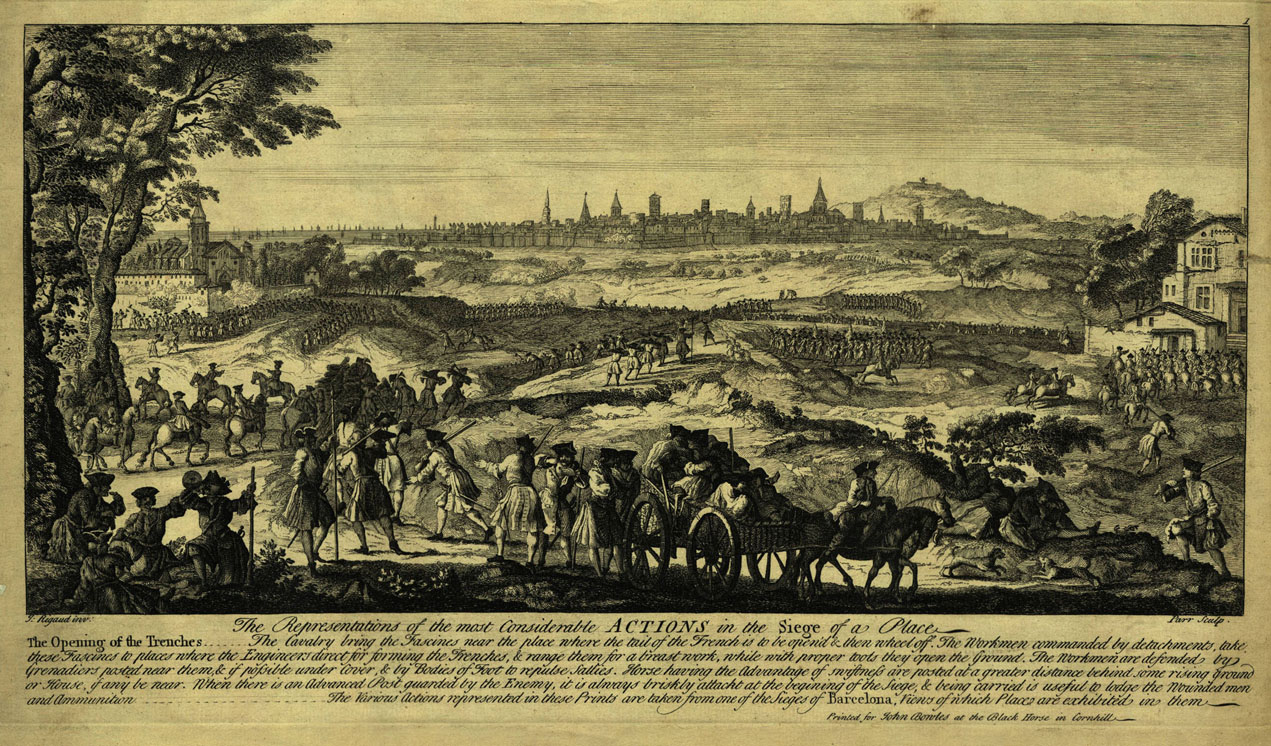
El duc de Berwick ordenà als enginyers francesos iniciar la Trinxera d'Atac a la zona de llevant de Barcelona durant la nit del 12 al 13 de juliol de 1714. Amb aquestes trinxers les tropes borbòniques s'anaren aproximant progressivament fins a les muralles i quan foren prou a prop hi instal·laren els canons de l'artilleria francesa que començaren a enderrocar les muralles de la ciutat.

Finalment el 6 de juliol de 1714, després d'onze mesos d'infructuós bloqueig, el duc de Pópoli fou destituït. Fou substituït pel mariscal de França duc de Berwick, que portava 10 batallons de veterans francesos foguejats en les batalles de Ramillies, Malplaquet, i Denain, i que venien a sumar-se als 5 batallons arribats el 26 de juny més el cos expedicionari francès que sota el comandament del marquès de Guerchy havia contribuït des del juliol del 1713 al bloqueig de la ciutat. Berwick va descartar completament l'estratègia que fins llavors havia seguit el duc de Pópoli respecte a Montjuïc i va centrar la seva atenció a l'altre costat de la ciutat, davant la muralla de Llevant, on el terreny pantanós facilitava l'excavació. Va ordenar obrir la Trinxera d'Atac la nit del 12 al 13 de juliol emprant a centenars de treballadors forçats: era la primera paral·lela; el compte enrere havia començat.
Durant tot el mes de juliol les trinxeres borbòniques s'anaren acostant fins a les muralles de Barcelona; aleshores, pressionat per la cort de Madrid davant el perill que suposava la imminent mort de la reina Anna d'Anglaterra —l'1 d'agost havia quedat sense parla—, el mariscal duc de Berwick va ordenar l'assalt final contra Barcelona pel 12 d'agost. Entrada ja la foscor de la nit els minadors borbònics feren esclatar els explosius situats en la mina construïda sota el baluard del Portal Nou, baluard que va saltar pels aires quedant pràcticament en ruïnes; passats uns instants de confusió les tropes borbòniques es llançaren a l'assalt. Al mateix temps assaltaren el baluard de Sant Clara, que les tropes borbòniques arribaren a conquerir. Veient la posició perduda durant l'endemà, 13 d'agost, les tropes catalanes es llançaren al contraatac, però tot fou inútil. Finalment el general comandant Villarroel ordenà un nou atac el 14 d'agost que aconseguí, finalment, expulsar les tropes borbòniques de la ciutat.

### Acariciant el miracle: «suspendre les hostilitats i proposar un ajustament»

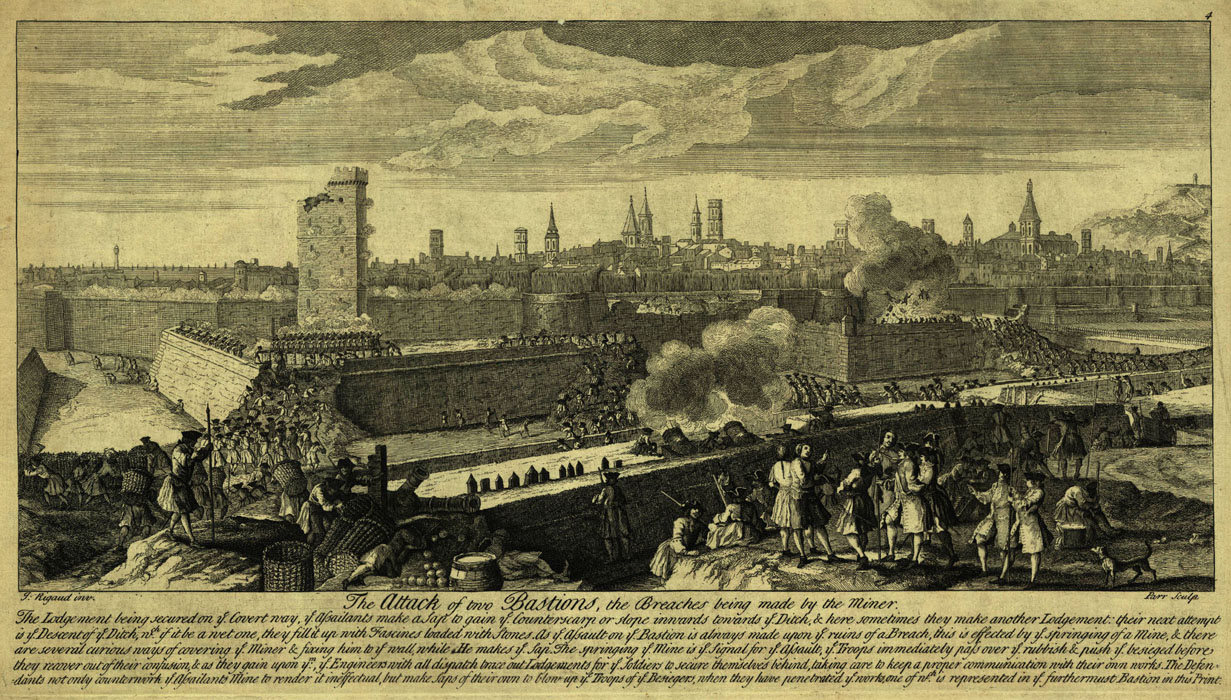
El mariscal de França duc de Berwick va llançar el primer assalt general contra Barcelona el 12 d'agost de 1714. Va ordenar un segon assalt general l'endemà a la nit, 13 d'agost, conquerint les tropes borbòniques el baluard de Santa Clara, del qual foren expulsades el matí del 14 d'agost. Tot i aconseguir la victòria, les baixes entre les tropes catalanes van ser altíssimes. En primer pla el baluard de Santa Clara i la torre de Sant Joan, a la dreta, el baluard del Portal Nou.

Mentrestant el miracle diplomàtic que esperaven els dirigents de Barcelona succeí: el 12 d'agost, mentre a la ciutat es lluitava contra l'assalt general borbònic, a Londres la reina Ana de Gran Bretanya havia mort. A partir de llavors els esdeveniments es van precipitar i l'endemà 13 d'agost es va fer càrrec del govern un consell de regència format majoritàriament per membres del partit tory, en espera del nou rei britànic d'origen alemany, i aliat de la Casa d'Àustria, Jordi I de Gran Bretanya. Aquell mateix dia 13 d'agost l'ambaixador català a Londres Dalmases va lliurar desesperat una representació al secretari de la regència Joseph Addison implorant-li que urgentment es reprengués la defensa del «Cas dels catalans».
El 14 d'agost, mentre a Barcelona el duc de Berwick llançava les seves últimes tropes a la desesperada contra el baluard de Santa Clara, a Londres el secretari d'estat Henry Bolingbroke —a punt d'ésser cessat al poder—, escrivia per carta al primer ministre del Regne de França Jean-Baptiste Colbert de Torcy les directrius del nou govern britànic i el dret que assistia a la Gran Bretanya —malgrat l'article 13 º del Tractat d'Utrecht— a intervenir militarment en favor dels drets dels catalans. Així mateix l'alertava que «seria de pitjor conseqüència del que s'imaginen les Corts de França i Espanya si es persisteix en prendre la ciutat i subjugar aquest poble»; finalitzava la missiva comminant a aturar el setge «immediata i positivament per salvar Barcelona, suspendre les hostilitats i proposar un ajustament».
Lluís XIV de França va respondre a les pressions de la regència britànica afirmant que els catalans eren un «poble ferotge i difícil de governar», que havien abusat dels seus privilegis en detriment del poder del rei, atès el qual no podien restablir els seus privilegis, i concloïa cínicament afirmant que eren els mateixos catalans els culpables que els ataquessin atès que havien rebutjat tots els oferiments de negociació. Exposada la situació Lluís XIV va amenaçar el consell de regència de donar suport al candidat alternatiu al tron britànic, Jacob Estuard, fet que podria acabar provocant una guerra civil dins la mateixa Gran Bretanya entre jacobites i hanoverians. Davant l'amenaça el consell de regència tory es va espantar i va adduir que no estava capacitat per prendre decisions de tan greus conseqüències que poguessin provocar la guerra amb França i una guerra civil a Gran Bretanya, amb la que van impedir qualsevol acció militar a favor dels catalans fins que el nou rei Jordi I de la Gran Bretanya hagués estat coronat a Londres i formés un nou govern.

### Agonia final de Barcelona: «Doneu-nos pa, doneu-nos pa!»

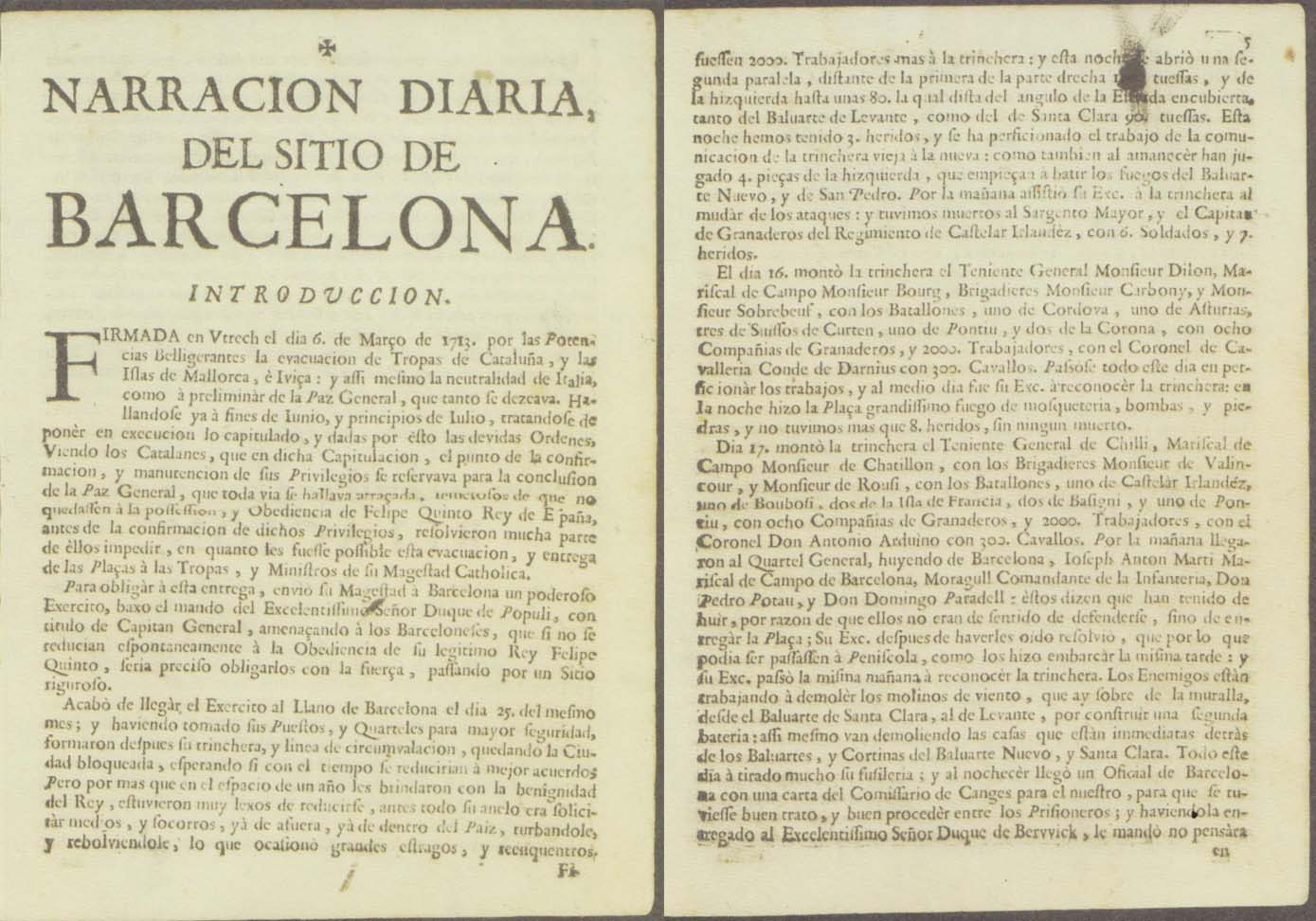
Pàgines 1 i 5 de la «Narració diària del setge de Barcelona», versió oficial borbònica de la contesa. Fou imprès a Girona pel francès Gabriel Bro a finals d'octubre de 1714, traduint el «Journal du siège de Barcelonne» de l'enginyer Lozieres d'Astier

El 15 d'agost, just després de derrotar l'assalt general borbònic, va començar la gran fam a la ciutat. A Barcelona ja no hi quedaven aliments. Tal com ho va veure amb els seus ulls el capità Francesc de Castellví: «Els extrems de fam que varen patir els barcelonins no hi ha ploma que els pugui referir amb individualitat». El 20 d'agost el conseller en Cap i president de la Junta 9a de Guerra Rafael Casanova va convocar en ple a la «Junta dels 24» perquè els 8 membres de la Junta de Provisions expliquessin el que estava succeint amb el menjar. Aquests explicaren que la manca d'aliments es devia al fet que el darrer comboi havia estat capturat pels borbònics perquè s'havia endarrerit esperant el vaixell Sant Francesc de Paula, on hi havia les mercaderies comprades per Feliu de la Penya. Després del desastre els mercaders encapçalats per Feliu de la Penya que formaven la Junta 8a de Provisions havien promès que la ciutat tindria subministraments per aguantar durant dos mesos fins a mitjan setembre, moment en què armarien un altre comboi. Però la realitat era que a mitjan agost ja no quedava menjar i l'únic que la Junta de Provisions estava subministrant a la població era un pa fet amb faves podrides que havien quedat al fons dels magatzems municipals. Casanova va tornar a esclatar en còlera acusant novament a Feliu de la Penya d'incompetent, d'haver primat els seus interessos particulars davant dels de la ciutat, i que el dany que havia provocat a la defensa era catastròfic.
Després d'agres acusacions, recriminacions i justificacions, al final de la reunió Rafael Casanova va informar a tots els membres de la «Junta dels 24» del pla ideat pel primer ministre de Carles d'Àustria Ramon de Vilana Perlas, que consistia en el fet que els britànics ocupessin militarment Barcelona forçant així un armistici. Al seu entendre, donada la precària situació de les defenses i l'avançat estat de l'atac borbònic, només podrien evitar la derrota si les tropes britàniques s'interposaven per impedir l'assalt final borbònic. Després de la crispada reunió van començar a córrer rumors per la ciutat que acusaven falsament els membres de la Junta de Provisions d'estar acaparant i ocultant menjar. Feliu de la Penya i els seus mercaders, espantats, van fer córrer el rumor que Casanova pretenia entregar la ciutat als anglesos. Mentrestant la fam feia efecte en els defensors i les desercions feien insostenible la defensa per moments. L'endemà 21 d'agost el conseller en Cap Rafael Casanova va decretar que ningú estava autoritzat a sortir fora del contorn de les muralles de la ciutat, i a partir de llavors el Casanova va començar a rondar cada nit per la primera línia per animar els combatents amb la seva presència mentre que el general Villarroel ho feia als matins. Poc després, i per suplir les ja incomptables desercions, Rafael Casanova va decretar que els «Batallons de Barri», unitats civils formades per ferits, dones, nens i ancians que servien de força de treball i desenrunament, quedaven a agregats a les unitats de combat de la Coronela de Barcelona.

### Villarroel pressiona per capitular

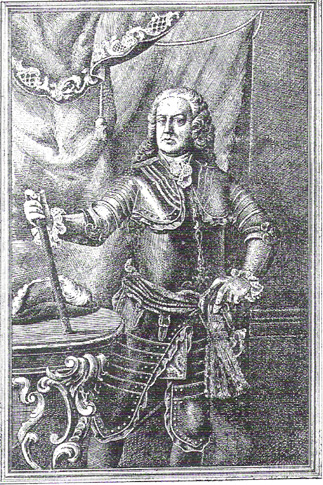
Tinent mariscal Antonio de Villarroel

El matí del 26 d'agost va esclatar el primer motí quan un grup de soldats i milicians de la Coronela de Barcelona assaltaren els forns de la ciutat exigint que se'ls lliurés pa en condicions. Informat Feliu de la Penya del motí, aquest va ordenar que se'ls lliurés pa i també una ració extra a tots els milicians que es trobessin en els seus llocs. La nit del 29 d'agost va esclatar un segon motí. En saber-se que tres petites embarcacions havien arribat al port amb provisions s'hi formà un tumult de barcelonins àvids per aconseguir alguna cosa per menjar. La Junta de Provisions va enviar guàrdies per evitar que els carregaments fossin assaltats i es va convocar d'urgència a la «Junta dels 24». Aquesta va resoldre doblar la protecció dels forns —per evitar que fossin assaltats—, i protegir la casa de Feliu de la Penya i els mercaders de la Junta de Provisions, tot i que com va detallar el capità Castellví «no va evitar el continu clam de la gent demanant pa pels seus diners, i es va témer, amb raó, que el poble, no podent sofrir la fam, es llancés enfurismat contra els subjectes de la Junta de Provisions, la majoria dels quals ja no tenia domicili segur».
La nit del 31 d'agost a l'1 de setembre, mentre el general comandant Antonio de Villarroel dormia a la seva residència, les tropes borbòniques van llançar una simulació d'assalt general. Poc després tots els campanars repicaven embogits i la ciutat sencera es va despertar mobilitzant-se per a la lluita final. Però en realitat tot havia resultat ser una operació d'engany per crispar encara més els nervis dels assetjats i exacerbar la desesperació del poble. Després d'incorporar-se al seu lloc i confirmar que s'havia tractat d'una falsa alarma Villarroel va ordenar a tots els generals i coronels que a les tres de la tarda es presentessin a la seva residència on tindria lloc un important consell de guerra. Arribada l'hora Villarroel els va manifestar que atenent a criteris estrictament militars —i no polítics—, atesa la disposició de les tropes borbòniques, l'estat de les set bretxes obertes a la muralla, la precarietat de les defenses i les poques tropes disponibles, l'escassetat de pólvora, municions, queviures i la fam que patia el poble, Barcelona es trobava en estat de capitular. Tots els generals i coronels coincidiren que la situació militar de Barcelona era la de capitular, però li recordaren que havien fet un jurament polític als Tres Comuns de Catalunya de lluitar «fins a l'última gota de sang en defensa de la C. i C. Magestat de l'Emperador i Rei nostre Senyor (que Déu guardi) i del fidelíssim Principat de Catalunya». Davant el fracàs del consell de guerra Villarroel va acabar per demanar-los que posessin el seu vot per escrit i que mantinguessin en secret allò que havia proposat. Però aquella mateixa tarda la «Junta dels 24» va tenir-ne sencera notícia i el protector del Braç militar de Catalunya es va presentar a la residència de Villarroel exigint-li explicacions per la seva proposta de rendició; aquest li va respondre que l'endemà al matí exposaria la seva posició davant «Junta Superior i Secreta».

### Els borbònics ofereixen negociar una capitulació
| «Junta Superior i Secreta» |                    |                  |
|                            |                    |                  |
| Conseller en Cap           | Braç Militar       | Agent Austríac   |
| Rafael Casanova            | Marquès de Barberà | Francesc Verneda |
|                            |                    |                  |
| Eclesiàstics               | Aristocràcia       | Ciutadans        |
| Arxidiaca d'Andorra        | Baró d'Almenara    | Fèlix Teixidor   |
|                            |                    |                  |

El matí del 2 de setembre Villarroel va exposar davant els membres de la «Junta Superior i Secreta» que l'estat de les defenses era desastrós, que faltaven pólvora, municions i pa, que les desercions eren ja incontenibles, que l'assalt final borbònic era imminent i que li seria impossible aturar-lo. O immediatament batien crida per negociar una capitulació, o seria massa tard per evitar que Barcelona quedés sepultada pel desastre. Els lliurà també els vots escrits dels generals i coronels on tots, sense excepció, coincidien que des d'un punt de vista militar la situació de Barcelona era la de capitular, encara que la majoria es mantenien fidel al jurament fet als Tres Comuns de Catalunya. Els membres de la «Junta Superior i Secreta» li respongueren que eren perfectament conscients de l'estat en què es trobava Barcelona, i que prendrien les decisions pertinents. Però després de la reunió només van ordenar a la Junta 8a de Provisions que donés més pa als combatents, disposició que no va tenir cap efecte atès que ja no quedaven queviures per repartir. La nit del 2 al 3 de setembre desertaren un capità i dos suboficials. En el camp borbònic el general francès marquès de Guerchy va anotar en les seves memòries que aquells oficials «informaren exactament al Duc de l'estat de les defenses, de la misèria que es patia i del consell de guerra» de Villarroel, així com «dels vots dels que hi van intervenir». L'endemà va passar l'inimaginable: les tropes atacants borbòniques, i no ciutat assetjada, varen batre crida intimant a la negociació d'una capitulació.
| «Junta dels 24» (Junta de govern de Barcelona) |                                  |                                |                             |
|                                                |                                  |                                |                             |
|                                                | Junta 9ª (Junta de Guerra)       | Junta 8ª (Junta de Provisions) | Junta 7ª (Junta de Medis)   |
| Presideix                                      | Conseller en Cap Rafael Casanova | Conseller segon Salvador Feliu | Conseller tercer Ramon Sans |
| 2º                                             | Manuel Ferrer i Sitges           | Joan Pau Llorens               | Fèlix Teixidor              |
| 3º                                             | Cristòfor Lledó                  | Francesc Mascaró               | Francesc Argemir            |
| 4º                                             | Baró d'Almenara                  | Joan Francesc Comelles         | Francesc Monnar             |
| 5º                                             | Comte de Rodonyà                 | Marià Duran i Mora             | Comte de Sant Martí         |
| 6º                                             | Comte de Claramunt               | Josep Antoni Roig              | Josep Duran i Mora          |
| 7º                                             | Baró de la Manresana             | Josep Besora                   | Joan Albareda               |
| 8º                                             | Marquès de Sant Martí            | Joan Llinàs                    |                             |
| 9º                                             | Manuel Flix i Ferreró            |                                |                             |
|                                                |                                  |                                |                             |

El 3 de setembre Berwick va enviar a l'oficial Montesquieu al peu de la bretxa perquè batés crida i «fes entendre de paraula als rebels de Barcelona que el senyor mariscal es rentava les mans davant Déu per la gran carnisseria i crims horribles que anaven a cometre en l'assalt general que se'ls donaria si ells no imploraven la misericòrdia del rei». A l'altre costat de les muralles hi havia el coronel Gregorio de Saavedra, qui després de rebre la intimació de l'oficial francès va ordenar que es restablís el foc i va enviar la notícia a Villarroel. Aquest es trobava a la seva residència on acabava d'insistir novament davant el síndic de la ciutat que «el seu sentir era es procurés una capitulació honrosa». En rebre el comunicat, immediatament el va reenviar als consellers, precisant que l'oficial francès esperava una resposta aconsellant-los que, fos el que fos el que resolguessin, primer escoltessin quina era la proposta borbònica.
Els sis consellers i Junta 9a de Guerra es trobaven reunits sota la presidència del conseller en Cap Casanova, qui després de llegir el comunicat de Villarroel n'informà a tots i proposà seguir el consell de Villarroel escoltant quina era la proposta borbònica, afegint-hi que davant la gravetat del punt a tractar no podien deliberar sense informar-ne als altres dos comuns —Generalitat i Braç Militar. Però el conseller segon Salvador Feliu de la Penya s'hi oposà «dient que era punt decidit en el consell de guerra» del 19 de maig on tots havien jurat «no escoltar cap proposta de capitulació», afegint que convocar els altres dos comuns —Generalitat i Braç Militar— no serviria de res, ja que «molts subjectes que componien els altres dos comuns li havien manifestat ser el seu sentir no entrar en cap capitulació». Casanova replicà que això era irrellevant perquè els consellers de Barcelona no podien prendre aquesta decisió per si sols, car d'acord amb el que s'havia estipulat amb la Generalitat de Catalunya en l'acte de cessió interí de govern del 27 de febrer havien d'informar-ne als altres dos Comuns.
Casanova va imposar el seu criteri i es convocà als diputats de la Generalitat i als oficials del Braç Militar a les tres de la tarda de l'endemà. Així mateix es va enviar resposta a la trinxera borbònica informant que el govern en ple anava a reunir-se per prendre una resolució, precisant que si el duc volia rebre la resposta d'homes d'espasa —militars— o de garnatxa —polítics. A darrera hora Berwick envià la seva resposta detallant que «poc li feia que fossin d'una cosa o de l'altra, només que fossin homes d'entesa i de confiança».

### Els Tres Comuns rebutgen la proposició borbònica

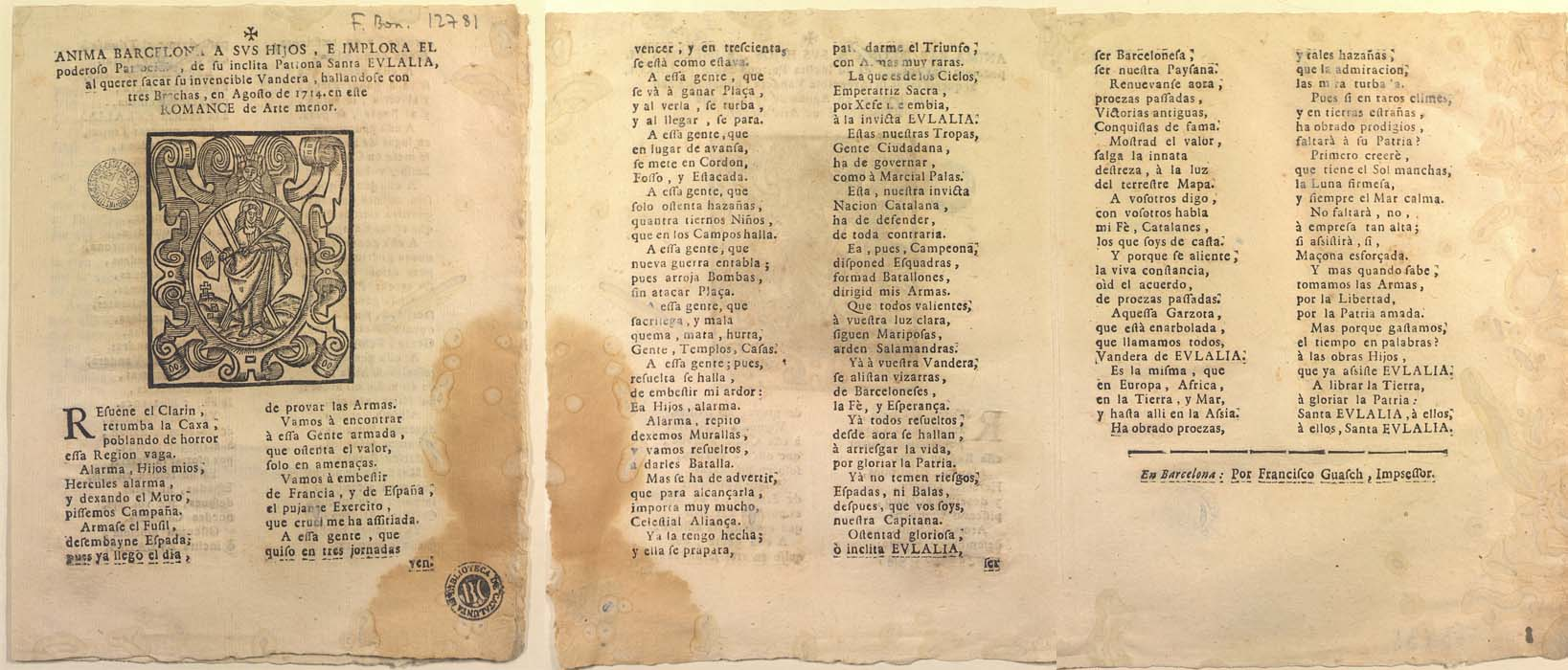
Propaganda religiosa de la «Junta dels 24»:
«La nostra invicta Nació Catalana [..] Anem à envestir de França, i d'Espanya el puixant Exercit [..] Catalans, els que sou de casta [..] a lliurar la Terra, a gloriar la Pàtria, SANTA EULALIA a ells, a ells SANTA EULALIA !»

El 4 de setembre es reuní la «Conferència dels Tres Comuns» davant la qual es va llegir l'informe del general Villarroel, així com els vots escrits dels generals i coronels. Finalitzada la conferència els delegats ho participaren a cadascun dels Tres Comuns de Catalunya que es reuniren per separat —la Generalitat de Catalunya, el Braç militar de Catalunya i la «Junta dels 24» en representació del Consell de Cent de Barcelona. A la «Junta dels 24» s'hi uniren les persones associades, essent convocats fins a 38 patricis barcelonins dels quals n'assistiren només 30 per no estar en condicions els altres 8 restants. El conseller en Cap Rafael Casanova presidia la reunió. Els parers foren diversos: uns van insistir que es convoqués al general comandant Antonio de Villarroel, altres volien que també compareguessin els generals i coronels, altres respongueren que allò no era necessari car disposaven dels seus vots escrits, d'altres proposaren que es nomenessin immediatament persones per sortir i saber exactament quina era la proposició dels borbònics, encara que sense donar-los cap poder per negociar; altres van puntualitzar que el lloc per conferenciar havia de ser al camp davant de Barcelona, escortats per la guàrdia de cavalleria per a la total seguretat a les seves persones; altres es van negar absolutament que s'escoltés cap proposició dels borbònics, fos quina fos, perquè era de suposar que no tindria més finalitat que la de proposar-los que se sotmetessin incondicionalment a Felip V.
Els que amb més intransigència s'oposaven invocaven les profecies dels eclesiàstics i recordaven que la seva era una causa divina, que tots havien de creure que Déu misericordiós els traurien d'aquell tràngol, que el comboi que aviat s'esperava de Mallorca arribaria fora de perill a Barcelona, que la Sagrada Providència mantindria les excessives pluges i que estant com estava avançada la tardor, els borbònics no podrien mantenir el setge gaires dies més, havent d'aixecar el setge al mateix temps que les galeres enemigues no podrien continuar amb el bloqueig marítim quedant de nou el mar lliure per alimentar la ciutat. Casanova va replicar que allò era cert, afegint-hi que també esperaven la resposta a la petició d'intervenció britànica, però que si no guanyaven temps escoltant la proposició borbònica el general Villarroel assegurava que en poques hores Barcelona estaria cremant sota les flames i ells haurien estat derrotats. Finalment Casanova va imposar el seu criteri i la majoria de la «Junta dels 24» es va pronunciar en favor que es nomenessin persones per escoltar la proposició borbònica, exigint a canvi una suspensió d'armes de 12 dies per poder guanyar temps. Es va iniciar la votació i havent votat els primers 4 en aquest sentit, la votació fou abruptament interrompuda. Dos emissaris van entrar i van anunciar que els diputats Generalitat i els oficials del Braç Militar ja havien votat. Que tots dos comuns havien votat en contra d'escoltar la proposició borbònica. Com havia advertit Feliu de la Penya, amb els dos comuns en contra, el que votés la «Junta dels 24 Barcelona» era ja del tot intranscendent.

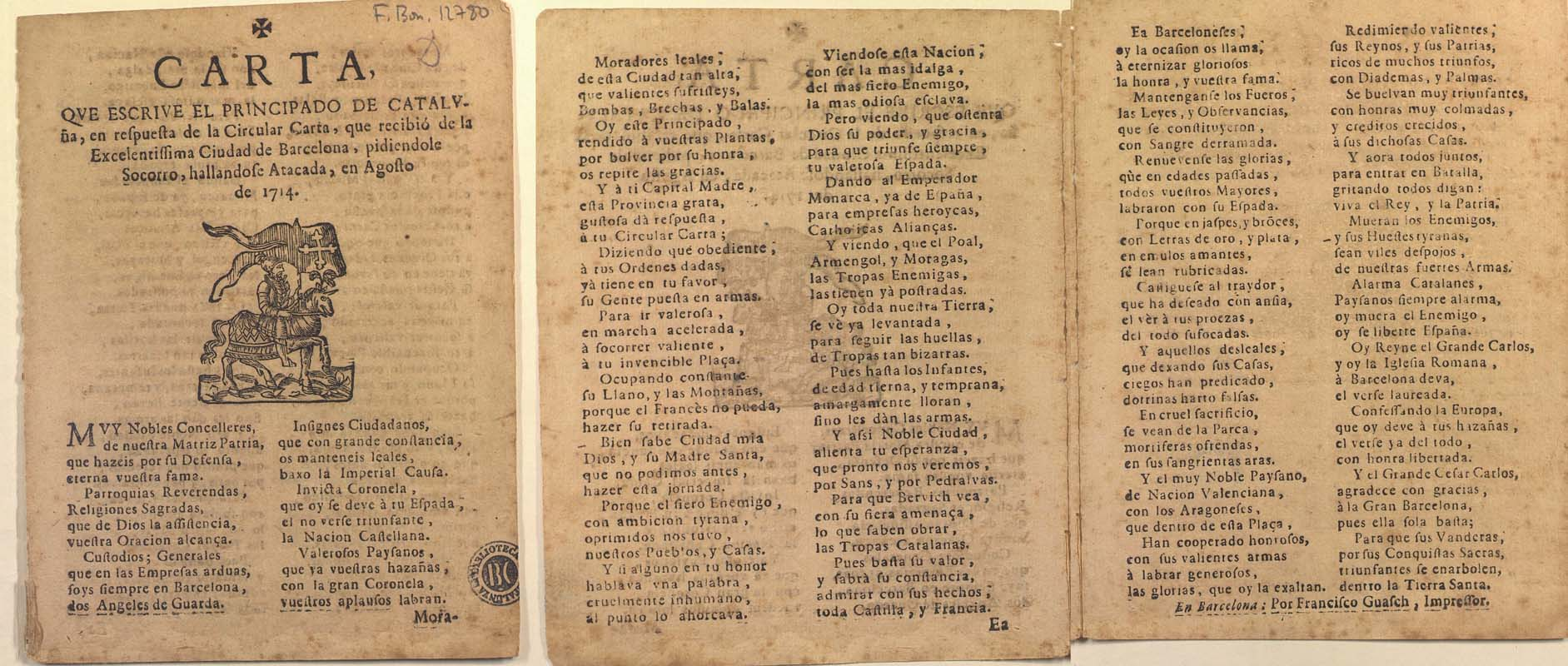
Propaganda de la «Junta dels 24»:
El romanç Carta que escriu el Principat de Catalunya lloava la lluita de la milícia de la capital catalana, la Coronela de Barcelona, «que avui es deu a la teva espasa, el no veure's triomfant la Nació Castellana».

Llavors Casanova paralitzà la votació i es resolgué enviar dos emissaris als altres dos comuns per veure si explicant-los la situació de la defensa canviarien la seva resolució. Es va encomanar la tasca a Francesc Gelabert i al comte de Claramunt respectivament, perquè tractessin de persuadir els diputats de la Generalitat i als oficials del Braç militar amb totes les circumstàncies possibles informant detalladament de l'estat de les defenses, de la pólvora i municions que quedaven, i de l'última revista de tropes, recordant-los que el general comandant Villarroel advertia que Barcelona no podria resistir un nou assalt en aquelles condicions.
Els diputats de la Generalitat i els oficials del Braç Militar respongueren per escrit que no escoltarien cap proposició que oferissin els borbònics. Davant tal resultat Casanova es va dirigir de nou a la «Junta dels 24» manifestant que els Tres Comuns de Catalunya no podia presentar-se desunits, comminant als 26 patricis barcelonins que faltaven per votar perquè ho fessin en contra d'allò que ell mateix havia proposat instants abans. Per a l'historiador Salvador Sanpere i Miquel aquesta fou una nova mostra de la grandesa de Rafael Casanova convocant primerament als Tres Comuns —tot i la possibilitat que votessin en contra d'allò que ell proposava— perquè legalment s'havia així establert, després convencent a la «Junta dels 24» que l'única manera d'evitar la imminent derrota era guanyant temps exigint a Berwick una suspensió d'armes de 12 dies, i finalment quan davant l'oposició dels diputats de la Generalitat i els oficials del Braç militar, tornà a convèncer la «Junta dels 24» perquè votessin en contra d'allò que ell mateix havia proposat, a fi de presentant-se units davant la història en el que seria l'acte final dels Tres Comuns de Catalunya.

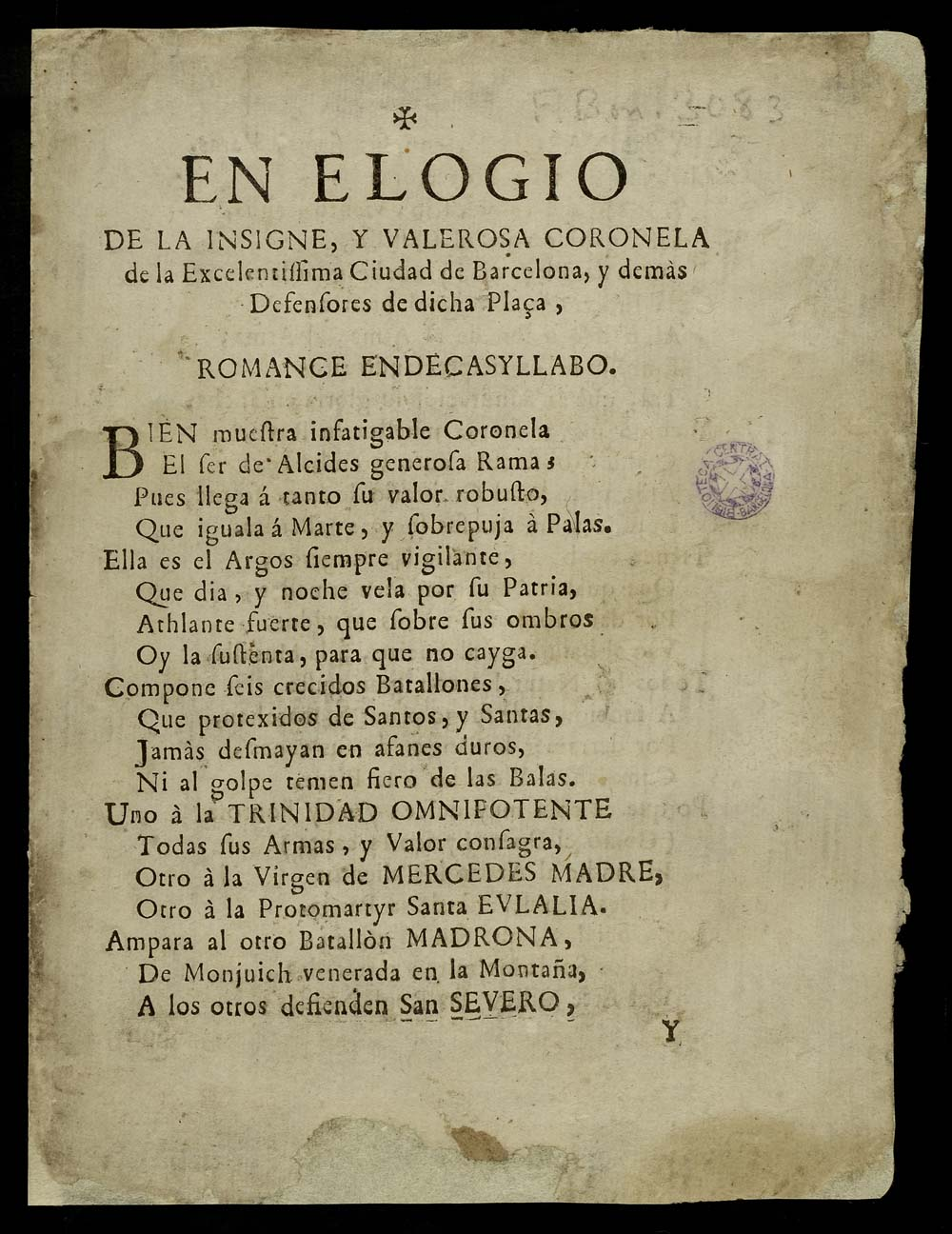
El romanç En Elogio de la Insigne, y Valerosa Coronela de la excelentissima ciudad de Barcelona, y demás defensores de dicha plaça glorificava Rafael Casanova i la milícia gremial, la Coronela de Barcelona:
«Tal valor les infunde al pecho noble,
Aquel Numen Marcial, Deidad armada,
Su Coronel Magnanimo, Guerrero,
Empleo ilustre de la eterna fama.»
«Aquel mas, que Alexandro poderoso,
Cesar, ora en la Pluma, ora en las Armas,
En las Juntas por su prudencia Jano,
Y poderoso Marte en la Campaña.»

El 5 de setembre el comte de Claramunt passà a informar el general comandant Villarroel, perquè aquest donés l'ordre d'anunciar-ho al camp enemic. Però Villarroel es va negar a fer-ho. Respongué que com que els Tres Comuns havien pres aquesta transcendental decisió militar sense oferir-li l'honor de convocar-lo, doncs que fossin els Tres Comuns els que donessin l'ordre per si mateixos, afegint-hi que li admetessin la dimissió com a general comandant per «no ser còmplice en l'última ruïna de Barcelona». Els Tres Comuns pressionaren Villarroel perquè donés l'ordre amb una dura comunicació recordant-li que «no pot Vostre Excel·lència oblidar d'haver estat elegit per General Comandant de les Tropes d'aquest Principat, estant al seu sou i pagat a costa dels Tres Comuns, i es va manifestar a Vostra Excel·lència l'autoritat que per a això gaudeixen els Tres Comuns, així que només ha d'atendre a l'interès d'aquests i a les seves resolucions». (llegiu la comunicació íntegra). Però Villarroel continuà negant-se a donar l'ordre. La nit del 5 al 6 de setembre es va aixecar una altra forta de tempesta amb trons i aiguats tan forts que negaren altre cop les trinxeres borbòniques. El 6 de setembre al matí Berwick, ja molt nerviós davant l'absència de resposta, es va acostar a les trinxeres per veure si hi havia novetat. Entre tant a l'interior de la ciutat Francesc de Verneda acompanyat pel vicari Josep Rifòs i del marquès de Barberà anaren a la residència de Villarroel on, després de llarga discussió, acabaren per convèncer-lo. Fou el segon de Villarroel, el coronel Gregorio de Saavedra, qui anà a la muralla, ordenà fer tocar els tambors i, enmig d'un tens silenci a les trinxeres borbòniques, va llegir en veu alta el paper amb la resposta que li havien lliurat els Tres Comuns de Catalunya:
| « | Los Tres Comunes se han juntado y, considerada la proposición hecha por un oficial de los enemigos, responden que no quieren oír, ni admitir, proposición alguna del enemigo. | » |

Del costat borbònic rebé la resposta Claude François Bidal d'Asfeld, qui va respondre «Està bien!» i immediatament va ordenar que es reprengués el foc. Aquell mateix 6 de setembre, a Londres, el consell de la regència britànica va informar l'ambaixador Dalmases que finalment s'havien enviat ordre a la flota britànica atracada a Maó perquè immediatament salpés cap a Barcelona per tal que s'interposés —sense emprendre cap mena d'acció ofensiva— per aconseguir un armistici. Al mateix temps a la Haia l'altre ambaixador català el comte de Ferran es va entrevistar amb el nou rei britànic Jordi I qui esperava que amainés el temps per travessar el canal de la Mànega i arribar a Londres. L'ambaixador li va exposar les instruccions que li havien donat els Tres Comuns el 1713, és a dir, que tot Espanya fos per Carles d'Àustria, que de no ser possible fossin els estats de la Corona d'Aragó separats de Castella i regits per la Casa d'Àustria, «i que si això no es pot aconseguir, que Catalunya amb les illes de Mallorca i Eivissa sigui erigides en república sota la protecció de Vostra Majestat de la augustísima Casa d'Àustria i dels alts aliats». Aquesta representació va acabar de convèncer el nou rei britànic Jordi I sobre l'actitud que havia d'adoptar respecte als catalans.

### L'11 de setembre: «Fineixi la Nació amb glòria»
Els següents dies les pluges van continuar impedint als borbònics llançar l'assalt general. El dilluns 10 de setembre va caure un nou xàfec sobre la ciutat; al vespre el conseller en Cap Casanova va tornar a reconèixer la primera línia de combats a la muralla, encoratjant a la resistència de les tropes malgrat desercions i la fam generalitzada. Però en aquesta ocasió el mariscal de França no va ordenar l'assalt en entrar la nit.

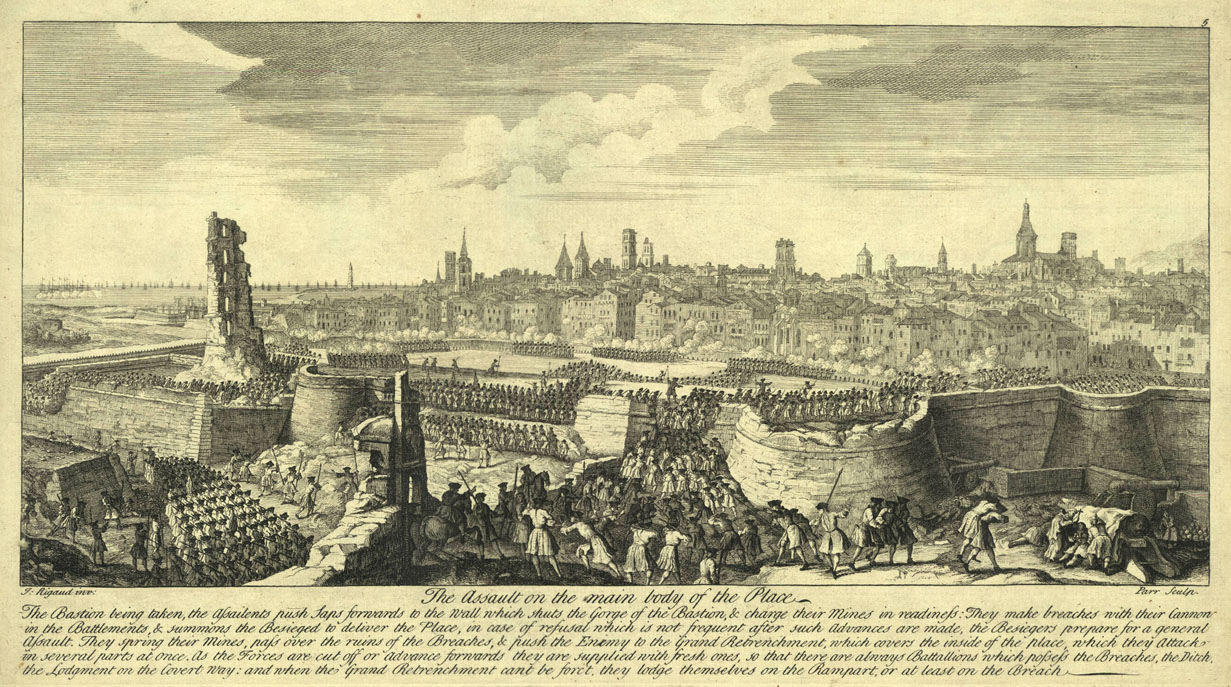
L'assalt final sobre Barcelona l'11 de setembre de 1714.
A l'esquerra, detall del baluard de Santa Clara, amb la torre de Sant Joan totalment ruïnosa, i contigu, l'avanç de les tropes franceses del mariscal Guerchois i del brigadier Reves per la bretxa central.

A les 4:30 h del dimarts 11 de setembre més de quaranta batallons borbònics van llançar l'assalt final sobre Barcelona. L'assalt general es va llançar pels tres fronts simultàniament tal com narrà el borbònic marquès de San Felipe «tots alhora van muntar la bretxa, espanyols i francesos, el valor amb què el van executar-ho no cap en la ponderació. Més patiren els francesos perquè atacaren el més difícil». La defensa fou obstinada i ferotge, abatent els assaltants borbònics abans que aquests aconseguissin arribar fins a la muralla i obligant a llançar diverses onades de gent fresca. Davant l'espantosa carnisseria que estaven patint les tropes franceses en el sector del Baluard de Santa Clara, el tinent general Cilly va ordenar al coronel Châteaufort que abandonés l'atac al reducte de Santa Eulàlia i va sol·licitar al mariscal Lescheraine, del centre francès, que l'auxiliés amb el gruix de les seves tropes format pels regiments Normadie, Auvergne, i la Reine per assaltar la bretxa contigua al baluard de Llevant. Passades les cinc del matí, i després de llançar tres assalts, les tropes conjuntes del coronel Cany, del brigadier Courty, del coronel Chateufort i del mariscal Lescheraine aconseguien passar a sang i foc per sobre de les poques tropes catalanes supervivents que defensava aquesta la bretxa.
A partir del trencament de la bretxa el col·lapse de la defensa es va precipitar. Els combatents del baluard de Llevant, agafats per l'esquena, van ser passats a baioneta; el mateix els va passar als defensors del baluard de Santa Clara i poc després també va caure el baluard del Portal Nou. Com recordava el marquès de San Felipe «tot es vencia a força de sacrificada gent, que amb l'ardor de la baralla ja no donava quarter, ni ho demanaven els catalans, patint intrèpidament la mort». Els consellers de Barcelona, veient que tota la línia de defensa havia col·lapsat i que la caiguda de la ciutat era inevitable, van decidir abandonar el seu quarter general al portal de Sant Antoni i sortir a combatre pels carrers. En aquest moment reberen avís del tinent mariscal Antonio de Villarroel, qui els comunicava que reprenia el general comandament militar i els demanava que llancessin el seu contraatac pel sector de Sant Pere, mentre que ell dirigiria un altre pel centre. Passades les sis del matí, Rafael Casanova va ordenar emetre el que seria el seu últim pregó com a conseller en Cap de Barcelona ordenant sense excepció a tots els homes majors de catorze anys a la defensa de la ciutat de Barcelona i guàrdia de la bandera de Santa Eulàlia, en servei del Rei i de la Pàtria.
| « | De part del Exm. Sr. Conceller en Cap, Coronel i Gobernador de la plaça y fortalesa de Montjuich, se díu, amonesta y mana á tothom generalment, de 14 anys en amunt, sens ningun pretext, ni excepció de persona alguna, prengua les armes, y asistesca a la defensa de esta Exma. Ciutat, y en guarda de la bandera de la invicta verge i mártir Santa Eularia, patrona de nostra ciutat, sens exempció dels de la Coronela y sos agregats, ni dels que se troben de guardia en els baluarts, ni menos lo tercer batalló, que está de guardia en los portals, acuden promptament, luego, luego, luego, sota pena de la vida, en la plasseta de Junqueres, que aixís convé al servey del Rey y de la Patria. Dr. D. Rafel Casanova, Conceller en Cap, Coronel i Gobernador. | » |
| — | |   |

Rafael Casanova muntava a cavall mentre que la bandera de Santa Eulàlia, relíquia venerada pels barcelonins, la portava el conseller segon Feliu de la Penya a peu. Seguint les ordres del pregó diverses companyies dels sis batallons que formaven la Coronela de Barcelona es van congregar a la plaça de Junqueras on se'ls va unir una multitud de gent. Llavors Casanova va desmuntar i prengué la bandera de Santa Eulàlia de la qual penjaven dos cordons auxiliars que prengueren respectivament el marquès de Barberà i el protector del Braç militar de Catalunya; completaven la custòdia de la sagrada bandera un seguici de patricis barcelonins. A l'ordre del conseller en Cap Casanova van pujar pel terraplè de la muralla i es llançaren al contraatac passades les set del matí.
L'enginyer Verboom, que amb les tropes espanyoles havia arribat fins al baluard de Sant Pere, va anotar en el seu diari que fou llavors quan aparegueren les tropes catalanes «amb la bandera es Santa Eulalia al seu front». Envestiren amb tal força que les tropes espanyoles que combatien en aquest sector van començar a retirar-se desordenadament fins a provocar una desbandada general en tot el sector de Sant Pere. L'avanç de les tropes catalanes va esclafar als batallons de les Reials Guàrdies Espanyoles, que van ser massacrats tal com recordava el llavors capità de la unitat Melchor de Abarca: «els regiments de guàrdies que els va tocar passar per aquesta part van vessar molta sang, els quals van quedar totalment perduts». Mentre comandava el contraatac el conseller en Cap Casanova va caure ferit d'un tret a la cuixa, essent ferit també Ambrosi de Torrell i Freixa i morint Agustí de Còdol i Rosset. Recollí la bandera de Santa Eulàlia el vescomte d'Oliver, qui la lliurà al protector del Braç militar de Catalunya Joan de Lanuza i d'Oms. Casanova fou traslladat al col·legi de la Mercè on hi havia instal·lat un improvisat hospital de campanya. Davant la caiguda en combat de Rafael Casanova l'avanç va quedar detingut i a partir de llavors els combats es van centrar en la possessió del convent de Sant Pere, que va ser reconquerit i perdut onze vegades entre defensors i assaltants. Paral·lelament, pel sector centre el tinent mariscal Antoni de Villarroel llançà una càrrega de cavalleria travessant la Plaça del Born fins al Pla d'en Llull, on la càrrega fou massacrada per les tropes franceses apostades al convent de Santa Clara. El tinent mariscal Villarroel, ferit, va ser retirat dels combats i traslladat a la seva residència particular per atendre'l de les ferides.

### Villarroel, Ferrer i Tohar aconsegueixen forçar la capitulació

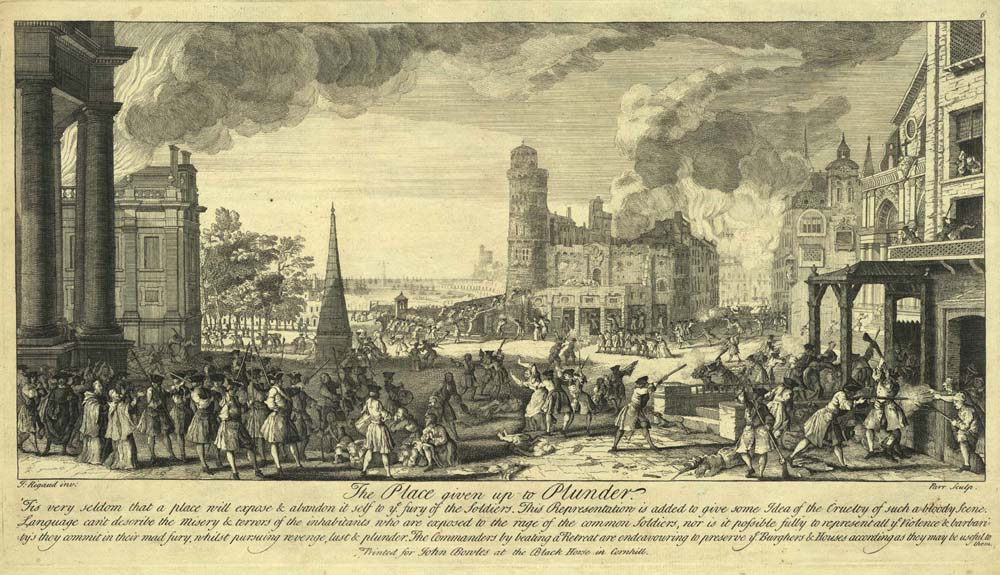
Saquejos i violacions a Barcelona l'11 de setembre de 1714.
A l'esquerra al fons, representació de la Piràmide del Born mentre les tropes borbòniques es lliuren al saqueig i a la violació dels civils.

Cap a les dues del migdia, estant el conseller en Cap Rafael Casanova ingressat al col·legi de la Mercè i el tinent mariscal Antoni de Villarroel sent atès de les seves ferides a la seva residència, els membres de la «Junta dels 24» es van reunir amb diversos oficials militars per analitzar la situació dels combats. En aquest interval els va arribar la notícia que l'assalt borbònic s'havia aturat en els tres sectors d'atac. La raó era que el coronel Pau Tohar —al·legant estar seguint ordres directes del ferit tinent mariscal Villarroel—, havia demanat negociar una capitulació i Berwick havia concedit una suspensió d'armes fins a les cinc. Estupefactes i desconcertats, els supervivents de la «Junta dels 24» van resoldre que —novament— havien de ser els Tres Comuns de Catalunya els que unànimement responguessin a la situació. Es va convocar als diputats de la Generalitat i als membres del Braç militar que encara seguien en peu perquè es reunissin al Portal de Sant Antoni.
Un cop reunits el coronel Juan Francisco Ferrer els va exposar la determinació del tinent mariscal Villarroel: calia negociar una capitulació abans de l'arribada de la nit, o en cas contrari s'exposava a la ciutat a la total devastació. Els membres més radicals dels Tres Comuns de Catalunya insistien que havien de continuar lluitant mentre quedessin homes, però d'altres volien acabar ja amb aquella carnisseria inútil. A les tres de la tarda redactaren un ban de consens convocant novament a la gent a la lluita. Però les discussions entre els membres dels Tres Comuns continuaren i el pergò mai no arribà a ser llegit pels carrers de Barcelona; la seva mera existència, contingut i redactors no foren descoberts fins a finals del segle xix, quan es trobà a Viena el manuscrit d'un dels presents en aquella reunió: Francesc de Castellví i Obando.
Passades les cinc de la tarda, i davant la inexistència de resposta, el mariscal duc de Berwick va anunciar que ampliava unilateralment la suspensió d'armes fins a la mitjanit de l'11 de setembre. Els Tres Comuns nomenaren al vescomte d'Oliver i al membre de la «Junta dels 24» Marià Duran i Mora per negociar la rendició a canvi d'exigir la conservació de les Constitucions de Catalunya i de Mallorca. A les sis de la tarda marxaren al camp borbònic acompanyats pel coronel Juan Francisco Ferrer en representació de Villarroel, i de Martín de Zubiría en les funcions de traductor. Tornaren a la una de la matinada del 12 de setembre informant que Berwick no acceptava la conservació dels furs de Catalunya i de Mallorca, que només oferia respectar la vida i la llibertat dels assetjats, i que ampliava la suspensió d'armes fins al migdia del 12 de setembre. Finalment a les vuit del matí del dia 12 de setembre, tot i la fanàtica obstinació del diputat de la Generalitat de Catalunya Francesc de Perpinyà per no accedir mai a cap capitulació, per fi la majoria resolgué que donada la manca de gent i la fam extrema que assolava a la ciutat havien d'acceptar allò que els oferia Berwick, pactant-se la capitulació a les tres de la tarda del dia 12 de setembre de 1714. Aquella mateixa tarda el tinent coronel Josep de Peguera i el capità Francesc de Castellví i Obando anaren a visitar el ferit conseller en Cap Rafael Casanova al col·legi de la Mercè, on li exposaren que Berwick només havia concedit la vida i la llibertat dels defensors, però res de mantenir les Constitucions de Catalunya. L'historiador Joaquín Guerrero de la Universitat Autònoma de Madrid conclou que «Si hagués tirat endavant la proposta de Casanova, i Berwick l'hagués admès —cosa que és dubtosa— hauria pogut canviar la història perquè potser hauria donat temps a fer que les ordres de Jordi I d'auxiliar els catalans haguessin pogut tenir efecte. Anglaterra tenia una flota poderosa a Maó a la qual s'havien enviat instruccions des de Londres en aquest sentit, amb anterioritat al 6 de setembre, però que no van arribar a temps».

## Després de la guerra

### La postguerra fins al tractat de pau de 1725

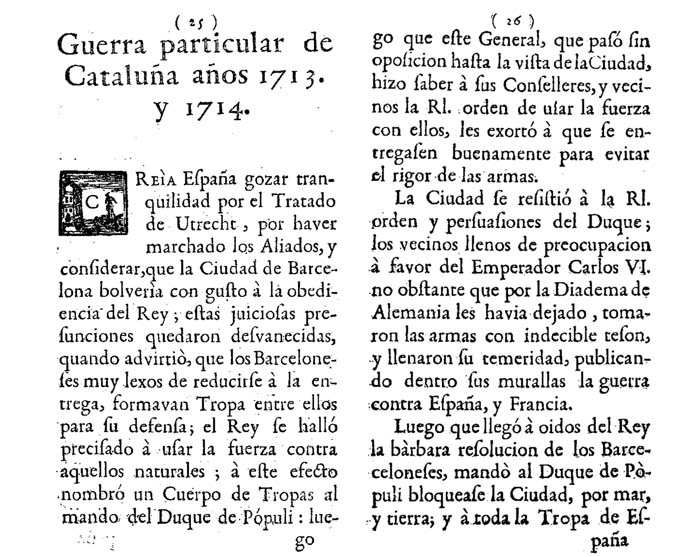
«Guerra particular de Catalunya anys 1713-1714»
relatada pel botifler Antoni d'Alòs i de Rius (1693-1780)

Com anotà en les seves memòries el botifler Antoni d'Alòs i de Rius, els consellers de Barcelona publicaren el seu darrer pregó el 13 de setembre on ordenaren a tots els barcelonins que no demostressin el menor signe de derrota sinó que tornessin desafiants als seus tallers: «van donar ordre que cap paisà parlés del passat, que els artesans i les dones treballessin a les portes de casa seva, com abans de la guerra». També en deixà constància el capità de la 7a companyia del III batalló de la Coronela Francesc de Castellví i Obando qui recordà que «van tornar els artesans al seu treball amb tranquil·litat, com si dins de la ciutat no hagués passat mai cap cosa. A les botigues dels mestres que havien mort, hi compareixien les vídues i els fills amb les divises del dol». La sorpresa de les tropes borbòniques mentre s'endinsaven a la ciutat la reflectí el capità Alós en les seves memòries del 13 de setembre: «Es va practicar puntualment tot el que havia ordenat la Ciutat, de manera que quan els oficials del camp passàvem pels carrers admiràvem la frescor amb què tota la plebs d'ambdós sexes, que treballava en les tasques dels seus oficis com si mai no haguessin tingut els marcials i intrèpids alens amb què, en un any de bloqueig i més de quaranta dies de setge, havien resistit a dos formidables exèrcits. Em sembla, va dir el Duc de Berwick: Quina glòria hauria adquirit aquesta nació, si tan obstinada defensa l'hagués fet a favor del seu Rei !».
El 16 de setembre l'intendent de l'exèrcit borbònic José Patiño convocà els Tres Comuns de Catalunya —Generalitat de Catalunya, Consell de Cent de Barcelona i Braç Militar— a la Casa de la Ciutat; congregats els consellers, els notificà l'abolició del Consell de Cent de Barcelona, acte que repetí després amb la Generalitat i amb el Braç militar. Exonerat del seu càrrec de conseller, el que fins aquell matí havia estat conseller quint, el notari Josep Llaurador i Satorre, reprengué la seva activitat professional aquella mateixa tarda aixecant inventari post-mortem dels béns del difunt notari Pere Màrtir Vila a instàncies de la vídua Madrona. Així mateix actuaren la resta de consellers excepte Rafael Casanova qui, ferit, encara hauria d'esperar fins a principis de 1715 per poder tornar a exercir la seva feina d'advocat amb la resta de barcelonins. Altrament el conseller segon i mercader Salvador Feliu de la Penya fugí de Barcelona instal·lant-se a Gènova on tenia delegació la seva companyia comercial. Casanova, amb les propietats de Sant Boi de Llobregat confiscades per les tropes borbòniques des del 3 de desembre de 1713 —just 4 dies després d'ésser escollit conseller en Cap—, hagué de continuar residint a la seva casa de Barcelona. Finalment el 22 de setembre el nou governador borbònic de Barcelona marquès de Lede ordenà la detenció dels 25 oficials superiors de l'exèrcit català amb Villarroel al capdavant perquè servissin de cap de turc davant Felip V.
Poc després, el 19 d'octubre de 1714, Rafael Casanova fou cridat a declarar davant la Superintendència de l'exèrcit borbònic perquè el patró valencià Tomàs Ferrer havia alçat denúncia contra els responsables de l'armament marítim de Barcelona Salvador Feliu de la Penya i Francesc Mascaró. El fets denunciats es remuntaven al juliol del 1714, quan al patró valencià li fou capturada la nau pels defensors de Barcelona perquè portava provisions per vendre a l'exèrcit borbònic; un cop capturada, l'embarcació havia estat conduïda al port de Barcelona on el setembre del 1714 encara romania. El juliol del 1714 el patró valencià va acudir a Rafael Casanova perquè intercedís per ell a fi de poder recuperar el seu vaixell, però en saber-ho Feliu de la Penya i Francesc Mascaró l'empresonaren. Mesos després, l'octubre del 1714, amb Feliu de la Penya fugit, Casanova va haver de respondre per la situació corroborant els fets exposats pel patró valencià a fi que aquest pogués recuperar la seva embarcació.
El 12 de novembre de 1714 el capità general borbònic marquès de Lede publicà un ban expulsant a tots els austriacistes castellans, aragonesos i valencians que hi havia a Catalunya, donant lloc a la segona gran onada de l'exili austriacista. Per contra, dos dies abans, havia decretat —sota pena de mort— a tots els austriacistes catalans la prohibició d'emigrar de Catalunya, llevat que se'ls concedís una autorització personal. El 8 de desembre els botiflers Oleguer Taverner, Antoni d'Alòs, Francesc Ametller i Gregori Matas es queixaren al secretari d'Estat José de Grimaldo protestant perquè «los principales caudillos de los voluntarios y migueletes, que son los que realmente han tenido amotinado el País, particularmente durante el bloqueo y sitio de Barcelona, viven con toda tranquilidad en sus casas». Poc mesos després el general Josep Moragues, que encara residia a Barcelona en llibertat, intentà fugir a Mallorca —encara sota el domini de Carles d'Àustria. Fou denunciat i capturat, acusant-lo d'haver intentat marxar de Catalunya sense tenir passaport d'emigració autoritzat; fou condemnat a mort i executat el 27 de març de 1715, essent esquarterat i decapitat davant de tots els barcelonins, i finalment la seva calavera penjada en una gàbia. Dies després Gregori Matas tornava a escriure al secretari d'Estat José de Grimaldo congratulant-se que «ha sido grande el terror que aquellas sentencias han impreso en los corazones de los más obstinados». El 4 de juliol de 1715 José Patiño Rosales imposà el «donativo», el primer impost decretat sobre els catalans sense autorització de les Corts Catalanes. El marquès de Barberà Josep Galceran de Pinós no pogué —o no volgué— pagar l'impost, essent desterrat de Barcelona i empresonat a Pamplona. Uns mesos després José Patiño Rosales acabà la llista de «Sujetos que más se demostraron en las conmociones de Cataluña» classificant els cabdills de la rebel·lió en sis classes i castigant-los —no amb la presó—, sinó amb la confiscació perpètua de les seves propietats.
| «Sujetos que mas se demostraron en las turbaciones de Cataluña» |          |                   |                             |          |                  |                          |            |                   |
| |          |                   |                             |          |                  |                          |            |                   |
| —Primera classe— Los Concellers de 1713 y 1714, además de haber sido acérrimos en la defensa, y tener las circunstancias de rebeldes, sediciosos y obstinados, representaban en el año 1714 el cuerpo de esta ciudad rebelde, y por estos motivos, parece que deben ser graduados de jefes y caudillos de la rebelión y resistencia, y consiguientemente escluidos para siempre de la restitucion de las haciendas. Quedan tambien escluidos para siempre de la restitucion de las haciendas todos los individuos asociados á las Juntas de los Comunes, 18ª, 24ª y 36ª de Guerra, nombrada á este fin por los tres Brazos en julio de 1713 que perseveró hasta el fin de aquel año, y la 18ª en lugar también de los tres Brazos nombrada por el Consistorio de los Diputados y Ohidores en enero de 1714, que perseveró hasta últimos de marzo del mismo año, por cuyas manos de dichas tres Juntas, corrió durante el bloqueo y sitio formal de Barcelona el gobierno y dirección de todas las providencias y disposiciones de aquella bárbara defensa y resistencia, ejecutándolas por su consejo y deliberacion los Comunes de la Ciudad y Diputación, mediante el Comandante general Villarroel, y los jefes, cabos y oficiales que ministraban y manejaban las armas, habiéndose dividido las incumbencias de las dos Juntas de 36 y 18 en diferentes clases, para que unos cuidasen de lo peculiar y especial de la guerra, otros de la política á el mismo fin, y otros de buscar ó idear medios muy violentos para mantenerla y proseguirla, y provisiones de granos, viveres, municiones y pertrechos de guerra, que todo se lo asumió después y adosó, principalmente desde marzo de 1714 hasta la reducción de Barcelona, el Común de la Ciudad y 24ª de Guerra con sus asociados, que eran algunos caballeros y los concellers del año 1713. Todos los que fueron nombrados asistieron y concurrieron a las tres Juntas y los asociados á ellas, á mas de haber sido acérrimos en la defensa, fomentaron y esforzaron juntados así la bárbara defensa, y fueron los que mas dieron la ley y las providencias y medios para la resistencia, por cuyos motivos parece que van bien graduados de jefes y caudillos de la rebelión y obstinada resistencia, y que deben ser escluidos perpétuamente de la restitucion de sus haciendas. |          |                   |                             |          |                  |                          |            |                   |
| Nom | Condició | Renda expropiada  | Nom                         | Condició | Renda expropiada | Nom                      | Condició   | Renda expropiada  |
| Abadal, Jaume | Lliure   | (s.d.)            | Duran i Mora, Marià         | Lliure   | (4 ll. 8 s.)     | Monnar, Francesc         | Lliure     | (7 ll. 10 s.)     |
| Aguilar i Oluja, Josep de | Lliure   | (s.d.)            | Duran i Mora, Josep         | Lliure   | (571 ll. 10 s.)  | Muns, Raimon             | Lliure     | (27 ll. 10 s.)    |
| Albareda, Joan | Lliure   | (s.d.)            | Esteve, Rafael              | Lliure   | (s.d.)           | Oliver, Jacint de        | Lliure     | (s.d.)            |
| Albaret, Josep | Lliure   | (47 ll. 10 s.)    | Feliu de la Penya, Salvador | Exiliat  | (772 ll. 16 s.)  | Pi, Salvador             | Lliure     | (24 ll.)          |
| Antich i Saladrich, Tomàs | Exiliat  | (600 ll.)         | Ferran, Josep               | Lliure   | (550 ll.)        | Pinós, Josep Galceran de | Empresonat | (2.378 ll. 14 s.) |
| Argemir, Francesc | Lliure   | (s.d.)            | Ferrer, Jeroni              | Lliure   | (s.d.)           | Ramoneda, Joan           | Lliure     | (219 ll. 9 s.)    |
| Argemir, Oleguer | Lliure   | (387 ll. 17 s.)   | Ferrer i Sitges, Manuel de  | Lliure   | (38 ll. 10 s.)   | Ribera, Josep Antoni de  | Lliure     | (1.010 ll.)       |
| Bertan, Lluís | Lliure   | (s.d.)            | Flix Ferreró, Manuel        | Lliure   | (60 ll. 6 s.)    | Rigalt, Miquel           | Lliure     | (s.d.)            |
| Besora, Josep | Lliure   | (s.d.)            | Fivaller, Carles de         | Lliure   | (193 ll. 13 s.)  | Rodolat, Ramon de        | Lliure     | (s.d.)            |
| Bòria i Gualba, Ignasi | Lliure   | (80 ll.)          | Forcià, Josep               | Lliure   | (s.d.)           | Roig, Josep Antoni       | Lliure     | (72 ll.)          |
| Capdevila, Bonaventura | Lliure   | (s.d.)            | Galí, Josep                 | Lliure   | (s.d.)           | Sagarra, Alexandre       | Lliure     | (152 ll.)         |
| Casanova Comes, Rafael | Lliure   | (160 ll. 11 s.)   | Gelabert, Francesc          | Lliure   | (s.d.)           | Sans, Ramon              | Lliure     | (s.d.)            |
| Casetas, Diego | Lliure   | (6 ll.)           | Gras, Josep                 | Lliure   | (s.d.)           | Sayol, Jaume             | Lliure     | (s.d.)            |
| Clariana, Jacint | Lliure   | (90 ll. 7 s.)     | Istrell, Josep              | Lliure   | (s.d.)           | Sentis, Francesc         | Lliure     | (s.d.)            |
| Comellas, Joan Francesc | Lliure   | (116 ll. 14 s.)   | Llaris, Josep               | Lliure   | (22 ll. 8 s.)    | Simón, Tomàs             | Lliure     | (s.d.)            |
| Copons, Jaume de | Lliure   | (407 ll. 16 s.)   | Llaurador, Josep            | Lliure   | (350 ll.)        | Tamarit, Salvador de     | Lliure     | (371 ll.)         |
| Copons, Joan de | Lliure   | (1.133 ll. 11 s.) | Lledó, Cristòfor            | Lliure   | (s.d.)           | Teixidor i Sastre, Fèlix | Lliure     | (s.d.)            |
| Corbera Palau, Pau | Lliure   | (9 ll.)           | Llinàs i Farell, Joan       | Lliure   | (s.d.)           | Vadell, Fèlix            | Lliure     | (s.d.)            |
| Cordelles, Felicià de | Lliure   | (645 ll.)         | Llorens, Joan Pau           | Lliure   | (s.d.)           | Vidal, Fèlix             | Lliure     | (s.d.)            |
| Cortada, Joan Baptista de | Lliure   | (332 ll. 8 s.)    | Mas i Calderó, Francesc     | Lliure   | (3 ll.)          | Vidal, Bonaventura de    | Lliure     | (790 ll.)         |
| Costa Vinyola, Ignasi | Lliure   | (253 ll. 19 s.)   | Mascaró, Francesc           | Lliure   | (83 ll.)         | Vidal, Francesc Anton    | Lliure     | (s.d.)            |
| Dalmau, Amador | Lliure   | (813 ll. 10 s.)   | Mata, Josep Antoni          | Lliure   | (50 ll. 10 s.)   |                          |            |                   |
| Desvalls, Antoni | Exiliat  | (1.100 ll. 14 s.) | Mateu, Antoni               | Lliure   | (s.d.)           |                          |            |                   |
| *nota: ll.=lliures, s.=sous, s.d.=sense dades; la «Real Junta Superior» aniria ampliant les dades en informes posteriors |          |                   |                             |          |                  |                          |            |                   |
| |          |                   |                             |          |                  |                          |            |                   |

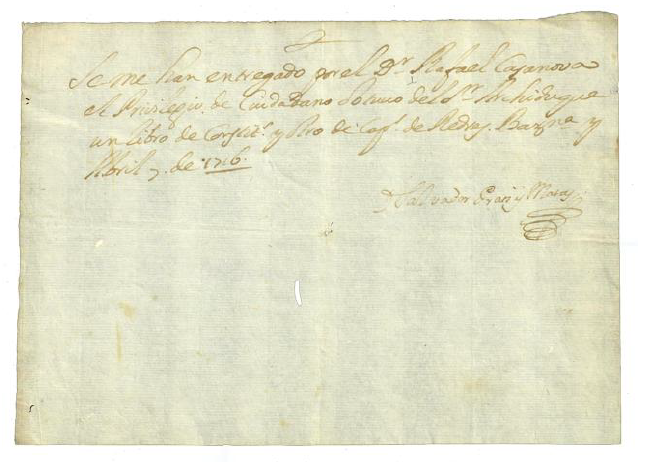
«Seme han entregado por el Dr. Rafael Casanova el Privilegio de Ciudadano [que] obtuvo del Sr. Archiduque, un libro de Constit[ucion]s y otro de Cap[ítulo]s de Redres. Bar[celo]na y Abril 7. de 1716 Salvador Prats y Matas»

La llista continuava amb els «sujetos de segunda clase: los pertenecientes al Brazo militar que votaron la guerra y la resistencia a las armas de Felipe V [...] por cuyos motivos son graduados de cabezas y caudillos de la rebelión y resistencia, deben ser escluidos perpétuamente de la restitución general de sus haciendas». En la tercera clase hi havia els diputats de la Generalitat, en la quarta els ministres nomenats per Carles d'Àustria que no havien evacuat la ciutat el 1713, en la cinquena «todas las personas que, aunque no formaban parte de las juntas, permanecieron en Barcelona para su defensa» i en la sisena els oficials de l'exèrcit català. En total una llista de 1.100 «caudillos de la rebelión» que eren castigats —no amb la presó—, sinó amb l'expropiació perpètua de les seves propietats. Això provocà les queixes dels botiflers i el 30 de novembre de 1715 el capità general Francisco Pío de Saboya escrigué a Madrid informant de la indignació que sentien els botiflers catalans —«los buenos»— en veure la total llibertat dels cabdills de la resistència de 1713-1714: «causa sumo escandalo a los buenos, y aun a los mismos que han sido malos, admiracion el que se deje pasear y comerciar con la libertad que hoy tienen [..] la desvergüenza y licencia que se va hablando, no solo en esta Ciudad, pero en todo el Principado sobre las cosas del Estado».
El 12 de març de 1716 el capità general Francisco Pío de Saboya ordenà que fossin entregats els títols concedits per Carles d'Àustria i les Constitucions de Catalunya de 1706 per fer-los cremar, mentre els jutges de la Reial Audiència advertien que els advocats que no entreguessin els seus títols no podrien continuar exercint l'advocacia. El 7 d'abril de 1716 Rafael Casanova hagué d'entregar al secretari de la Reial Audiència Salvador Prats i Matas els Capítols del redreç del General i un exemplar de les Constitucions de Catalunya de 1706 aprovades per Carles d'Àustria, així com el títol de Ciutadà Honrat de Barcelona que aquell li havia atorgat. El 2 de maig de 1716 la Reial Audiència feia relació de tots els advocats que havien entregat llurs títols, figurant Rafael Casanova entre els advocats que podien continuar exercint la seva professió. Pocs dies després el registre del cadastre constava que el que havia estat conseller en cap de Barcelona Rafael Casanova vivia de lloguer al Carrer dels Banys Nous nº16 amb un fill, un mestre, i dues criades. El que havia estat conseller segon Salvador Feliu de la Penya ja havia retornat a la ciutat i vivia en una casa pròpia a la Travessia del Cap dels Abaixadors a la plaça de la Basea, amb la dona, dos fills, cinc filles, una germana, un clergue, un criat i dues criades. El que havia estat conseller tercer Ramon Sans vivia en una casa pròpia al carrer de la Freneria. El que havia estat conseller quart Francesc Anton Vidal residia en una casa que era del genovès Juan Andrea Doria del Carreto al carrer Ample, amb la dona, un estudiant i una criada, i també hi residia el que havia estat conseller cinquè Josep Llaurador i Satorre.
El 1717 morí el seu germà Francesc Casanova i Comes, i aquell mateix any Felip V es preparava per reconquerir el regne de Sardenya i el regne de Sicília, antics territoris espanyols que havia cedit en el Tractat d'Utrecht. Mancat de capitals, Felip V no tingué escarafalls en recórrer als mercaders catalans que només tres anys abans havien lluitat contra ell. Entre aquests destacà Josep Duran i Mora, membre destacat de la «Junta dels 24» junt amb el seu germà Marià Duran i Mora, també membre de la «Junta de Provisions» de Feliu de la Penya, i germans ambdós de Vicent Duran i Mora, que havia mort lluitant al baluard de Santa Clara l'agost del 1714 com a capità de la Coronela de Barcelona. No els retornaren les hisendes confiscades, però l'empresa comercial dels Duran i Mora començà a aprovisionar l'exèrcit de Felip V iniciant la seva integració en el règim borbònic. Un dels socis dels Duran i Mora havia estat el conseller segon de Barcelona Salvador Feliu de la Penya, que havia fugit a Gènova després de la caiguda de la ciutat.
L'any 1718 Salvador Feliu de la Penya provà de reconciliar-se amb Rafael Casanova; intercediren per ell diversos amics comuns, però Rafael Casanova mai no li perdonà a Feliu de la Penya les difamacions que havia vessat contra ell. L'any següent 1719 esclatà la Guerra de la Quàdruple Aliança quan, per aturar l'expansionisme militar de Felip V, s'uniren novament Gran Bretanya, Holanda i l'imperi austríac, comptant inclús amb la col·laboració de França que després de la mort de Lluís XIV era governada per un consell de regència. En aquest context els francesos donaren armes a partides de miquelets com les del coronel Pere Joan Barceló Carrasquet, que es llançaren a la lluita confiant en les promeses de les potències aliades de restaurar les Constitucions de Catalunya. A l'imperi austríac es demanà als exiliats austriacistes que es preparessin per a la guerra a Catalunya, però aquests s'hi negaren desconfiant de les vagues promeses. Davant l'eventualitat de la guerra, els militars que amb Antonio de Villarroel havien estat empresonats el 1714 —els que es trobaven presos a Pamplona i Fuenterrabía— foren reagrupats a l'Alcázar de Segòvia. La majoria demanaren perdó a Felip V per intentar millor les condicions del seu captiveri i inclús alguns com el general Francesc Sans Miquel i de Monrodon o el coronel Joan de Llinàs i Escarrer s'oferiren voluntaris per lluitar amb les tropes espanyoles contra els aliats, raó per la qual foren alliberats per Felip V i els premià restituint-los les hisendes confiscades. Després d'un any de guerra i devastació a Catalunya les potències aliades firmaren amb Felip V el Tractat de la Haia (1720), incomplint novament la seva promesa de restaurar les constitucions de Catalunya. El Carrasquet i desenes dels seus seguidors hagueren d'exiliar-se un cop firmat el tractat.

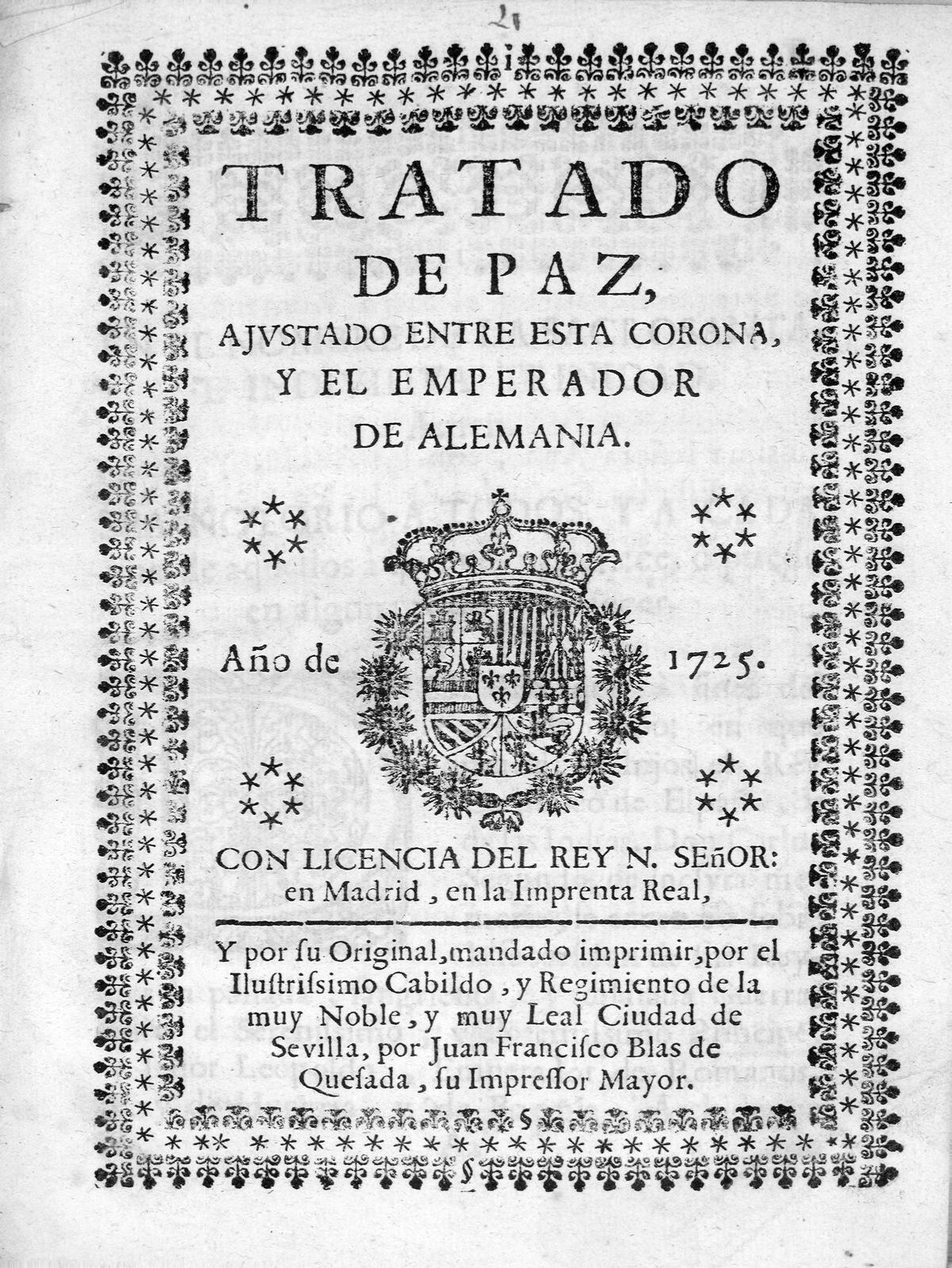
[http://bvpb.mcu.es/es/consulta/registro.cmd?id=447265 Tractat de Viena (1725)

La Guerra de Successió Espanyola no finalitzà definitivament —en termes diplomàtics— fins a l'any 1725, quan es firmà el Tractat de Viena; l'emperador Carles d'Àustria renuncià als seus drets a la corona d'Espanya i Felip V reconegué al primer el seu domini sobre els antics territoris espanyols a Itàlia i a Flandes. Un dels acords estipulava l'alliberament dels militars empresonats el 1714, el retorn dels béns confiscats als austriacistes, i el reconeixement dels títols nobiliaris que havia atorgat Carles d'Àustria; però en plantejar-se el «Cas dels catalans» Felip V tornà a negar-se a la restitució de les lleis i les institucions pròpies de Catalunya. Finalment Carles d'Àustria acabà cedint fet que provocà les crítiques entre certs sectors austriacistes.
La signatura del Tractat de Viena provocà la divisió de l'austriacisme en dues tendències: una oficial i dinasticista —formada pels exiliats radicats a Viena—, que considerava que s'havia obtingut el màxim que es podia aconseguir de Felip V, i una altra constitucionalista —radicada a Catalunya— que considerava que s'havia renunciat a l'essencial: la restitució de les lleis i les institucions pròpies de Catalunya. La decepció d'aquesta tendència quedà reflectida en el dietari del reusenc Ramón Fina que lamentava que els catalans quedarien «esclaus per sempre» sota el «patrocini» de Felip V, sent governats per botiflers, «negres de cor, traïdors a sa pàtria i sanch». A partir de 1725 els exiliats austriacistes començaren a tornar progressivament a Espanya, la majoria nobles, que recuperaven béns, hisendes i títols nobiliaris. Els que s'hi quedaren foren majoritàriament els religiosos, els que havien fet carrera militar a l'exèrcit austríac, i els que ocupaven càrrecs a la cort imperial; entre aquests el jurista Domènec Aguirre, que va publicar a Viena diversos estudis destinats a preservar la memòria de les institucions catalanes suprimides per Felip V, singularment la Generalitat de Catalunya, i a defensar l'estructura «federal» de la monarquia d'Espanya dels temps dels Àustries.

### Del 1725 fins a la seva mort

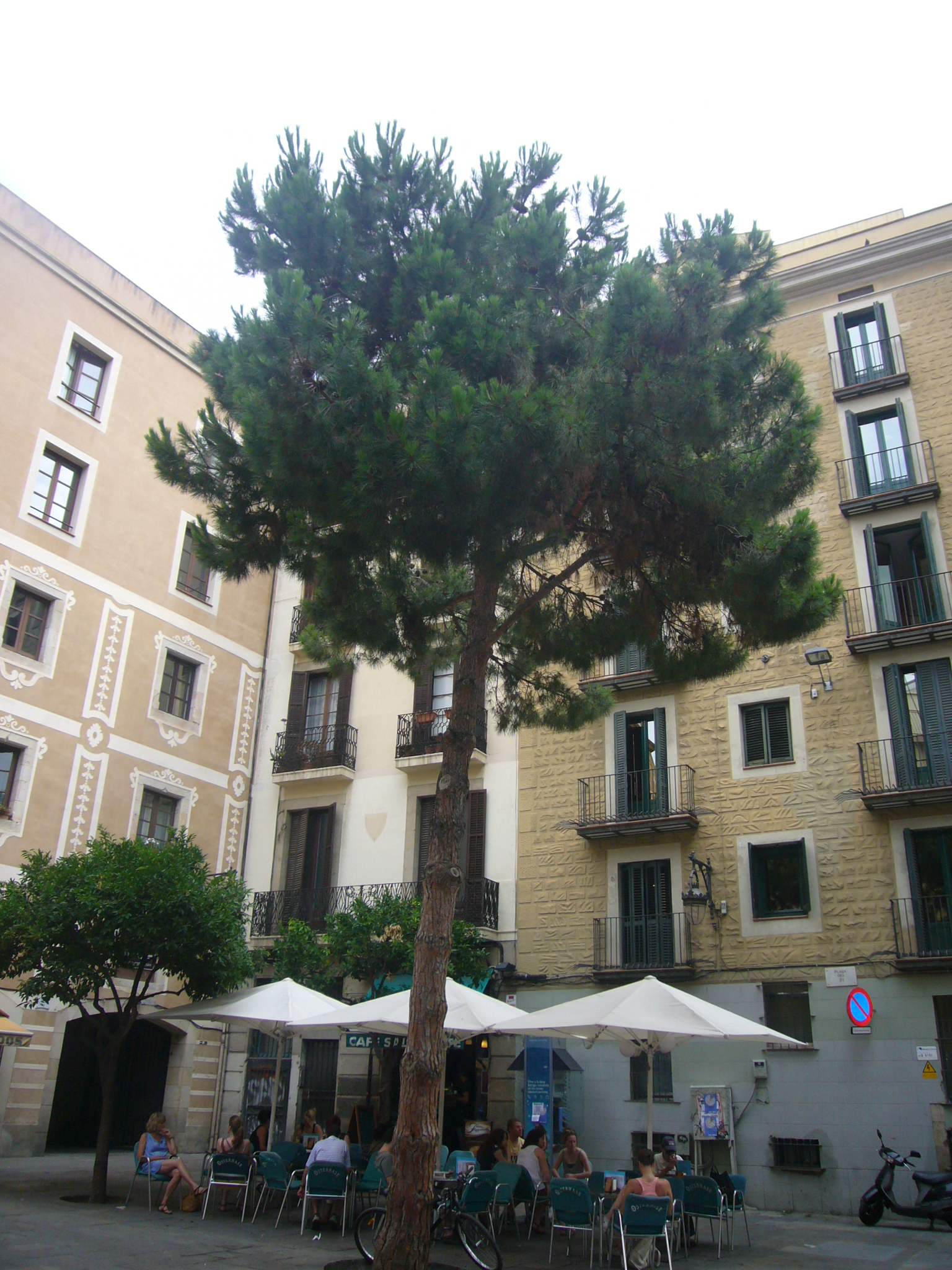
Després del 1725 Rafael Casanova i el seu fill passaren a viure a la Plaça del Pi, concretament a l'actual casa nº5. Fins aleshores Rafael Casanova havia viscut —de lloguer—, al carrer dels Banys Nous en una casa desapareguda on, actualment, s'alça un edifici de nova construcció.

Durant l'octubre del 1725 s'anaren retornar els béns confiscats als 1.100 «jefes y caudillos de la rebelión». Els béns de Rafael Casanova que havien estat confiscat des del 3 de desembre de 1713 —4 dies després d'ésser escollit conseller en Cap de Barcelona— li foren retornats el 31 d'octubre de 1725. Recuperada la casa de Sant Boi de Llobregat, Casanova es negà a deixar que continués servint per a l'allotjament de tropes borbòniques, mantenint conflicte obert amb l'alcalde botifler de la vila. Els problemes continuaren l'any següent quan el 3 de juliol de 1726 Josep Campllonch reobrí el plet per la llegítima de l'herència que l'enfrontava al fill de Rafael Casanova des del 1709. El mes següent, l'agost del 1726, es reuniren novament Rafael Casanova, Salvador Feliu de la Penya, Francesc Anton Vidal i Josep Llaurador i Satorre a instàncies d'Amador Dalmau, qui els demanà que confirmessin en acta notarial el préstec de 10.000 lliures que durant el setge de 1714 havia fet a la ciutat de Barcelona a fi d'intentar recuperar-lo. Al mateix temps Francesc de Castellví i Obando, que també havia recuperat els seus béns, marxà cap a Viena. Francesc de Castellví, que com la majoria dels catalans que havien lluitat en la defensa de Barcelona havia continuat visquent a Catalunya, havia estat redactant una monumental història de la guerra anomenada Narraciones Históricas. Per acabar-la marxà a Viena per recollir-hi el testimoni directe d'aquells que s'havien quedat vivint a Àustria i no havien retornat, mentre el seu germanastre —Josep Castellví i Ferran— era ascendit per les autoritats borbòniques a tinent de corregidor i posteriorment arribaria a ser nomenat alcalde major de Montblanc.
El 1728, des de Viena estant, Castellví envià carta a Rafael Casanova i Comes on li demanava més detalls sobre el setge de Barcelona i l'informava d'un text publicat a l'exili que difamava l'actuació dels consellers de Barcelona. El text anomenat «Teatro de desdichas, gemidos y lagrimas de España» —obra d'un religiós austriacista castellà— sostenia que Villarroel havia estat l'autèntic heroi del setge de Barcelona, que els consellers de Barcelona havien amagat els queviures per afeblir els poble i que demanés la rendició, que Barcelona podria haver resistit «muchos meses mas», que Villarroel volia continuar la defensa de la ciutat, però que els conseller de Barcelona hi estaven en contra i volien rendir-se, principalment perquè un dels consellers —sense esmentar-ne el nom— tenia el seu fill empresonat per les tropes borbòniques, raó per la qual informava a Berwick de «lo que se obraba dentro de la plaza». Davant l'oposició de Villarroel a rendir-se, la nit del 10 a l'11 de setembre els consellers haurien ordenat retirar les tropes de les muralles «dexando las brechas desamparadas, para que avanzase el Enemigo» i facilitar així l'atac borbònic.

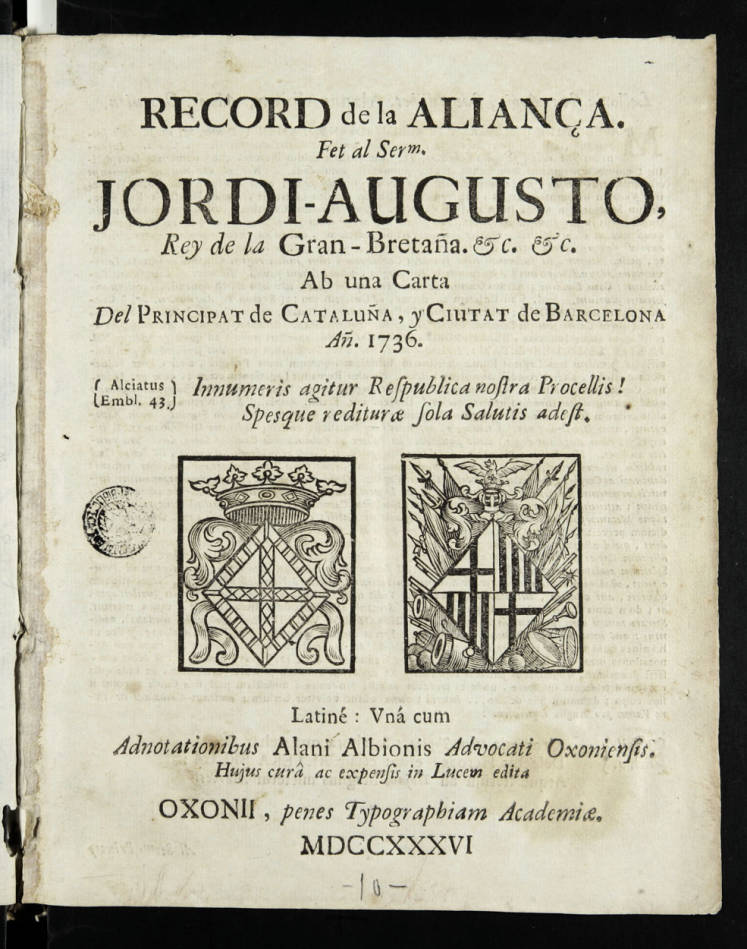
L'opuscle Record de l'Aliança recordava al rei Jordi II d'Anglaterra l'aliança pactada a Gènova el 1705 entre el Principat de Catalunya i el Regne d'Anglaterra. La implicació de Felip V en la Guerra de Successió Polonesa (1733-1738) despertà les esperances dels austriacistes de recuperar la «Llibertat de Catalunya». Va ser publicat el gener de 1736, el «22è any de la nostra esclavitud».

Casanova respongué per carta el 9 d'abril de 1728 recordant que la manca de queviures que assolà la ciutat a mitjan agost de 1714 fou causada perquè el gran comboi de Mallorca, organitzat pels mercaders de la «Junta de provisions» el mes de juliol de 1714, fou capturat pels borbònics perquè s'endarrerí esperant la nau que portava les mercaderies comprades pel conseller segon Salvador Feliu de la Penya. Així mateix, li indicà que l'únic que havia rebut carta de Berwick mitjançant un intermediari de Mataró era conseller segon Salvador Feliu de la Penya, però que aquest va exposar davant tota la «Junta dels 24» el contingut de la carta en la qual intentaven convèncer-los perquè es rendissin. Que desconeixia si algun fill de Salvador Feliu de la Penya havia estat pres pels borbònics a Vilassar, però que malgrat que no sentia el menor afecte per ell, i que després de la guerra «no he volgut tenir ni tracte ni comunicació amb el sobredit», no tenia el menor dubte que malgrat els seus errors, i les seves profundes desavinences personals, Salvador Feliu de la Penya i els seus mercaders havien obrat el millor que bonament pogueren per salvar Barcelona i que «no faltaren a les seves obligacions».
Així mateix, refutà les falsedats sobre els fets militars del setge de Barcelona, i la conducta de Villarroel, que era qui més havia insistit i pressionat perquè Barcelona negociés una capitulació —seguint les indicacions que li enviava Carles d'Àustria des de Viena—, fets que qualsevol dels militars que s'havien exiliat a Viena —on Castellví estava—, li podia confirmar amb encara més detalls. Li demanava excuses per no ser tot el precís que voldria, que recordava dates i quantitats de tropes de memòria, perquè els seus criats li havien cremat les seves notes personals després de la caiguda de la ciutat, però que tota la documentació oficial —decrets, edictes, bans, dietaris i actes—, estaven anotats als registres del Consell de Cent, al llibre de la «Junta dels 24» i al llibre de deliberacions dels consellers de 1713 i 1714. I finalitzava dient «però com tota la ciutat sap aquestes veritats, ja no vull saber més d'històries passades, ni posar en dubte novament la meva conducta», reconeixent que era un home trencat i amargat «únicament desitjo estar a casa meva amb quietud, desenganyat del món, i acabar els meus tristos dies amb quietud».
Dos anys després, el 1730, el seu fill Rafael Casanova i Bosch signà capítols matrimonials amb Clara Vinyals de la Torre i Braçó, filla del difunt advocat i col·laborador Manel Vinyals de la Torre i Esquerrer, a la casa del notari Josep Francesc Fontana. En aquest document Rafael Casanova feu donació al seu fill de tots els seus béns presents i futurs. Però els problemes per Casanova continuaren a finals d'any car el fiscal instà un plet contra Rafael Casanova davant el tribunal de la Intendència General de Catalunya exigint-li que havia de pagar les rendes endarrerides procedents dels béns de Sant Boi de Llobregat entre el 3 de desembre de 1713 i 31 d'octubre de 1725 —anys en què aquests béns havien estat confiscats per la Hisenda Reial. Al seu torn el 1733 Josep Campllonch presenta al·legació per la llegítima de 3.000 lliures de l'herència del seu avi Pau Bosch, un plet que s'havia iniciat el 1709, demanant tots els interessos de demora acumulats des del 1709 fins al 1733.

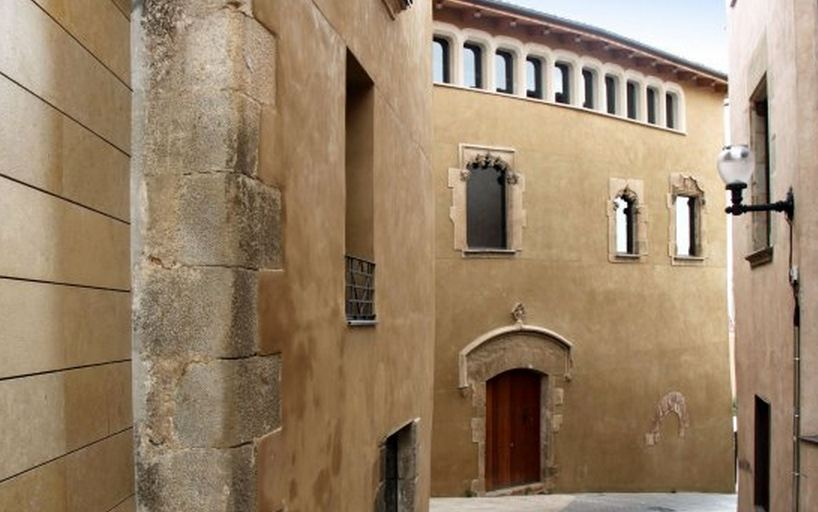
Can Barraquer —antigament Can Bosch— a Sant Boi de Llobregat. Casal del acabat de configurar el quan n'era propietat de Pau Bosch, sogre de Rafael Casanova, qui hi visqué des del 1737 fins a la seva mort el 1743. Avui en dia és la seu del Museu de Sant Boi de Llobregat i acull una exposició sobre Rafael Casanova.

El 1734, amb uns 74 anys, Rafael Casanova deixà d'exercir com a advocat de la comunitat de preveres de Moià, comunitat per a la qual havia treballat des de l'inici de la seva professió. Aquell any esclatà la Guerra de Successió Polonesa (1734-1738) que obrí una crisi internacional durant la qual tornà a plantejar-se el «Cas dels catalans». El 1736 es publicaren diverses obres com Record de l'Aliança en la qual es denunciaven els compromisos incomplerts pels britànics, La veu precursora de la veritat en la qual es propugnava la formació d'una gran aliança antiborbònica, o Via fora els adormits que defensava el retorn a la Monarquia dels Àustries i, si no era possible, que els britànics imposessin una «república lliure del Principat». El text més important d'aquest «austriacisme persistent», com el va anomenar l'historiador i economista català Ernest Lluch, fou Malaltia crònica i perillosa dels regnes d'Espanya i d'Índies (1741) de l'aragonès Juan Amor de Soria, que defensava un austriacisme renovat que propugnava un model per a Espanya proper al de la Monarquia Constitucional per oposició a la centralista i uniformista Monarquia Absoluta Borbònica.
El 1737 Casanova deixà de viure a Barcelona traslladant la seva residència a Sant Boi de Llobregat. El 1742 Fèlix Campllonch, fill de Josep Campllonch, encara presentà instància de suplicació per la llegítima del seu rebesavi Pau Bosch. L'any següent, el 2 de maig de 1743, Rafael Casanova i Comes morí a Sant Boi de Llobregat. En el registre de béns aixecat pel seu fill, que quedà registrat en els protocols del notari Josep Francesc Fontana, s'inventarià que només tenia en propietat uns pocs mobles i una biblioteca formada per 528 llibres. Fou enterrat l'endemà, 3 de maig de 1743, a l'església parroquial de Sant Baldiri de Llobregat. Però Rafael Casanova, sense família directa a Sant Boi de Llobregat, no fou soterrat al sepulcre de la família de la seva muller —els Bosch—, sinó al vas sepulcral del doctor Josep Martí i Catà que, com era habitual, no tenia cap tipus d'inscripció. Anys després es prohibirien els enterraments a l'interior dels llocs de culte i després el terra de l'església fou completament pavimentat, perdent-se tot rastre de l'enterrament anònim del que fou el darrer conseller en Cap de Barcelona. Des del 1714 els «homes del comú» —en expressió de l'època— com el barber Mateu Hereu o l'advocat Rafael Casanova ja no podien governar la seva pròpia ciutat. El poder ja no residia en els «homes del comú» sinó que, havent-los arrabassat els seus drets amb la violència de les armes, des del 1714 tota font de sobirania emanava —per gràcia divina— del monarca borbònic, qui exercia el poder absolut des de Madrid nomenant, a dit, a aquells que considerava adequats per a governar les ciutats situades en els seus dominis.

### Descendents
L'únic fill de Rafael Casanova que arribà a l'edat adulta fou Rafael Casanova i Bosch. Aquest es casà el 1730 amb Clara Teresa Vinyals de la Torre i Braçó, filla de l'advocat Emmanuel Vinyals de la Torre i Escarrer, amic i col·laborador de Rafael Casanova. El matrimoni tingué 9 fills, dels quals 2 tingueren descendència:
1. Gertrudis Casanova i Vinyals de la Torre, neta de Rafael Casanova, es casà amb Jaume d'Amar de la Torra. El matrimoni tingué una filla, Teresa Amar de la Torra i Casanova, qui es casà amb Josep Soler de la Torra i Martí, essent pares de Baldiri Soler de la Torra i Amar de la Torra, perdent-se el cognom i la descendència directa de Rafael Casanova.
2. Josep Casanova i Vinyals de la Torre (1736-1811), net de Rafael Casanova i hereu, es casà amb Antònia Compte, filla del també advocat Anton Compte i Rion. Tingueren una filla, Maria Lluïsa Casanova i Compte (1783-1824), rebesneta i última descendent directa de Rafael Casanova. Aquesta es casà el 1813 amb Josep Antoni Barraquer i Llauder, però ella morí prematurament el 1824 sense sobreviure cap descendent del matrimoni. Nomenà hereu el seu marit i Josep Antoni Barraquer heretà el patrimoni i els documents dels Bosch, dels Compte, i dels Casanova, inclosa la casa de Sant Boi de Llobregat, raó per la qual la casa on morí Rafael Casanova es conegué a partir d'aleshores com a Can Barraquer.

L'any 2012 la família Barraquer de Sant Boi de Llobregat, els descendents autèntics del darrer conseller en Cap de Barcelona Rafael Casanova, donaren els seus documents a l'Arxiu Nacional de Catalunya.

## Homenatges

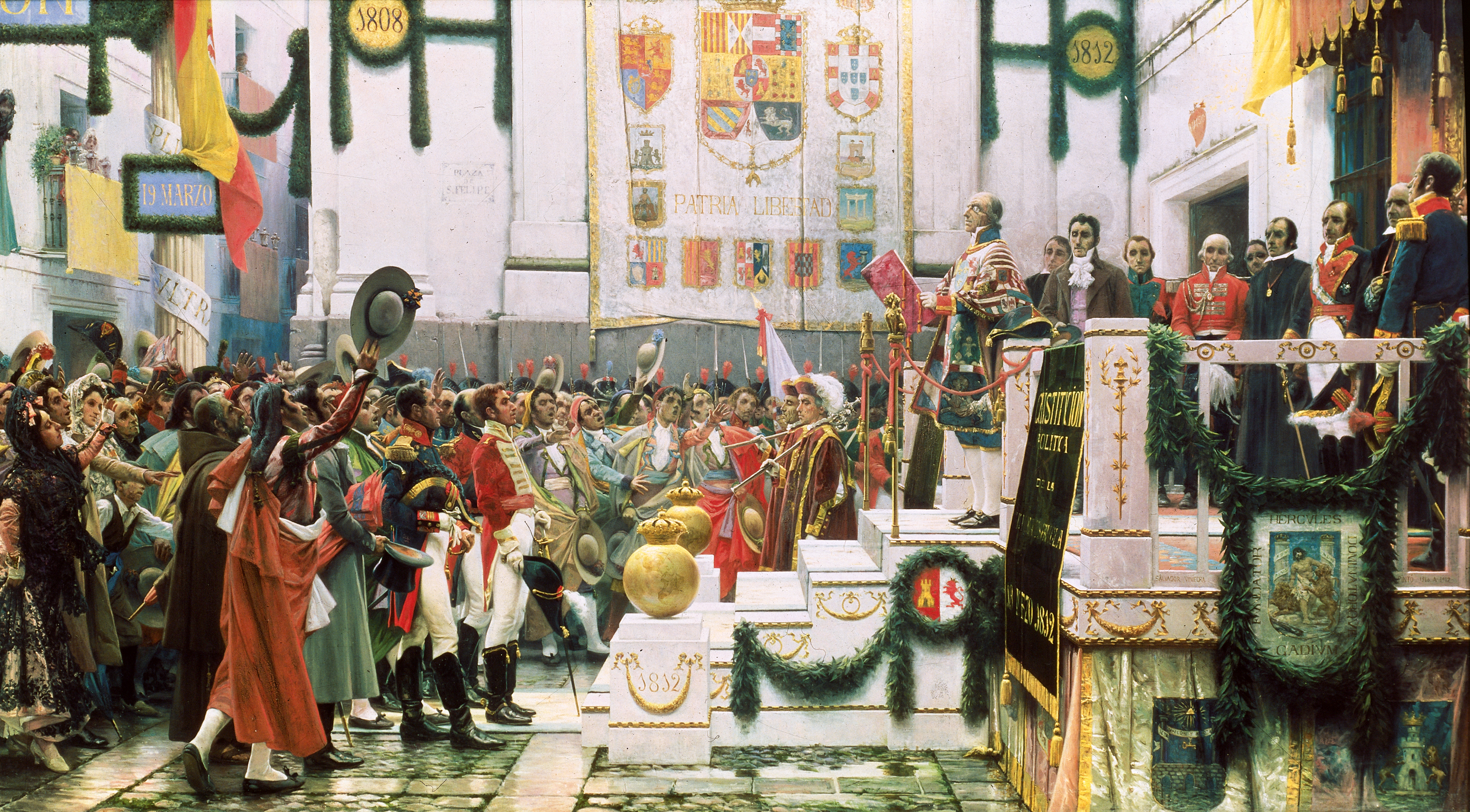
El 1812, amb l'absolutisme borbònic fracassat, els diputats catalans a les corts de Cadis, amb Antoni de Capmany al capdavant, vindicaren les Constitucions catalanes abolides el 1714 per Felip V, 98 anys enrere, i la memòria històrica del conseller en Cap Rafael Casanova.
La incapacitat del liberalisme espanyol per encabir en el naixent regne constitucional d'Espanya les reivindacions de Catalunya donaren carta de naturalesa al carlisme català per la dreta i al republicanisme federal per l'esquerra.

El 1812, un segle després 1714 i davant el fracàs de l'absolutisme borbònic ja en plena descomposició, es convocaren les Corts de Cadis per fundar una monarquia constitucional a Espanya que posés fi definitivament a un segle de tirania absolutista. Fou en aquelles sessions constituents on es produí la primera reivindicació pública de la memòria històrica de Rafael Casanova i de les llibertats constitucionals catalanes. L'evocació la immortalitzà el delegat català Antoni de Capmany amb les següents paraules:
| «                                                                                              | De este modo continuaron en Cataluña hasta principios del siglo XVIII los ayuntamientos de todas las ciudades y villas, siendo su modelo Barcelona, capital y ciudad insigne y corte de los reyes de Aragón, en medio de una monarquía (pero templada por leyes constitucionales) hasta que las armas de Felipe V las hicieron callar. [..] En esta forma popular continuó este cuerpo municipal hasta el año 1714, en que las armas de Felipe V, mas poderosas que las leyes, hicieron callar todas las instituciones libres en Cataluña, y Barcelona recibió un nuevo ayuntamiento baxo la planta aristocrática de las demas ciudades de la corona de Castilla. Y como no es menos famosa para la memoria histórica la época de la creación, que la de la abolición, de tan loables instituciones, ya que ha oido el Congreso los nombres de los primeros concelleres, sírvase oir los de los últimos, en cuyas manos espiró la libertad barcelonesa, que son los siguientes: Rafael Casanova, Ramon Sans, Francisco Vidal, mercader; José Llaurador, escribano, y Geronimo Ferrer, guantero. | » |
| — Diario de las discusiones y actas de las Cortes de Cádiz, Volum 14, p.337, Antoni de Capmany | |   |

En la seva evocació Antoni de Capmany només evità haver de pronunciar un nom: el del conseller segon i mercader Salvador Feliu de la Penya. L'Antic règim absolutista col·lapsà definitivament l'any 1833, quan després d'un segle es posà fi a la fracassada Monarquia Absoluta Borbònica i s'instaurà el regne constitucional d'Espanya. Això no obstant, però, l'establiment d'un estat liberal no suposà la recuperació del sistema constitucional propi dels altres estats de la Corona d'Aragó, sinó que consagraren el regne constitucional d'Espanya com un règim polític únic, uniforme, i centralitzat –excepció feta dels territoris amb drets històrics i règim foral–, un uniformisme i centralisme que eren herència directa de l'antiga Monarquia Absolutista Borbònica i que només reconeixia una única i uniforme nació, la Nació Espanyola.

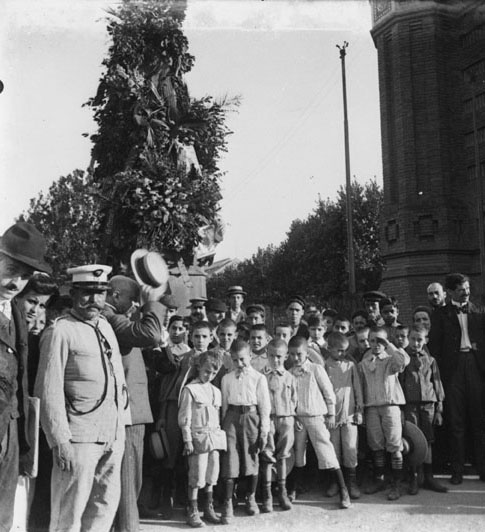
Estàtua de Rafael Casanova en el seu emplaçament primigeni al Saló de Sant Joan al costat de l'arc de triomf, inaugurada el 1888. El 1889 els membres de la conservadora Lliga de Catalunya es concentraren sota l'estatua durant la campanya contra el nou codi civil espanyol que atemptava contra el dret civil català diferenciat.

La incapacitat del naixent regne constitucional d'Espanya per encabir les reivindicacions de Catalunya dins del règim liberal espanyol donaren carta de naturalesa per l'esquerra al republicanisme federal i per la dreta al carlisme català, que durant tot el segle xix abanderaren sublevacions, revoltes i tres guerres civils. El 1863, durant el regnat d'Isabel II d'Espanya, el consistori municipal de Barcelona dedicà a instàncies de Víctor Balaguer un carrer de la nova Eixample de Barcelona a la memòria d'Antoni de Villarroel i un altre a la de Rafael Casanova, el seu darrer conseller en Cap, perquè: 
| « | CASANOVAS (calle de): Llevará este nombre en memoria del último conceller en cap de Barcelona don Rafael de Casanovas ó Casanova. Elegido este ilustre ciudadano en 1713, cuando Barcelona estaba sitiada por las tropas de Felipe V, dio grandes pruebas de valor, de abnegación y de heroísmo. Por duras pruebas y aflictivas circunstancias hubo de pasar entonces la capital del Principado, pero durante el prolongado sitio que sufrió, no se desmintieron un solo instante el celo y la solicitud de este patriota ciudadano. Después de una lucha heroica, sostenida con hazañoso empeño en favor de sus libertades, Barcelona cayó el 11 de septiembre de 1714 legando un memorable ejemplo á las generaciones venideras. El conceller Casanovas estuvo en su puesto de honor y de peligro hasta el último momento. Acudió con la milicia ciudadana á defender la brecha de la Puerta Nueva, y allí cayó gravemente herido, siendo retirado exánime del sitio del combate. Pocas horas después, las tropas del duque de Berwick entraban en Barcelona, convertida en una ciudad de muertos, para rasgar con sus ensangrentadas bayonetas el código inmortal de nuestras seculares libertades. | » |

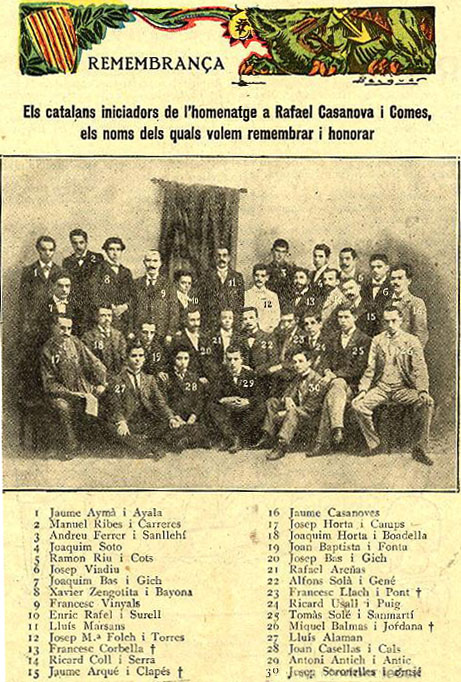
Els trenta catalanistes detinguts per la policia espanyola per homenatjar Rafael Casanova el 1901. Les detencions i els intents de reprimir l'acte tan sols serviren per popularitzar enormement l'acte d'homenatge a Rafael Casanova.

El 1871 l'historiador carlí Mateu Bruguera publicà «Historia del memorable sitio y bloqueo de Barcelona y heroica defensa de los fueros y privilegios de Cataluña de 1713 y 1714», utilitzant els manuscrits inèdits de l'austriacista Francesc de Castellví publicant-se les primeres dades biogràfiques de Rafael Casanova. El 1884, durant la Restauració borbònica, l'Ajuntament de Barcelona inicià l'embelliment del passeig de Sant Joan amb estàtues dedicades a prohoms il·lustres de la història de Catalunya. Les primeres foren dedicades a Guifré el Pilós i Roger de Llúria. El 1886 s'aprovaren les dedicades a Bernat Desclot i a Rafael Casanova, per ser el «darrer conseller en Cap, ferit en el setge d'aquesta ciutat empunyant la bandera de Santa Eulalia en defensa de les Institucions Catalanes». El 1888, coincidint amb la inauguració de l'Exposició Universal, s'instal·là l'estàtua obra de l'escultor Rossend Nobas. El 7 d'abril del 1889, quan encara no havia transcorregut ni un any de la seva inauguració, l'estàtua dedicada a Rafael Casanova es convertí en símbol de la defensa de les Institucions Catalanes quan fou el punt de concentració de la manifestació organitzada en protesta per la promulgació a Madrid de la reforma del codi civil espanyol, que arraconava a la pràctica el dret civil català que havia sobreviscut a la supressió del dret públic català el 1714.
Des del 1891 l'entitat Foment Catalanista, entitat adherida a la Unió Catalanista, s'encarregà d'organitzar la tradicional vetlla necrològica en honor dels màrtirs del 1714 a Barcelona, actes que s'anaren expandint a altres viles i ciutats. L'estructura dels actes de commemoració de l'11 de setembre era similar arreu: misses pels morts, conferències històriques, dissertacions erudites, discursos, càntics, representacions d'obres de teatre que evocaven la guerra dels catalans i lectures literàries de poemes; els textos més llegits eren els d'Aulèstia i Pijoan relatius a la caiguda de Barcelona, així com els de Víctor Balaguer i els de Mateu Bruguera. A partir de l'any 1894, quan finalitzaven les vigiles de l'11 de Setembre, els assistents sortien dels locals catalanistes i en processó anaven fins a l'estàtua en honor de Rafael Casanova per fer-hi acte d'homenatge amb ofrenes florals. Això provocà que les autoritats espanyoles comencessin a seguir de prop les activitats, intentant reprimir tant l'homenatge a Casanova, com la commemoració de l'11 de Setembre, fins al punt que el 1896 fou segrestat el número especial que el periòdic Lo Regionalista dedicava a la diada de l'11 de Setembre.

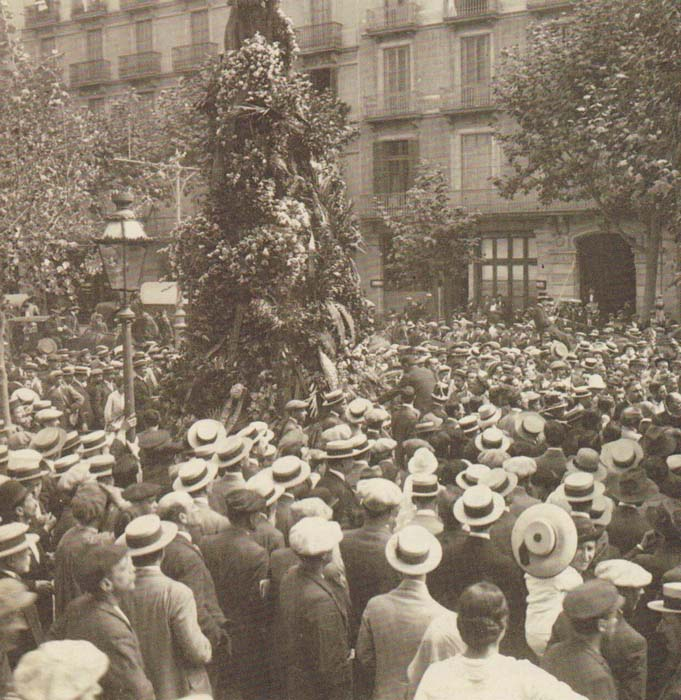
El 1914, durant les commemoració del Bicentenari del 1714, l'estàtua fou traslladada del Passeig de Sant Joan a la Ronda de Sant Pere, la seva ubicació actual. Dos anys després es bastí el sòcol amb la següent inscripció:
«Aquí caigué ferit el Conseller en Cap Don Rafael Casanova defensant les Llibertats de Catalunya. 11 de setembre de 1714»

En la commemoració del 1901 es produïren les primeres detencions. L'acte havia estat convocat per Lluís Marsans i Sola amb les organitzacions Catalunya i Avant, Lo Sometent, Lo Renaixement, Los Montanyenchs, La Falç i Lo Tràngul; després d'oferir una corona de flors es produïren enfrontaments amb els lerrouxistes que volien boicotejar i rebentar l'acte d'homenatge a Rafael Casanova, i finalment la policia empresonà 30 catalanistes, entre ells el futur escriptor Josep Maria Folch i Torres, essent acusats pel governador civil de Barcelona de concentració il·legal. El dia 15 el president de la Unió Manuel Folguera i Duran convocà una manifestació de protesta per les detencions que aplegà unes 12.000 persones; dos dies després els detinguts foren alliberats amb càrrecs. Les detencions de la policia espanyola i els atacs lerrouxistes tan sols contribuïren a popularitzar enormement l'homenatge a Rafael Casanova, convertint un acte que fins aleshores havia estat cultural i elegíac en un acte de reivindicació política catalanista. El 1905 l'historiador Salvador Sanpere i Miquel publicà Fin de la Nación Catalana i aquell mateix any el CADCI i la Lliga Regionalista s'incorporaren a la «Comissió organitzadora de la Diada» exhortant a portar ofrenes florals i endolar els balcons. El governador civil ho prohibí i posà multes als organitzadors. Aquell mateix any 1905 el govern espanyol aprovà la Llei de jurisdiccions que provocaria la formació de la Solidaritat Catalana.
Essent l'11 de setembre un jornada laborable diverses entitats catalanistes realitzaven les seves ofrenes florals durant la nit o a primera hora del matí; els tributs florals eren cremats o vandalitzats pels lerrouxistes i a partir del 1908 s'organitzaren piquets de vigilància per protegir les ofrenes a Casanova. El 1912 Josep Rafael Carreras i Bulbena publicà la primera biografia de Rafael Casanova on donà a conèixer on era la seva tomba. L'any següent 1913 se celebrà la primera trobada a la tomba de Rafael Casanova a Sant Boi de Llobregat i aquell mateix any el consistori municipal de Barcelona participà, per primera vegada i de manera institucional, en l'acte d'homenatge al seu darrer conseller en Cap. El 1914, amb motiu del bicentenari del 1714, l'Ajuntament de Barcelona aprovà el trasllat de l'estàtua des del Passeig de Sant a la Ronda de Sant Pere —la ubicació actual—, prop del lloc on caigué ferit quan comandava el contraatac de la Coronela de Barcelona durant l'11 de setembre de 1714; aquell mateix any es creà la Mancomunitat de Catalunya, primera institució d'autogovern de Catalunya dos-cents anys després de l'abolició de Felip V. Dos anys després, el 1916, s'inaugurà el sòcol amb relleus de l'escultor Josep Llimona i Bruguera i un pedestal d'Alexandre Soler i March amb la inscripció «Aquí caigué ferit el Conseller en Cap Don Rafael Casanova defensant les Llibertats de Catalunya. 11 de setembre de 1714».

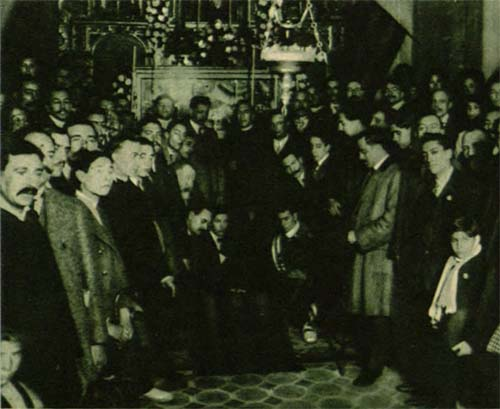
Des del 1913, any en què es descobrí on eren les seves despulles, també es reten honors davant la seva tomba a Sant Boi de Llobregat.

La vigilia de la Diada —10 de setembre— de 1922 es col·locà a la seva tomba de Sant Boi de Llobregat una llosa de marbre d'estil noucentista obra de Ramon Sunyer Clarà i Salvador Martorell Oller amb la inscripció «Vas que conté les restes del doctor en dret don Rafael Casanova Conseller que fou de la ciutat de Barcelona + 1743 + ». La diada de 1923 fou una gran celebració de masses amb més de mil ofrenes florals a Rafael Casanova i actes arreu de Catalunya. Altrament les manifestacions provocaren 17 ferits, cinc policies i dotze manifestants, i diverses detencions; dos dies després, el 13 de setembre de 1923, el general Miguel Primo de Rivera donà un cop d'estat. Suspengué la constitució espanyola de 1876, prohibí la llibertat de premsa, dissolgué el govern espanyol i implantà un règim dictatorial dirigit per un Directori Militar. L'any següent, el 8 de setembre de 1924, i davant la proximitat de l'11 de Setembre, el governador civil de Barcelona general Carlos Losada prohibí qualsevol acte d'homenatge a Rafael Casanova mitjançant el següent decret:
| «                                                                                | · Primero. Queda terminantemente prohibida en esta capital y provincia toda conmemoración de la fecha del 11 de septiembre. · Segundo. Queda prohibida asimismo la colocación de coronas, ramos y flores o cualquiera ofrenda en la estatua de Casanova. · Tercero. Todo comercio que no tenga abiertas sus puertas en el expresado día durante las horas de la jornada ordinaria será castigado con la multa de 1.000 pesetas. | » |
| — General Carlos Losada, Gobernador Civil de Barcelona, 8 de septiembre de 1924. | |   |

L'any següent, 1925, la dictadura militar abolí la Mancomunitat de Catalunya i durant els següents cinc anys la commemoració de l'11 de Setembre i l'homenatge a Rafael Casanova foren prohibits. Després de la mort del dictador el 1930 el règim militar començà a permetre la commemoració novament quan el governador civil de Barcelona autoritzà les ofrenes florals a Rafael Casanova, tot i que prohibí qualsevol tipus de manifestació. Després de la proclamació de la Segona República Espanyola i la instauració de la Generalitat de Catalunya com a institució d'autogovern es reprengueren plenament els actes d'homenatge en la seva memòria tant davant l'estàtua com en la seva tomba a Sant Boi de Llobregat.
El 1936 l'exèrcit espanyol es sublevà provocant l'esclat de la Guerra Civil. L'organització independentista Estat Català alçà la Centuria Rafael Casanova que prengué part en el Desembarcament de Mallorca al mateix temps que durant l'11 de setembre d'aquell any les milícies antifeixistes desfilaren davant del monument a Casanova. La figura de Rafael Casanova com a exemple del ciutadà compromès en la lluita contra la tirania —absolutista el 1714, feixista el 1936— fou àmpliament reivindicada durant el conflicte. Acabada la guerra novament la dictadura militar del general Franco prohibí la commemoració de l'11 de Setembre i els homenatges a Rafael Casanova, ordenant el 1939 que l'estàtua fos retirada i destruïda definitivament, per bé que quedà emmagatzemada en un dipòsit municipal de Barcelona. El 1964 la policia secreta franquista tingué confidència que es preparava un homenatge a Rafael Casanova amb motiu del 250 aniversari del 1714, ordenant-se que s'acordonés la zona on antigament s'havia alçat la seva estàtua. També amb motiu del 250 aniversari del 1714 Santiago Albertí i Gubern publicà l'obra L'Onze de Setembre.
El gener del 1975 la conservadora del Museu d'Art de Catalunya donà a conèixer on es trobaven tant l'estàtua de Rafael Casanova com el sòcol. Mort el dictador Francisco Franco, l'any següent 1976 el règim començà a tolerar novament la commemoració de l'11 de Setembre però prohibint cap manifestació a Barcelona; aleshores l'Assemblea de Catalunya convocà l'acte massiu a Sant Boi de Llobregat per ser la vila on estava la tomba de Rafael Casanova. Iniciada la restitució de la democràcia l'alcalde Barcelona Josep Maria Socías i Humbert inicià els tràmits per a la restitució del monument i el 27 de maig de 1977 s'alçà novament l'estàtua en honor seu.
La commemoració de l'11 de Setembre fou declarada oficialment com a Diada Nacional de Catalunya per la primera llei que aprovà el Parlament de Catalunya recuperada la democràcia. L'ofrena floral davant l'estàtua a Rafael Casanova ha assolit un notable valor simbòlic i polític en defensa de les Institucions Catalanes d'autogovern. Així mateix també se li reten honors a la seva tomba a Sant Boi de Llobregat on el 1993, amb motiu del 250 aniversari de la seva mort, es bastí una placa commemorativa. La seva casa natal a Moià fou convertida en la Casa Museu Rafael Casanova i declarada edifici d'interès històric, mentre la casa on morí a Sant Boi de Llobregat també fou convertida en museu allotjant una exposició permanent sobre la seva vida.

## Falsos mites

### Destrucció de la memòria històrica

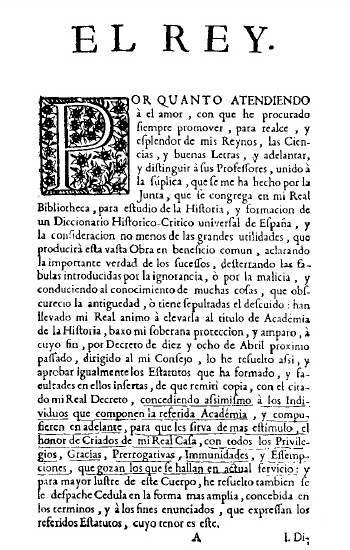
Reial Cèdula del 17 de juny de 1738, per la qual s'aprovaren els primers estatuts de la Reial Acadèmia de la Història.

El 1713 Manuel de Ferrer i Sitges afirmà en el seu patriòtic discurs que «Recordar ab breus veus, a la memòria, les hassanyes de nostra nació és com quasi numerar les arenes del mar». Però a finals d'aquell 1713 l'opúscle Despertador de Catalunya ja alertava que «teniu per més cert que lo orgull de nostres Enemichs, veentse victoriosos, ab las cendras de Barcelona, borraràn de tots los Anals las gloriosas memorias de las heroicitats Cathalanas». Efectivament, el 1715, durant les reunions del Consell de Castella per elaborar el Decret de Nova Planta, els ministres Francisco de León y Luna, Luis de Ulloa, Andrés González de Barcia i Apostol Andres de Cañas proposaren que de la Reial Audiència de Catalunya no se n'havia de conservar ni el nom, per esborrar de la memòria històrica totes les institucions catalanes: «borrándoles de la memoria, a los Catalanes, todo aquello que pueda conformarse con sus antiguas abolidas constituciones, ussáticos, fueros y costumbres, sino ceden en beneficio de V. Mg., porque de otra forma se seguirà que se les irrite el ánimo siempre que les acuerden el nombre de sus primitivas libertades, viendo que la Audiencia Real sueno lo mismo que antes, y executa lo contrario, y les quede un fomento de quejas y fingidos agravios, por lo cual aún parece conveniente que ni el nombre se conserve». Finalment però, el Consell de Castella seguí el criteri del botifler Francesc Ametller i resolgué mantenir-li el nom però donar-li una «nova planta» —nova estructura— a la Reial Audiència de Catalunya.
Això no obstant el Consell de Castella dictaminà que no havia de quedar memòria històrica de l'austriacisme eliminant tot registre del «gobierno intruso» entre el 1705 i el 1714 ordenant al capità general de Catalunya Príncipe Pío que cremés tots els títols, privilegis, lleis i resolucions aprovats per Carles d'Àustria: «resolvió el Rey se ordene al Príncipe Pío haga que todos estos Instrumentos se quemen» perquè «conviene no quede memoria de tal cosa». El 1716, cremada o requisada tota la documentació que hi havia a Barcelona, el capità general ordenà que s'anés vila per vila de Catalunya i s'hi arrenquessin tots els actes i registres entre el 1705 i el 1714, i que si no es podien arrencar els fulls «les haran borrar, de forma que no se pueda leer nada de lo escrito». Així mateix ordenà que fossin cremats el «sifin de Papeles sediciosos, Libelos infamatorios, Canciones, Alegatos Jurídicos, Poesías, Narraciones Históricas, baxo varios renombres, indignos de tolerarse» i, finalment, i tal com havia predit el Despertador de Catalunya el 1713, els borbònics també ordenaren cremar «unos Anales de Cathaluña, su Autor el Dr. Narciso Feliu, cuya Obra distribuida en tres volúmenes, en mucha parte contienen materia muy maliciosa, sediciosa, y perjudicial al Estado».
Malgrat això però, el 1734 esclatà una crisi internacional que tornà a plantejar el «Cas dels catalans» i es publicaren obres com Via fora els adormits. En ser informat, el president del Consell de Castella alertà «que el fin de este papel se reduce à quere resucitar las antiguas memorias de los Cathalanes», concloent que «Lo que conviene al servicio de S.M. y al verdadero bien de aquellos Naturales ès procurar se olvide todo lo que fueron, y que aquel Gobierno se uniforme en quanto fuere possible à el de todas las Provincias de S.M.». Això no obstant el 1735 el capità general de Catalunya advertí al Consell de Castella que «faltaria a mi obligación si no diera parte a V.E. de las voces que corren en este pays, cuyos naturales no han perdido la memoria, ni la esperanza, de sus antiguos privilegios, que para conseguirlos son capaces de intentar quasi lo imposible».
Tres anys després, el 1738, Felip V promulgà el decret de creació de la Real Academia de la Historia, l'objectiu de la qual era «declarar la importante verdad de los sucesos, desterrando las fábulas introducidas por la ignorancia, o por la malicia», que durant tot un segle va escriure la història oficial d'Espanya segons la versió borbònica. Caigut el règim absolutista, a principis del segle xix es pogueren iniciar els primers estudis sobre el conflicte dinàstic per bé que, com assenyala l'historiador Joaquim Albareda i Salvadó, no va ser fins després de la dictadura franquista a partir dels anys 80 del segle xx quan, gràcies al descobriment de desenes de documents conservats als arxius d'Europa, es va poder recuperar la memòria històrica de la Guerra de Successió Espanyola i aquesta s'ha pogut estudiar, i divulgar, amb rigor acadèmic. Respecte a Rafael Casanova, el primer pas per recuperar la seva memòria històrica tingué lloc el 1812 a les Corts de Cadis amb l'evocació que en feu Antoni de Capmany. Però durant el procés de recuperació anaren sorgint falsos mites que, tot i quedar posteriorment desacreditats històricament, han esdevingut recurrents fins ben entrat el segle xxi.

### Fals mite de la data de mort

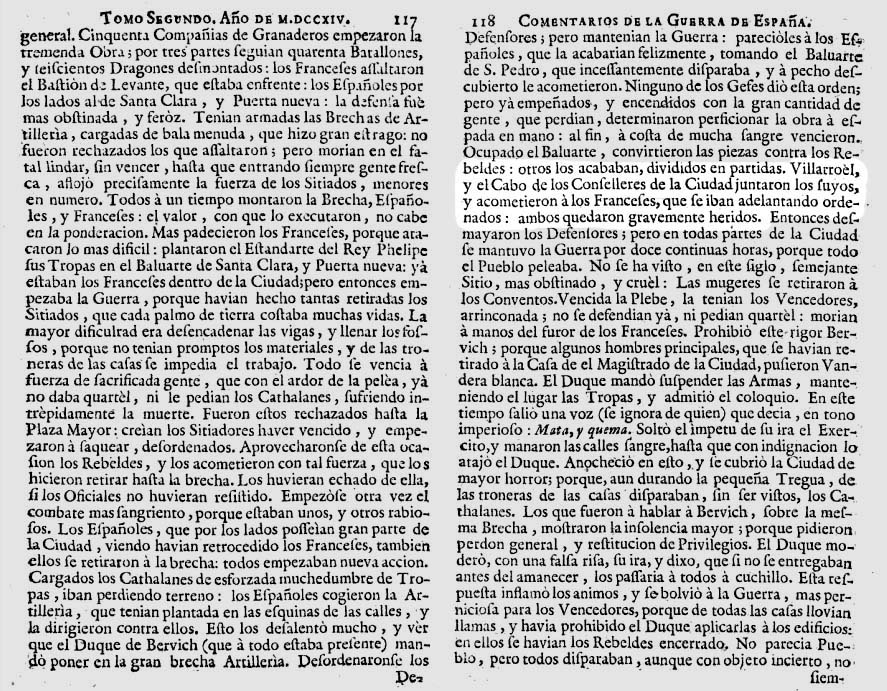
«Comentarios de la Guerra de España» (1725)
Mentre els historiadors espanyols com el marquès de San Felipe publicaren que «Villarroel y el Cabo de los Conselleres de la Ciudad [..] quedaron gravemente heridos».

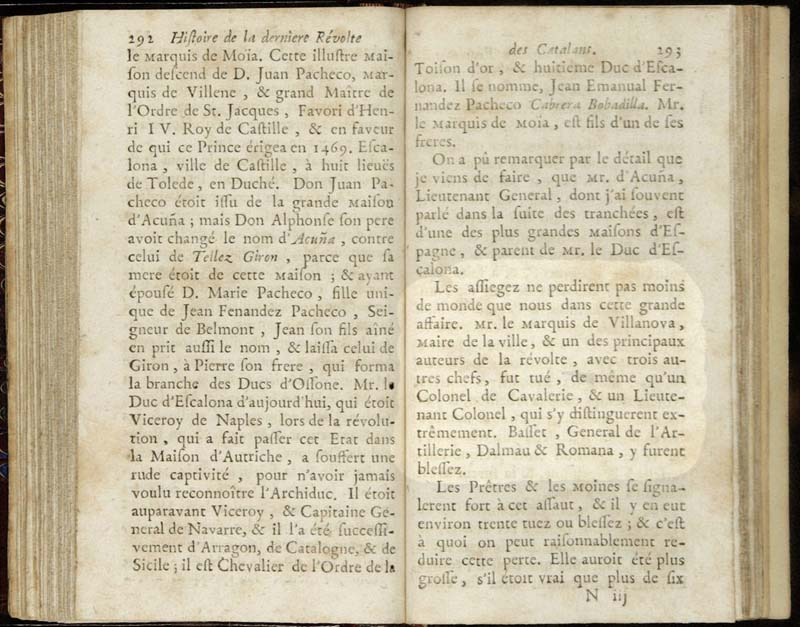
Els historiadors francesos publicaren, erròniament, a «Histoire de la derniere revolte des catalans» (1714) que l'alcalde de Barcelona era el «marques de Villanova» i que «fut tué» —fou mort— durant l'assalt.

El primer fals mite aparegué el 1865 just als inicis de la investigació històrica sobre la seva biografia. El 1860 l'historiador liberal i maçó Víctor Balaguer havia escrit en castellà la primera història de Catalunya de l'edat contemporània: Historia de Cataluña y de la Corona de Aragón. Respecte a la Guerra de Successió Balaguer va seguir als historiadors espanyols com el marquès de San Felipe, qui havia publicat el 1725 que «Villarroel y el Cabo de los Conselleres de la Ciudad [..] quedaron gravemente heridos».
Però als Jocs Florals del 1865 el capellà i historiador carlista Mateu Bruguera va dotar personalment un premi extraordinari per a qui fes una poesia dedicada a la «Mort heroica del conseller en cap Rafael de Casanova»; el guanyador del premi fou un jove Jacint Verdaguer amb la poesia A la mort d'en Rafael de Casanova. Això provocà la indignació de Víctor Balaguer, qui va publicar al diari El Telégrafo les dades que tenia sobre la biografia de Rafael Casanova i que no havia mort durant el setge car «cuantos historiadores hemos tenido ocasión de leer, dicen que Casanovas ó Casanova fué herido de gravedad», afegint que creia que després havia estat desterrat però que «no obstante, si el señor Bruguera, o cualquier otro, tienen documentos en que apoyar la muerte del conceller, líbrelos a la publicidad. La historia se lo agradecerá y nosotros los primeros rectificaremos nuestro juicio fundado en datos que hemos de creer exactos mientras no sean refutados». Això desfermà una agra polèmica entre ambdós historiadors catalans.
El capellà Bruguera, que aquell any 1865 ja estava preparant la seva obra Historia del memorable sitio de Barcelona, respongué indignat afirmant que el cognom correcte era «Casanova» —i no «Casanovas» acabat amb «-s» com deia Balaguer—, afegint que un historiador francès havia publicat el 1714 a «Histoire de la derniere revolte des catalans» que l'alcalde de Barcelona «fut tué» —fou mort— durant l'assalt: «el autor de la historia de la Ultima revolución de los catalanes impresa en París a últimos de 1714, dedicada al mariscal duque de Berwick, en la pág. 293, dice que el conceller en cap murió en el aslato».
Per embolicar encara més la polèmica aparegeren uns suposats descendents de Rafael Casanova que, sense aportar cap document, es posaren en contacte amb Víctor Balaguer assegurant-li que aquell no havia mort. Així Balaguer, cada cop més irritat, respongué al capellà Bruguera reconeixent el seu error en el tema del cognom «por la ridícula cuestion de una s no vale la pena que nos ocupemos mas». Però afegia després que «domiciliada se halla en Barcelona la distinguida familia descendiente del ilustre conceller que nos ocupa. Creemos saber que en esta familia existe la tradición de que su preclaro ascendiente fue herido de gravedad en la brecha y trasladado al hospital de sangre, donde se le creyó y dió por muerto, pero sin que tal sucediera, pues llegó a restablecerse de sus graves heridas. Tal es el recuerdo que existe en la familia mencionada». Amb tot, Víctor Balaguer concloïa que «conste que el señor Bruguera no ha presentado ningun documento para probar que el conceller murió en el asalto. Solo aduce el testimonio de un autor extranjero al cual contradicen la tradición de familia y los historiadores del pais».
Constestà mossèn Bruguera reciminant el «lenguaje poco digno y decoroso que usa el señor Balaguer» i recordant que «el último conceller en cap de Barcelona se llamaba Mr. Rafael Casanova, como probé con datos irrecusable en mi remitido de 30 de mayo, y en cuanto a su muerte cité a un historiador y la página en la cual la consignaba». Replicà novament Balaguer adduint que «las palabras con que comienza su último remitido el capellán señor Bruguera nos obligan a contestarle» asseverant que «murió, dice el señor Bruguera, y en apoyo de su aserto cita sólo la autoridad de un historiador extranjero, que ha cometido grandes yerros y grandes inexactitudes» referint-se als molts errors històrics que hi ha en l'obra francesa, ja que afirma que el conseller en cap de Barcelona que morí l'11 de setembre s'anomenava «Marqués de Villanova». Donat que la font utilitzada pel capellà Mateu Bruguera era tan poc creïble, Víctor Balaguer acabà sentenciant que «entre los datos aducios por nosotros, y el único que aduce el señor Bruguera, el público juzgará». La polèmica quedà així sense resoldre però el capellà Mateu Bruguera quedà en dubte —i desacreditat—, havent patrocinat una poesia escrita Jacint Verdaguer sobre la mort de Rafael Casanova l'11 de setembre fiant-se únicament d'un historiador borbònic francès, i anònim, l'obra del qual presentava múltiples errors.

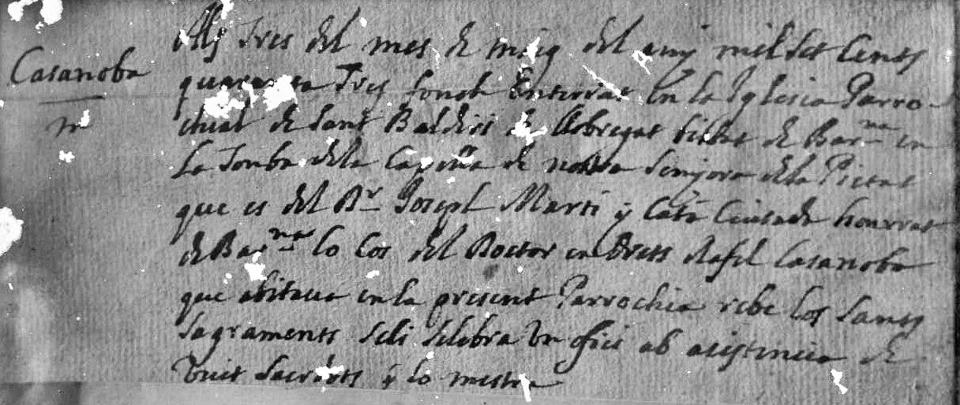
Registre del sepeli —enterrament— de Rafael Casanova i Comes el 3 de maig de 1743 a l'església de Sant Baldiri de Sant Boi de Llobregat:
«Casanoba / Als tres del mes de maig de l'any mil set Cents quaranta tres fonch Enterrat en la Iglesia Parrochial de Sant Baldiri del Llobregat bisbat de Bar[celo]na, en la tomba de la Capella de nostra Senyora de la Pietat que es del Dr. Joseph Martí y Catá Ciutada honrat de Bar[celon]na, lo Cos del Doctor en Drets Rafel Casanoba, que abitaba enla present Parrochia, rebe los Sants Sagraments seli selebra un ofici ab asistencia de vuit Sacerdots e lo mestra». [Segueix detall de despeses de l'ofici]

Sis anys després, el 1871, mossèn Bruguera publicà finalment la seva obra Historia del memorable sitio de Barcelona, i en ella aportà el que semblava una nova prova sobre la mort de Rafael Casanova l'11 de setembre durant l'assalt borbònic. Ja no es tractava de donar més credibilitat al que deien els historiadors espanyols, o al que deia un historiador francès anònim, sinó que es tractava d'una prova directa dels fets. Segons Mateu Bruguera al registre d'òbits —defuncions— de l'hospital de la Santa Creu hi havia registrada l'11 de setembre de 1714 la mort de Rafael Casanova: «En el Hospital general de la Sta. Cruz libro de entradas 11 setiembre 1714 se halla anotada la muerte de Rafael Casanova».
La polèmica provocada per les discrepàncies entre els historiadors espanyols i francesos del segle xviii no es va poder resoldre definitivament fins a l'any 1912. Va ser un historiador català, Josep Rafael Carreras i Bulbena, qui ho resolgué en publicar aquell 1912 la primera biografia sobre Rafael Casanova basada en documents històrics, contrastats, en la seva obra «Estudis biográfichs i crítichs de catalans ilustres, volum II: Antoni de Villarroel, Rafel Casanova i Sebastià de Dalmau, heròichs defensors de Barcelona en lo siti de 1713-14».
Sobre la data i el lloc de la mort l'historiador català descobrí el registre del sepeli —enterrament— de Rafael Casanova el 3 de maig de 1743 a l'església de Sant Baldiri de Sant Boi de Llobregat. Aquesta data quedava contrastada per un altre document del 25 de maig de 1743 on el seu fill, Rafael Casanova i Bosch, aixecava inventari complet dels béns del seu difunt pare, quedant registrat en els protocols del notari barceloní Josep Francesc Fontana: «Memorial de tots los mobles que se han trobat existents en la casa de Sanboy de Llobregat (que fou antes de Pau Bosch) después de la mort del Dr. Rafel Casanova y Comas, la qual fou als 2 de maig de 1743». En descobrir-se finalment on era la seva tomba, l'any següent 1913 se li pogueren retre honors a l'església de Sant Baldiri de Sant Boi de Llobregat i el 1922 s'hi col·locà una llosa de marbre amb la inscripció «Vas que conté les restes del doctor en dret don Rafael Casanova, Conseller que fou de la ciutat de Barcelona + 1743 +»

### Fals mite de la fugida, ocultació i perdó
Però si Josep Rafael Carreras i Bulbena havia aclarit el primer fals mite provocat per les discrepàncies entre els historiadors espanyols i francesos del segle xviii, fou ell mateix qui provocà l'aparició del segon fals mite en creure versemblant que el registre d'òbits —defuncions— de l'hospital de la Santa Creu es referia al conseller en Cap Rafael Casanova. L'apunt de l'hospital diu: «Rafel Casanovas, casat ab Esperança, fill de Rafel, i n[atura]l de Vilafranca de Panadés / Obit dia 18 de s[etem]bre 1714». El segon document que utilitzà fou un registre del plet del 1719 on Rafael Casanova defensava la seva cunyada, la manresana Maria Teresa Sala i Calvó, vídua del seu difunt germà Francesc Casanova i Comes mort el 1717. Per explicar el buit documental entre 1714 i 1719 l'historiador Josep Rafael Carreras i Bulbena va establir la hipòtesi que «per evitar la persecució se'l feu passar per mort, i així figura en el llibre d'entrades de l'Hospital General de la Santa Creu, data d'11 de Setembre». Després hauria estat traslladat a Sant Boi de Llobregat «amb tot secret des de Barcelona, tan aviat com la seva ferida ho permeté», i finalment «cap a l'any 1719 degué recaure alguna providència, que no hem pogut trobar, a favor de Rafael Casanova i Comes» perquè aquell any «se'l veu exercir ja d'advocat a Barcelona».

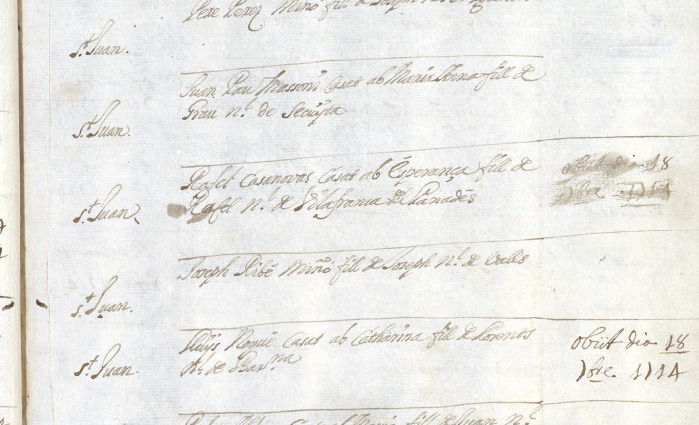
Registre de paisans ingressats l'11 de setembre de 1714 a l'Hospital de la Santa Creu. Entre els ingressats hi figura un Rafel Casanovas i la data d'òbit —mort— el 18 de setembre de 1714.
«Rafel Casanovas, casat ab Esperança, fill de Rafel, i n[atura]l de Vilafranca de Panadés / Obit dia 18 de s[etem]bre 1714»

La següent biografia sobre Rafael Casanova no es va poder publicar fins al 1931, un cop aixecada la prohibició de commemorar l'11 de setembre per la dictadura militar del general Primo de Rivera (1923-1930). La va publicar l'historiador Josep Maria Casassas Cantó amb el títol Rafael Casanova: Notícia biogràfica. L'obra no aportava cap novetat però establí com un fet veritable la hipòtesi que havia plantejat Carrerasa Bulbena el 1912. El 1939 però, novament una dictadura militar, la del general Francisco Franco, paralitzà altra vegada qualsevol estudi biogràfic sobre Rafael Casanova. La dictadura militar intentà altra vegada eliminar la memòria històrica de Rafael Casanova ordenant retirar la seva estàtua i que fos destruïda. L'any 1973, a les acaballes de la dictadura franquista (1939-1975), l'historiador Joan Mercader i Riba redactà per a l'Enciclopèdia Catalana l'entrada biogràfica sobre Rafael Casanova on es limità a repetir allò publicat el 1912 per Carreras Bulbena: «Temorosos de la repressió filipista, alguns familiars i amics seus decidiren fer-lo passar per mort. Més tard fou dut en secret a la casa del seu difunt sogre, heretada pel seu fill Rafael. El 1719, aprofitant probablement una amnistia, reaparegué en públic i fins i tot tornà a exercir d'advocat a Barcelona». Amb l'entrada de l'Enciclopèdia Catalana del 1973 el segon fals mite quedà generalment acceptat com un fet verídic.
No va ser fins al 1996 quan, a redós de les commemoracions pels 20 anys de la Diada de l'11 de setembre del 1976, l'historiador de Sant Boi de Llobregat Carles Serret i Bernús publicà l'obra biogràfica de referència: Rafael Casanova i Comes, conseller en Cap. En aquesta obra Serret desmuntà la hipòtesi sobre l'ocultació a Sant Boi de Llobregat fins al 1719 assenyalant que Rafael Casanova, com els altres 1.100 «caudillos de la rebelión» havia estat castigat —no amb la presó—, sinó amb l'expropiació perpètua de les seves propietats. Que Sant Boi de Llobregat, aleshores una petita població, havia estat ocupada per l'exèrcit borbònic des de l'agost del 1713. Així mateix assenyalà que als registres de la comunitat de preveres de Moià hi ha les factures pels serveis de Rafael Casanova ja des de principis del 1715, fet que demostrava que pocs mesos després de la caiguda de la ciutat ja havia tornat a exercir la seva professió com la resta de barcelonins. Finalment l'albarà d'entrega dels seu títol de Ciutadà Honrat el 1716 a la Reial Audiència demostrava que no tenia cap fonament la hipòtesi que d'haver-se ocultat fins al 1719, i menys encara a la masia de Can Bosch a Sant Boi de Llobregat, que havia estat segrestada i ocupada per l'exèrcit borbònic ja des del 3 de desembre de 1713 —4 dies després d'ésser escollit conseller en Cap de Barcelona.
Si des del 1996 se sabia que la suposada fugida de Barcelona i ocultació a Sant Boi era un fals mite, quedava per explicar el registre d'òbits —defuncions— de l'hospital de la Santa Creu citat per primera vegada el 1871 per mossèn Mateu Bruguera i donat per versemblant el 1912 per Carreras Bulbena. L'any 2012 la historiadora de la Biblioteca de Catalunya —la biblioteca on es guarden els registres de l'Hospital de la Santa Creu—, Marga Losantos Viñolas (L'enigma de Rafael Casanova i l'Hospital de la Santa Creu, 2012) ja va advertir que, si la voluntat dels amics i familiars era fer-lo passar per mort, no tenia cap senderi que donessin unes dades errònies sobre el conseller, ja que ni el seu cognom era Casanovas —amb «s»—, sinó Casanova, ni havia nascut a Vilafranca del Penedès sinó a Moià, ni estava casat amb una tal Esperança sinó que era vidu, ni havia estat ingressat a l'hospital de la Santa Creu sinó a l'improvisat hospital de sang instal·lat al col·legi de la Mercè.
Davant aquests fets la historiadora concloïa que allò més plausible era «que en aquells dies que van entrar tants ferits a l'Hospital, va entrar una altra persona amb un nom molt similar al seu». Va ser finalment el 2014 quan l'eminent historiador Albert Garcia Espuche (Una societat assetjada. Barcelona 1713-1714) va resoldre definitivament el segon fals mite en identificar el veritable protagonista del registre de defuncions de l'hospital de la Santa Creu: l'apunt no es referia a la mort de Rafael Casanova com havia considerat mossèn Mateu Bruguera el 1871, ni tampoc responia a un intent de fer-lo passar per mort com havia considerat Carreras Bulbena el 1912, sinó que —efectivament— registrava l'ingrés a l'hospital de Rafael Casanovas —amb «s»—, un jove sastre barceloní que havia nascut, tal com detalla el registre, a Vilafranca del Penedès, que era fill d'un Rafael, el blanquer Rafael Casanovas, i que estava casat amb una Esperança tal com detalla el registre de matrimonis de l'església del Pi de Barcelona, Esperança Clerch. El conseller en Cap de Barcelona Rafael Casanova i Comes, vidu i nascut a Moià, ni va simular la seva mort, ni va fugir de Barcelona, ni va ocultar-se a Sant Boi fins al 1719.

### Fals mite del darrer pregó

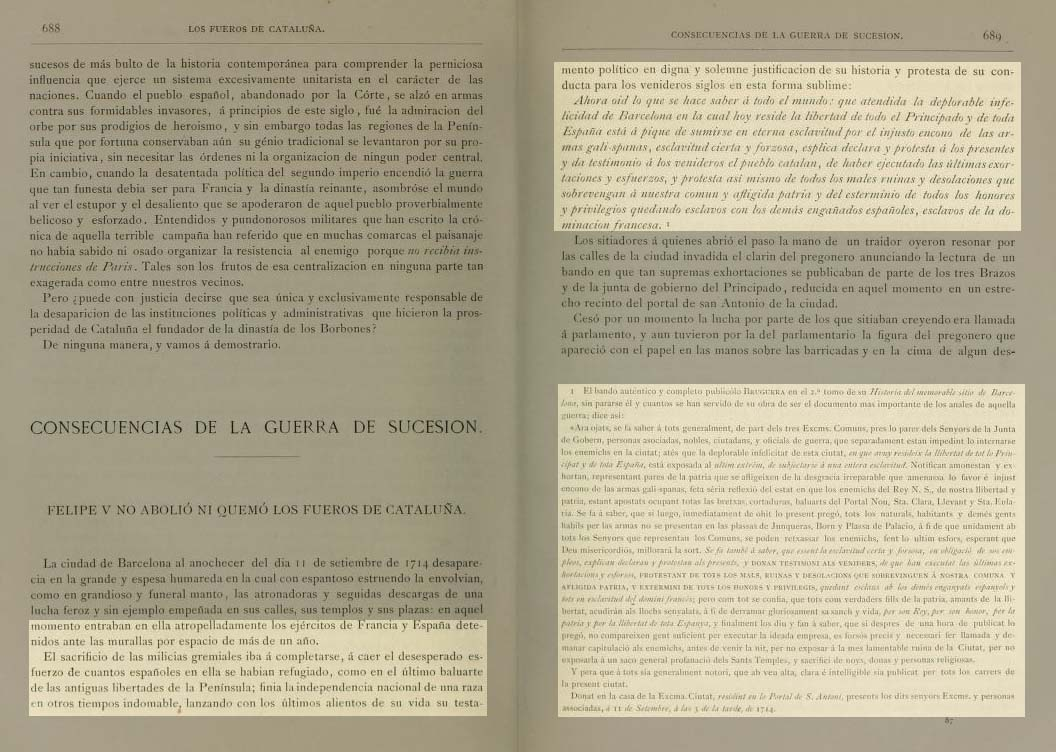
Extracte de Los Fueros de Cataluña (1878), dels catalanistes Josep Coroleu i Inglada i Josep Pella i Forgas que reprodueix el pregó del Tres Comuns de Catalunya. Durant tot un segle —fins al 2010— el catalanisme polític batallaria per restaurar l'Espanya anterior a la Monarquia Absoluta Borbònica d'arrel francesa, uniforme, unitària i centralista.

El tercer fals mite sobre Rafael Casanova no fou fruit, com els anteriors, de la destrucció de la memòria històrica provocada per un segle d'absolutisme borbònic, i els estudis històrics posteriors per a recuperar-la, sinó que, segons assenyala l'historiador Carles Serret i Bernús, aquest fals mite va ser creat amb intencionalitat política durant la dictadura militar del general Primo de Rivera (1923-1930). La dictadura encetà una política dirigida a espanyolitzar Catalunya destruint tots els símbols catalanistes: ordenà la demolició de les Quatre Columnes Catalanes, desterrà els Jocs Florals de la llengua catalana, abolí la Mancomunitat de Catalunya, prohibí tant la commemoració de l'11 de Setembre com l'homenatge a Rafael Casanova i, a fi de tergiversar el seu simbolisme, se'l va intentar presentar com un heroi espanyolista que lluitava per la unitat d'Espanya atribuint-li l'autoria del pregó que a les 3 de la tarda de l'11 de setembre de 1714 van redactar els Tres Comuns de Catalunya.
L'any 2012 el periodista José Javier Esparza (Héroes españoles de la A a la Z, Madrid, 2012), vinculat al PP i a la Fundación para la Defensa de la Nación Española, recuperà aquest argumentari i reivindicà que «Rafael Casanova fue un valeroso español que merece un puesto destacado en la Historia de España» situant-lo entre els 48 grans herois de la «gesta española». El periodista no dubta a destacar l'heroisme de Rafael Casanova, «un burgués de Barcelona que en un momento muy difícil fue puesto al frente de una ciudad. En ese puesto peleó por lo que él creía ser la verdadera España: la corona austriaca, con sus fueros y sus leyes tradicionales, como era costumbre en la nación española. Peleó en nombre de esa España y lo hizo con un valor y una determinación a los que no le obligaban ni su estatuto, ni su profesión, ni su temperamento, pero sí lo que él creyó su deber», refermant aquesta vinculació en atribuir-li l'autoria del pregó que a les 3 de la tarda de l'11 de setembre de 1714 van redactar els Tres Comuns de Catalunya.
Tot i això, Rafael Casanova havia caigut en combat hores abans i tal com el mateix pregó deixa explicitat, aquest va ser redactat en la conferència tinguda pels Tres Comuns de Catalunya al Portal de Sant Antoni a les 3 de la tarda, essent els seus redactors els següents:
- Pels «Tres Comuns de Catalunya»:
  - De la Diputació del General de Catalunya: Francesc de Perpinyà, Antoni Grases, i Tomàs Antich
  - Dels Consellers de Barcelona: Salvador Feliu de la Penya, Francesc Anton Vidal, Josep Llaurador i Jeroni Ferrer
  - Del Braç militar de Catalunya: Francesc de Sayol i Quarteroni

- Per la «Junta [24a] de Govern» i persones associades: el comte de Rodonyà, Cristòfor Lledó, Francesc Mascaró, Joan Llinàs, Josep Durán i Francesc Monnar
- Nobles i oficials de guerra: vescomte d'Oliver, Fèlix Nicolau de Monjo i Corbera, Antoni Solà, i Francesc de Castellví i Obando

| « | Ara ojats, se fa saber á tots generalment, de part dels Tres Excelentísims Comuns, pres lo parer dels Senyors de la Junta de Gobern, persones associades, nobles, ciutadans y oficials de guerra, que separadament estan impedint lo internarse los enemichs en la ciutat; atés que la deplorable infelicitat de esta ciutat, en que avuy resideix la llibertat de tot lo Principat y de tot Espanya, está exposada al ultim extrem de sujetarse á una entera esclavitud. Notifican, amonestan y exhortan, representant a Pares de la Pàtria que se afligeixen de la desgracia irreparable que amenassa lo favor e injust encono de las armas galispanas, feta séria reflexió de l'estat en que los enemichs del Rey Nostre Senyor, de nostra Llibertat y Patria, estant apostats ocupant totas las bretxas, cortaduras, baluarts del Portal Nou, Santa Clara, Llevant y Santa Eulàlia. Se fa saber, que si luego, immediatament de ohit lo present pregó, tots los naturals, habitants y demés gents habils per las armas no se presentan a las plassas de Junqueras, Born y Plassa de Palacio, a fi de que unidamente ab tots los senyors que representan los Comuns, se poden retxassar los enemichs, fent lo ultim esfors, esperant que Deu misericordiós millorara la sort. Se fa també á saber, que essent la esclavitud certa y forsosa, en obligació de sos empleos, explican, declaran y protestan als presents, y donan testimoni als veniders, de que han executat las últimas exhortacions y esforsos, protestant de tots los mals, ruinas y desolacions que sobrevinguen á nostra comuna y afligida Patria, y extermini tots los Honors y Privilegis, quedant esclaus ab los demés enganyats espanyols y tots en esclavitud del domini francés; pero com se confia, que tots com verdaders fills de la Patria, amants de la Llibertat, acudirán als llochs senyalats á fi de derramar gloriosament sa sanch y vida per son Rey, per son Honor, per la Patria y per la llibertat de tot Espanya, y finalment los diu y fan saber, que si després de una hora de publicat lo pregó, no compareix gent suficient per executar la ideada empresa, es forsós precis y necessari fer llamada y demanar capitulació als enemichs, antes de venir la nit, per no exposar á la mes lamentable ruina de la Ciutat, per no exposarla a un saco general, profanació dels Sants Temples, y sacrifici de noys, donas y personas religiosas. Y pera que á tots sia generalment notori, que ab veu alta, clara e inteligible sia publicat per tots los carrers de la present ciutat. Donat en la casa de la Excelentísima Ciutat, residint en lo Portal de Sant Antoni, presents los dits Senyors Excelentísims y personas asociadas, a 11 de Setembre, á las 3 de la tarde, de 1714. | » |

Sobre el pregó en si, l'objectiu d'aquest era el de convocar els civils per intentar un darrer contraatac, a les tres de la tarda, per expulsar les tropes borbòniques que ja ocupaven tres baluards de la ciutat. Però aquest pregó mai no arribà a ser llegit pels carrers de Barcelona perquè les discussions entre els membres dels Tres Comuns de Catalunya continuaren i finalment, a les sis de la tarda, resolgueren nomenar delegats per negociar la capitulació de rendició. De fet, la mera existència del pregó, el seu contingut, i qui en foren els seus redactors no van ser descoberts fins a finals del segle xix, quan es va trobar a Viena el manuscrit d'un dels presents en aquella reunió, el capità Francesc de Castellví i Obando, deixant evidenciat que Rafael Casanova ni va ser el redactor, ni participà en la redacció d'aquell pregó.

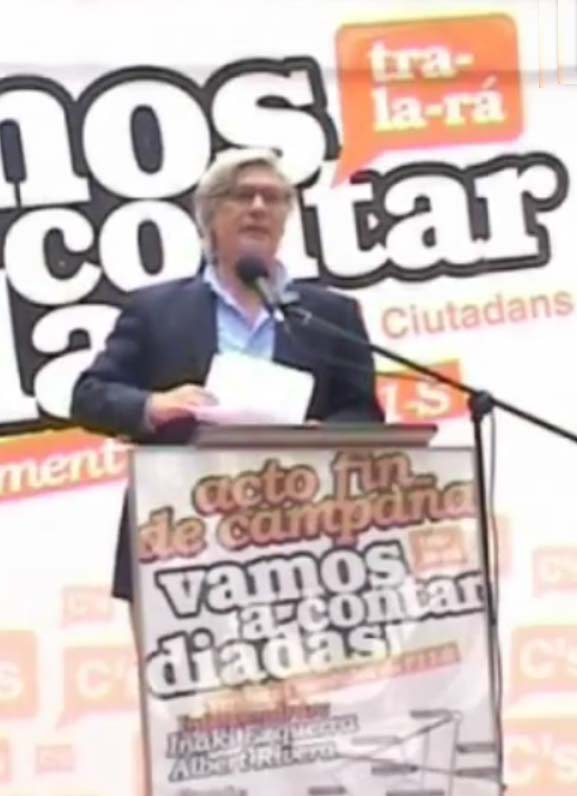
El partit d'Albert Rivera ha insultat repetidament Rafael Casanova i durant un acte d'aquest partit espanyolista es va afirmar que homenatjar Rafael Casanova és «una humillación, un insulto a la inteligencia, a la dignidad y al sentido común».

Sobre la significació del pregó, va ser de resultes del descobriment del document quan —precisament— els historiadors catalanistes Josep Coroleu i Inglada i Josep Pella i Forgas li donaren gran notorietat pública i el consideraren en la seva obra Los Fueros de Cataluña del 1878 «el document més important dels annals d'aquella guerra» perquè a Barcelona, «darrer baluard de les antigues llibertat de la Península, finava la independencia nacional d'una raça en altres temps indomable, llançant amb els seus darrers alens de vida el seu testament polític en digne i solemne justificació de la seva història i protesta de sa conducta pels segles a venir».

### Difamacions i fals mite dels falsos descendents
Durant la campanya electoral catalana de 2010 el partit Ciutadans-Partido de la Ciudadanía va presentar a la seva llista electoral a Baltasar de Casanova Habsburg-Lorena. El partit d'Albert Rivera va presentar-lo com a descendent de Rafael Casanova i que el catalanisme havia tergiversat els fets històrics i la figura del seu avantpassat. També va afirmar que si Rafael Casanova visqués avui dia simpatitzaria amb el partit espanyolista, ja que, segons va declarar, Rafael Casanova havia estat una persona dialogant i diplomàtica, afegint que el catalanisme estava en contra de les mateixes idees de Rafael Casanova. Dues setmanes després es va descobrir que tot havia estat una falsificació del partit d'Albert Rivera i que en realitat Baltasar de Casanova no era descendent de Rafael Casanova sinó que provenia d'una branca lateral d'aquesta família, tal com ell mateix acabà confessant davant les preguntes dels mitjans de comunicació. Tot i això va negar que la formació espanyolista hagués tergiversat els fets històrics i que només era un error sense importància.
La campanya de difamació contra Rafael Casanova continuà quan, en un acte organitzat per Ciudadanos-Partido de la Ciudadanía, el periodista Iñaki Ezkerra l'insultà definint-lo com «un zombie» i «un vampiro». Iñaki Ezquerra, custodiat per Albert Rivera, continuà afirmant que Rafael Casanova «huyó disfrazado de fraile» i resumia l'11 de setembre com una manipulació del catalanisme perquè, segons Ezquerra, és el dia en què es commemora la mort de Rafael Casanova. Finalment la formació d'Albert Rivera concloïa que homenatjar Rafael Casanova és «una humillación, un insulto a la inteligencia, a la dignidad y al sentido común».
El 2013 la Fundación para la defensa de la Nación Española repetí el que ja havia obrat Ciutadans-Partido de la Ciudadanía el 2010 i presentà a Pilar Paloma de Casanova y Barón, duquessa de Baños com a «descendiente directa del Conseller en cap». El president de la fundació espanyolista Santiago Abascal Conde, també secretari general del partit d'extrema dreta Vox, remarcà les paraules de la duquessa de Baños qui afirmava que «era un patriota español, toda mi familia defendió siempre la unidad de España»; la campanya dirigida a les xarxes socials portava el hashtag «#LaVerdadDeCasanova». Pilar de Casanova y Barón és la tieta de Baltasar de Casanova Habsburg-Lorena, candidat del partit d'Albert Rivera el 2010, qui ja havia hagut de confessar davant dels mitjans de comunicació que era una falsedat que fossin descendents de Rafael Casanova.